# Liste von Persönlichkeiten der Stadt München
Die folgende Übersicht enthält bekannte, in München geborene Persönlichkeiten chronologisch aufgelistet nach dem Geburtsjahr. Ob die Söhne und Töchter der Stadt ihren späteren Wirkungskreis in München hatten oder nicht, ist dabei unerheblich. Viele sind nach ihrer Geburt oder später von München weggezogen und andernorts bekannt geworden. Die Liste erhebt keinen Anspruch auf Vollständigkeit.
Personen, die nicht in München geboren wurden, aber in Verbindung mit der Stadt stehen, sind im Abschnitt Sonstige Persönlichkeiten aufgeführt.

## Söhne und Töchter der Stadt

### 14. Jahrhundert
- 1370, Isabeau, † September 1435 in Paris, Königin von Frankreich von 1385 bis 1422

### 15. Jahrhundert
- 1401, Kaspar Ayndorffer, † 17. Januar 1461 im Kloster Tegernsee, Abt des Benediktinerklosters Tegernsee

### 16. Jahrhundert
- um 1505 Arsacius Seehofer, † um 1540 in Winnenden, reformatorischer Theologe
- 1516, Hans Mielich, † 10. März 1573 in München, Maler der Spätrenaissance
- 1528, 29. Februar, Albrecht V., † 24. Oktober 1579 in München, von 1550 bis 1579 Herzog von Bayern
- um 1548, Christoph Schwartz, † 15. April 1592 in München, Hofmaler
- 1551, 21. März, Maria Anna von Bayern, † 29. April 1608 in Graz, Prinzessin von Bayern und Erzherzogin von Innerösterreich-Steiermark
- 1564, Johannes Rottenhammer, † 14. August 1625 in Augsburg, Maler des Frühbarock
- 1575, Elias Graff, † 10. Oktober 1632 in Salzburg, katholischer Theologe
- 1592, Ferdinand Sigismund Kurtz von Senftenau, † 24. März 1659 in Wien, Reichsvizekanzler des Heiligen Römischen Reiches
- 1595, 10. Juli, Maximilian Kurtz von Senftenau, † 10. Juli 1662 in München, Diplomat und Politiker im Kurfürstentum Bayern
- vor 1599, Johann Ulrich Loth, † 1662 in München, Maler des Frühbarock
- 1600, 14. Oktober, Albert Curtz, † 19. Dezember 1671 in München, Jesuit, Schriftsteller und Übersetzer sowie bedeutender Astronom

### 17. Jahrhundert
- 1608, 25. Januar, Aegidius Ranbeck, † 11. Oktober 1692 im Kloster Scheyern, Benediktiner
- 1612, 10. Oktober, Marx Schinnagl, † Juli 1681, ab 1654 Hofbaumeister in München
- 1618, 4. Juni, Daniel Herz, † 28. Mai 1678 in Wilten bei Innsbruck, deutsch-österreichischer Orgelbauer
- 1621, 8. Dezember, Maximilian Heinrich von Bayern, † 5. Juni 1688 in Bonn, von 1650 bis 1688 Erzbischof des Erzbistums Köln
- 1632, 8. August (Taufe), Johann Carl Loth, † 6. September 1698 in Venedig, Maler des Barocks
- 1635, 10. Mai, Benedikt Abelzhauser, † 30. April 1717, bayrischer Benediktinermönch und Gelehrter
- 1652, 11. Dezember, Andreas Wolff, † 9. April 1716, Maler
- 1653, 8. November, Simon Judas Thaddäus Schmidt, † 7. Februar 1691, römisch-katholischer Geistlicher, Weihbischof in München und Freising
- 1656, 23. April, Anton Egon von Fürstenberg-Heiligenberg, † 10. Oktober 1716 in Wermsdorf, Reichsfürst und gefürsteter Landgraf, Statthalter in Sachsen
- 1658, 7. April, Wolfgang Rinswerger, † 14. Oktober 1721 in Michelfeld, Abt von Michelfeld, Schuldramatiker und Theologe
- 1662, 11. Juli, Maximilian II. Emanuel, † 26. Februar 1726, Kurfürst von Bayern 1679–1706 und 1714–1726, Generalstatthalter der Spanischen Niederlande 1692–1706
- 1667, 6. Januar, Joscio Hamberger, † 4. November 1739, von 1700 bis 1739 Abt der Abtei Niederaltaich
- 1671, 5. Dezember, Joseph Clemens von Bayern, † 12. November 1723 in Bonn, Erzbischof des Erzbistums Köln
- 1676, 22. Dezember, Joseph Ferdinand Dänkel, † 3. Dezember 1736 in Tölz, Pflegskommissär, Mitorganisator des Oberländer Aufstandes 1705
- 1678, 30. Juni, Ferdinand Delamonce, † 30. September 1753 in Lyon, französischstämmiger Architekt, Maler und Zeichner
- 1689, 27. Juni, Rupert Gruber, † 15. Februar 1740, Chorherr im Benediktinerkloster Gars und Gelehrter
- 1692, 3. oder 4. Mai, Johann Baptist Gunetzrhainer, † 23. November 1763, Hofbaumeister
- 1694, 3. Dezember, Augustin Ostermayer, † 15. September 1742 in Stephansposching, Benediktiner, Abt des Benediktinerklosters Metten in Niederbayern
- 1697, 6. August, Karl VII., † 20. Januar 1745 in München, Kaiser des Hl. Römischen Reichs deutscher Nation (1742–1745)

### 18. Jahrhundert
- 1706, 17. Mai, Andreas Felix von Oefele, † 24. Februar 1780 in München, Historiker und Bibliothekar
- 1708, 28. Dezember, Sigmund von Haimhausen, † 16. Januar 1793 in München, Jurist, Beamter und Unternehmer, Gründungspräsident der späteren Bayerischen Akademie der Wissenschaften
- 1709, 10. November, Prosper Goldhofer, † 19. Januar 1782 in Polling, Astronom, Mathematiker und Augustiner-Chorherr
- um 1709, Joseph Stephan, † 17. September 1786, Maler
- 1714, 7. August, Ignaz Lanz, † 29. Juni 1764, von 1751 bis 1764 Abt der Abtei Niederaltaich
- 1720, 1. Dezember, Franz Xaver Jungwirth, † 5. Januar 1790 in München, Kupferstecher und Radierer
- 1722, 3. Februar, Mathias Etenhueber, † 24. August oder 23. September 1782 in München, Dichter
- 1727, 28. März, Maximilian III. Joseph, † 30. Dezember 1777 in München, von 1745 bis 1777 Kurfürst von Bayern
- 1728, 28. September, Michael Lori, † 21. Mai 1808 in Salzburg, Benediktiner, Theologe, Mathematiker und Hochschullehrer.
- 1729, 23. Juli, Ignatz Verhelst, † 2. November 1792 in Augsburg, Bildhauer
- 1730, Bartholomäus Ignaz Weiß, † 26. Dezember 1814 in München, Maler und Radierer
- 1730, 6. Februar, Januarius Zick, † 14. November 1797 in Ehrenbreitstein, Maler und Architekt des Spätbarocks
- 1732, 13. September, Eustachius Federl (auch Föderl), † 26. Juli 1787 in Haifa, Israel, Karmelit, Titularbischof und Apostolischer Vikar Verapoly in Indien.
- 1742, 28. Februar, Friedrich Roman Gebhard, † 17. Januar 1803 bei Oberdolling, katholischer Priester, Jesuit und Gelehrter
- 1743, 20. Dezember; Joachim Thomas Schuhbauer, † 17. Dezember 1812, Benediktinerpater und Pädagoge
- 1746, 6. Mai, Adrian von Riedl, † 18. März 1809 in München, Topograf und Kartograf
- 1746, 20. Dezember, Andreas Dominikus Zaupser, † 1. Juli 1795 in München, Verfasser des ersten bairischen Dialektwörterbuchs
- 1747, 8. Februar, Peter Hartmann, † 16. März 1821, Zisterziensermönch, Professor des Kirchenrechts im Kloster Aldersbach
- 1751, 30. Mai, Joseph Georg Winter, † 13. September 1789 in München, Teppichwirker, Maler, Kupferstecher und Zeichenlehrer
- 1753, Joseph Martin Kleber, † 21. April 1816 in München, Jurist in der Regierung
- 1754, 28. August, Sigmund Christoph von Waldburg zu Zeil und Trauchburg, † 7. November 1814 in Salzburg, Fürstbischof von Chiemsee, Administrator der Erzdiözese Salzburg
- 1755, Joseph Zängl, † 1827 in München, Erster Herausgeber vom Münchner Tagblatt
- 1758, 6. November, Carl Anton von Barth, † 7. Januar 1797, Bürgermeister von München und Landschaftskanzler
- 1759, 11. Juli, Johann Nepomuk Gottfried von Krenner, † 13. Januar 1812 in München, Staatsmann.
- 1759, 12. September, Maximilian Josef Montgelas, † 14. Juni 1838 in München, von 1799 bis 1817 Minister unter dem Kurfürsten und späteren König von Bayern Maximilian I.
- 1761, 2. August, Cajetan Weiller, später von Weiller, † 24. Juni 1826 in München, römisch-katholischer Geistlicher und Pädagoge
- 1762, 24. April, Johann Karl Sigmund Kiefhaber, † 6. März 1837 in München, Beamter und Honorarprofessor an der Ludwig-Maximilians-Universität
- 1762, 24. Dezember, Franz von Krenner, † 27. September 1819 München, Staatsmann und Historiker.
- 1763, 30. September, Joseph von Baader, † 20. November 1835 in München, Ingenieur, u. a. Wegbereiter der Eisenbahn in Bayern
- 1763, 30. Oktober, Georg Karl von Sutner, † 23. Januar 1837 in München, Bürgermeister von München und Reichsrat
- 1772 oder 1773, 15. Oktober, Franz Xaver von Caspar, † 13. März 1854 in München, Schriftsteller
- 1772, 25. Oktober, Simon von Haeberl, † 1. April 1831 in München, Arzt, Obermedizinalrat, Reformer des bayerischen Gesundheitssystems
- 1774, 20. Juli, Johann Nepomuk von Caspar, † 15. Februar 1858 in München, Jurist und Bürgermeister der Stadt Augsburg
- 1776, 5. August, Johann Peter Roider, † 8. April 1820 in München, katholischer Theologe
- 1776, 18. September, Aloys von Rechberg, † 10. März 1849 auf Schloss Donzdorf, bayerischer Diplomat, Mitglied der württembergischen Kammer der Standesherren
- 1778, 4. März, Anton Auer, † 25. Oktober 1814, Porzellanmaler
- 1778, 29. Juli Taufdatum, Carl Neuner, † 1. April 1830 in München, Violinist, Kontrabassist, Sänger und Komponist
- 1779, 10. April, Friedrich Waldbott von Bassenheim, † 6. Mai 1830 in München, erblicher Reichsrat in Bayern, Standesherr und Abgeordneter in Bayern und Württemberg
- 1782, 21. Juli, Ernst von Grossi, † 29. Dezember 1829 in München, Obermedizinalrat und Hochschullehrer
- 1783, 25. Juli, Cäsar Max Heigel, † nach 1847, Schauspieler und Schriftsteller
- 1784, 7. Februar, Joseph Franz von Spengel, † 26. Januar 1851 in München, bayerischer Generalmajor
- 1785, 25. April, Joseph Klotz, † 15. Februar 1830 in München, Maler, Lithograf und Bühnenbildner
- 1786, Johann Baptist Seitz, † 1850 in München, Bildhauer und Kupferstecher
- 1787, 1. Januar, Domenico Quaglio, † 9. April 1837 in Hohenschwangau, Architekturmaler der deutschen Romantik
- 1787, 5. August, Carl Joseph Anton Mittermaier, † 28. August 1867 in Heidelberg, Jurist und Politiker
- 1788, Michael Huber, † 1857 in München, Fabrikant und Gemeindevorsteher von Haidhausen
- 1788, Heinrich Eduard Winter, † 11. Dezember 1829 in München, Maler, Lithograf und Zeichenlehrer
- 1788, 15. Mai, Wilhelm von Brühl, † 19. Juli 1867 in Dirmstein, preußischer Generalleutnant
- 1788, 10. September, Margarethe Bernbrunn, † 16. Juli 1861 in Bad Ischl, Schauspielerin und Schriftstellerin
- 1789, 9. Februar, Franz Xaver Gabelsberger, † 4. Januar 1849 in München, Erfinder des flüchtigen (grafischen oder kursiven) Kurzschriftsystems und damit der Vorläufer der heute gebräuchlichen deutschen Einheitskurzschrift
- 1789, 11. Februar, August von Seinsheim, † 18. Dezember 1869, Maler
- 1789, 3. November, Joseph Thürmer, † 13. November 1833 in München, Architekt und Zeichner
- 1790, 4. September, Joseph Anton von Maffei, † 1. September 1870 in München, Industrieller, gründete 1838 die erste Münchener Lokomotivfabrik
- 1790, 12. Dezember, Johann Nepomuk Hoechle, † 12. Dezember 1835 in Wien, österreichischer Genremaler und Lithograf
- 1791, 21. April, Max Joseph Roemer, † 1849, Jurist und Botaniker
- 1791, 8. August, Carl Weichselbaumer, † 11. Januar 1871 in München, Schriftsteller
- 1791, Josefa Lang, verheiratete Flerx, † 7. Oktober 1862 in Hietzing, Schauspielerin
- 1793, 17. Dezember, Lorenzo Quaglio II, † 15. März 1869 in München, Maler und Lithograph
- 1794, 9. April, Theobald Böhm, † 25. November 1881 in München, Flötist, Flötenbaumeister und Komponist
- 1797, 7. Juli, Eduard von Yrsch, † 9. März 1862 in München, königlicher Hofmarschall, Oberzeremonienmeister und Hoftheaterintendant
- 1798, 9. Oktober, Franz Xaver Rewitzer, † 30. Mai 1869 in Chemnitz, Politiker, 1848er Revolutionär, Präsident der II. Kammer des Sächsischen Landtags
- 1799, Peter Lutz, † 1867 in München, Kupferstecher, Zeichner, Maler und Lithograph
- 1799, 13. August, Maximilian von Lerchenfeld-Köfering, † 3. November 1859 in Wien, Botschafter in Sankt Petersburg, Berlin und Wien
- 1800, 25. November, Karl Pergler von Perglas, † 25. September 1869 in Tegernsee, Generalleutnant der hessen-kasselschen Armee

### 19. Jahrhundert

#### 1801 bis 1820
- 1802, 23. April, Georg Winterhalter, † 11. Januar 1868 in München, Arzt, Gründer des Haidhausener Krankenhauses, Ehrenpokal der Gemeinde Haidhausen
- 1802, 26. August, Ludwig Schwanthaler, † 14. November 1848 in München, Bildhauer
- 1802, 22. Mai, Leopold Feldmann, bayerischer Lustspieldichter
- 1803, 19. Juli, Franz von Kobell, † 11. November 1882 in München, bayerischer Schriftsteller (Brandner Kaspar) und Mineraloge
- 1804, 31. März, Franz Michael Reiffenstuel, † 1. Juli 1871 in München, Zimmerermeister, Baumeister und Hofschreiner
- 1805, 31. Juli, August Siebert, † 1. Juli 1855 in Jena, Mediziner
- 1805, 11. September, Friedrich von Bothmer, † 29. Juli 1886 in München, General der Infanterie
- 1805, 21. Dezember, Ferdinand Jodl, † 24. Februar 1882 in München, Architekt und Architekturmaler
- 1806, 12. März, Philipp Aloys Erasmus von Deroy, † 3. Juni 1848 in München, bayerischer Graf, Kammerherr und Reichsrat der Krone Bayerns
- 1806, 10. Mai, Maximilian von Ditfurth, † 8. August 1861 in Marburg, kurhessischer Offizier und Militärhistoriker, Mitglied der kurhessischen Ständeversammlung
- 1807, 14. Februar, Max Emanuel Ainmiller, † 8. Dezember 1870 in München, Architektur- und Glasmaler
- 1807, 24. Juni, Auguste Strobl, † 22. Januar 1871 in Passau, Förster-Ehefrau und Schönheit, von König Ludwig I. mit schwärmerischen Gedichten bedacht
- 1808, 30. August, Ludovika Wilhelmine von Bayern, † 26. Januar 1892 in München, Prinzessin von Bayern, Mutter Elisabeths von Österreich-Ungarn („Sisi“)
- 1809, 13. Januar, Anton von Widder, † 22. Juni 1893 in München, Jurist
- 1809, 23. März, Charlotte von Hagn, † 23. April 1891 in München, Schauspielerin der Biedermannzeit
- 1809, 5. April, Karl Felix von Halm, † 5. Oktober 1882 in München, Altphilologe und Bibliothekar, Rektor des Maximiliansgymnasiums München
- 1809, 19. April, Maximilian Joseph von Lamotte, † 9. Januar 1887 in Speyer, Vize-Regierungspräsident der Rheinpfalz und erster Direktor der Pfälzischen Ludwigsbahn-Gesellschaft
- 1810, 28. Mai, Ferdinand Lang, † 30. August 1882 in München, bayerischer Hofschauspieler, Komiker und -regisseur
- 1810, 27. November, Ferdinand von Soyer, † 22. Dezember 1868 in München, Politiker
- 1811, 23. März, Friedrich Karl Stahl, † 19. Mai 1873 in Karthaus-Prüll bei Regensburg, Psychiater
- 1811, 24. Oktober, Carl Baermann, † 24. Mai 1885 in München, Klarinetten- und Bassetthornvirtuose
- 1811, 28. November, Maximilian II. Joseph, † 10. März 1864 in München, König von Bayern 1848–1864
- 1811, 25. Dezember, Wilhelm Emmanuel von Ketteler, † 13. Juli 1877 in Burghausen/Oberbayern, Bischof von Mainz 1850–1877
- 1811, Alexander Maximilian Seitz, † 18. April 1888 in Rom, Maler
- 1812, 5. März, Michael Echter, † 4. Februar 1879 in München, Maler und Professor an der Königlichen Kunstgewerbeschule in München
- 1812, 10. Juni, Wilhelm Stahl, † 19. März 1873 in Gießen, Staatswissenschaftler und Politiker
- 1812, 15. Juli, Benno Adam, † 8. März 1892 in Kelheim, Tiermaler
- 1812, 9. August, Amalia von Schintling, † 22. Dezember 1831 in München, Adelige mit Bildnis in der Schönheitengalerie
- 1812, 9. September, August Selb, † 1. November 1859 in München, Porträtmaler und Lithograf
- 1812, Max Maerz, † 26. April 1879 in München, Orgelbauer
- 1813, 27. Juni, Otto Sendtner, † 21. April 1859 in Erlangen, Botaniker
- 1813, 19. September, Christian Cron, † 16. Januar 1892 in Augsburg, Gymnasialrektor, Altphilologe und Mitglied der Bayerischen Akademie der Wissenschaften
- 1814, 4. April, Georg von Stengel, † 9. Mai 1882 in Neustadt an der Waldnaab, Baubeamter und Architekt
- 1814, 3. Mai, Peter Karl von Aretin, † 24. April 1887 auf Haidenburg, Politiker (Zentrumspartei), Reichstagsabgeordneter
- 1814, 30. Oktober, Georg Fortner, † 27. Juli 1879 in München, Maler
- 1815, 7. Februar, Ludwig von Ysenburg-Philippseich, † 3. Februar 1889 in München, königlich bayerischer Generalleutnant und Kommandant von München
- 1815, 14. März, Josephine Caroline Lang, † 2. Dezember 1880 in Tübingen, Liedkomponistin und Sängerin der Romantik
- 1815: 16. März, Wilhelm Boshart, † 31. August 1878 in Aisching, Landschaftsmaler
- 1815, 4. September, Johannes Rudolf Roth, † 26. Juni 1858 in Hasbeya am Berg Hermon/Libanon, Zoologe, Hochschullehrer und Forschungsreisender
- 1816, 9. Februar, Maximilian von Bothmer, † 9. Oktober 1878 in München, bayerischer Generalleutnant, Generalquartiermeister der Armee und Reichsrat
- 1816, 7. März, Eduard Merk, † 8. Februar 1888 in München, Historien- und Genremaler
- 1816, 5. August, Gustav von Mühlbauer, † 29. März 1889 in München, bayerischer Generalmajor
- 1817, 22. Januar, Eugen Adam, † 6. Juni 1880 in München, Historien-, Genre- und Schlachtenmaler
- 1817, 4. August, August Vogel, † 14. August 1889 in Rosenheim, Agrarwissenschaftler und Hochschullehrer
- 1817, 10. September, Max Theodor Mayer, † 22. April 1886 in Augsburg, Jurist und Mitglied des Deutschen Reichstags
- 1817, 31. Dezember, Franz von Seitz, † 13. April 1883 in München, Maler, Lithograf, Radierer und Kostümbildner
- 1818, 14. Januar, Wilhelm Karl Reischl, † 4. Oktober 1873 in München, katholischer Theologe
- 1818, 22. März, Anton Scheibmaier, † 7. Dezember 1893 in München, Maler und Pädagoge
- 1819, 12. August, Joseph Radspieler, † 2. März 1904 in München, Vergolder, Königlich Bayerischer Hoflieferant für Raumausstattungen, sowie Bürgerlicher Magistratsrat
- 1820, 1. September, Sophie Diez, † 3. Mai 1887 in München, Theaterschauspielerin und Opernsängerin
- 1820, 13. September, Maximilian Limbach, † 28. Juni 1895 in München, bayerischer Generalleutnant
- 1820, 23. November, Ludwig von Hagn, † 15. Januar 1898 in München, Maler

#### 1821 bis 1840
- 1821, 26. Januar, Julius Adam, † 24. Februar 1874 in München, Maler und Lithograf
- 1821, 2. März, Wilhelm Rosenkrantz, † 27. September 1874 in Gries bei Bozen, Richter am Oberappellationsgericht München und Philosoph
- 1821, 31. Juli, Joseph von Joner-Tettenweiß, † 27. Januar 1898 in München, königlich bayerischer Kämmerer und Generalmajor
- 1821, 6. November, Hippolyt Wirth, † 2. Oktober 1878 in Karlsruhe, preußischer Generalmajor, Kommandant von Karlsruhe
- 1822, 7. September, Karl Brizzi, † 6. Dezember 1878, Landschaftsmaler
- 1822, 1. Dezember, Alexander Puschkin, † 1. Mai 1878 in Bayreuth, Stenograf und Gymnasialprofessor
- 1823, 5. April, Maria Arndts, † 23. Mai 1882 in München, Schriftstellerin
- 1823, 5. September, Ida von Fleischl-Marxow, † 4. Juni 1899 in Wien, deutsch-österreichische Salonniere
- 1823, 20. September, Hans Ernst von Berchem-Haimhausen, † 13. Juni 1896 in München, deutsch-österreichischer Großgrundbesitzer
- 1824, 13. März, Therese Winkler, geborene Messerer, † 19. Dezember 1907 in München, Lehrerin und Schriftstellerin
- 1824, 25. Juni, Eugen Hess, † 21. November 1862 in München, Maler, Zeichner und Radierer
- 1825, 5. Februar, Johann Heilmann, seit 1887 Ritter von Heilmann, † 6. November 1888 in München, Generalleutnant und Militärhistoriker
- 1825, 17. Februar, Josepha Reh, † 28. November 1881, Dienstbotin, mit einem Bild in der Schönheitengalerie vertreten
- 1825, 20. April, Moritz Guggenheimer, † 26. Juli 1902 in München, Bankier, Stadtverordnetenvorsteher in München und Erster Vorstand der Handels- und Gewerbekammer für Oberbayern
- 1825, 24. April, Matthias Berger, † 30. April 1897 in München, Architekt
- 1825, 18. November, Carl Mayer von Mayerfels, † 8. Februar 1883 in München, Heraldiker, Kunsthistoriker und Altertumsforscher
- 1827, 18. Januar, Otto Titan von Hefner, † 10. Januar 1870 München, Heraldiker
- 1829, 1. März im Ortsteil Nymphenburg, Antonius von Thoma, † 24. November 1897 in München, Bischof von Passau 1889, Erzbischof von München und Freising 1889–97
- 1829, 31. März, Alfred Vogel, † 9. Oktober 1890 in München, Mediziner und Hochschullehrer
- 1829, 29. April, Lina von Berlepsch, † 29. März 1899 in München, Schriftstellerin
- 1829, 9. Mai, Bernhard Breslau, † 31. Dezember 1866 in Zürich, Gynäkologe und Hochschullehrer
- 1829, 2. September, Johann Nepomuk von Nußbaum, † 31. Oktober 1890 in München, Chirurg, Generalstabsarzt und Hochschullehrer
- 1829, 5. September, Ludwig Neustätter, † 24. Mai 1899 in Tutzing, Maler
- 1829, 28. Oktober, Max Kolb, † 25. November 1915 in München, Gartenarchitekt und Gartenkünstler
- 1830, 18. Juli, Franz Bonn, † 7. Juli 1894 in Regensburg, Schriftsteller, humoristischer Dichter, Jurist und Politiker
- 1830, 18. August, Johann Nepomuk Huber, † 20. März 1879 in München, Publizist, Philosoph und Hochschullehrer
- 1830, 13. Oktober, Gustav Tafel, † 12. November 1908 in Cincinnati, Ohio, USA, deutsch-amerikanischer Offizier im Amerikanischen Bürgerkrieg und Bürgermeister von Cincinnati
- 1830, 13. Oktober, Rupert Seidenbusch, † 3. Juni 1895 in Richmond, Benediktiner, 1. Abt von St. John’s, Collegeville; Apostol. Vikar von Nord-Minnesota; Titularbischof von Halia
- 1831, 19. Juni, Ludwig Stark, † 22. März 1884 in Stuttgart, Pianist, Komponist und Professor am Konservatorium für Musik in Stuttgart
- 1831 oder 1832, 10. August, Elise Henle, † 18. August 1892 in Frankfurt am Main, Schriftstellerin
- 1831, 9. Dezember, Maurice de Hirsch, geboren als Moritz Freiherr von Hirsch auf Gereuth, † 21. April 1896 bei Ersek-Ujvar/Ungarn, Unternehmer und Philanthrop
- 1832, 1. Juli, Julius von Auer, † 10. November 1915 in München, Regierungspräsident der Pfalz und Oberbayerns
- 1832, 9. September, Julius von Freyberg-Eisenberg, † 30. September 1912 in München, Kreisdirektor und Bezirkspräsident in Elsaß-Lothringen
- 1833, 17. Februar, Wilhelm Joseph Fink, † 23. Mai 1890 in Gera, Schriftsetzer, Buchhändler und Politiker
- 1833, 17. November, Moritz Schwalb, † 5. September 1916 in Königsfeld im Schwarzwald, liberalprotestantischer Pfarrer, Autor und Herausgeber
- 1834, 4. Juli, Eugen Degele, † 26. Juli 1886 in Dresden, Opern- und Konzertsänger
- 1834, Ludwig Sellmayr, † 6. Dezember 1901 oder 1904 in München, Tier- und Landschaftsmaler
- 1835, Eduard Heinel, † 14. Mai 1895 in München, Genre- und Landschaftsmaler
- 1835, 13. April, Sophie Dahn-Fries, † 23. Januar 1898 in München, Malerin
- 1835, 15. Oktober, Ludwig Hartmann, † 20. Oktober 1902 in München, Maler
- 1836, 20. Januar, Franz Xaver Hacker, † 28. Januar 1894 in München, römisch-katholischer Priester und Schriftsteller, Pseudonym Franz von Seeburg
- 1836, 11. März, Wilhelmine von Hillern, † 15. Dezember 1916 in Hohenaschau, Schriftstellerin
- 1836, 6. August, Petrus von Hötzl alias Alois Matthias Hötzl, † 9. März 1902 in Augsburg, Bischof von Augsburg 1895–1902
- 1837, 5. Juli, August Schäffler, † 8. Juli 1891 in Würzburg, Archivar und Historiker
- 1837, 3. November, Max Adamo, † 31. Dezember 1901 in München, Historienmaler
- 1837, 24. Dezember, Elisabeth, Herzogin in Bayern, Kaiserin von Österreich und Königin von Ungarn, alias Sisi, † (ermordet) 10. September 1898 in Genf
- 1838, 19. Januar, Carl Alexander von Martius, † 26. Februar 1920 in Nonn bei Bad Reichenhall, Chemiker und Industrieller
- 1838, 11. November, Andreas Spengel, † 29. September 1905 in München, Gymnasiallehrer und klassischer Philologe
- 1839, 13. Februar, Josef Eberle, † 7. Juni 1903, Bildhauer
- 1839, 25. April, Karl Keller, † 3. November 1928 in München, Ingenieur, Maschinenbaumechaniker und Hochschullehrer
- 1839, 28. April, Karl Haushofer, † 8. Januar 1895 in München, Mineraloge und Hochschullehrer
- 1839, 24. Juni, Heinrich Göschl, † 16. Dezember 1896 in München, Bildhauer
- 1839, 26. Juli, Max Auzinger, † 14. Mai 1928 in Berlin, Zauberkünstler und Schauspieler
- 1839, 30. Oktober, Adolph von Asch, † 18. Februar 1906 in München, bayerischer General der Infanterie und Kriegsminister
- 1839, 9. November, Theodor Mayer, † 24. September 1909 in München, Opernsänger
- 1839, 15. Dezember, Josef Hahn, † 22. Mai 1906 in München, Maler
- 1840, 30. März, Camillo Genelli, † 19. Januar 1867 in Weimar, Zeichner und Maler
- 1840, 23. April, Max Haushofer Jr., † 10. April 1907 in Gries bei Bozen, Nationalökonom, Politiker und Schriftsteller
- 1840, 9. September, Eugen Reichenbach, † 30. Juli 1926 in Kontopp, Landschaftsmaler
- 1840, 25. November, Konrad Barth, † 2. Mai 1924, Konsumgenossenschafter, Mitglied des ersten Vorstands des 1903 gegründeten Zentralverbandes deutscher Konsumvereine

#### 1841 bis 1860
- 1841, 18. Januar, August Spieß, † 1923 in München, Maler
- 1841, 8. April, Moritz Müller der Ältere, † 31. März 1899 in München, Maler
- 1841, 8. Mai, Ludwig Bürkel, † 9. Juli 1903 in München, Jurist und Hofsekretär König Ludwigs II. von Bayern
- 1841, 27. September, Bertha von Bayer, † 12. August 1909 in Heidelberg, Malerin
- 1842, 15. Juni, Rudolf von Seitz, † 18. Juni 1910 in München, Maler, Zeichner und Kunstgewerbler
- 1842, 2. Juli, Johann Schwarz, † 11. Juli 1916 in München, Bäckermeister, Politiker und Mitglied des Deutschen Reichstags
- 1842, 15. Juli, Edgar Hanfstaengl, † 28. Mai 1910 in München, Prokurist, Handelskaufmann und Kunstverleger
- 1842, 23. August, Karl Theodor von Heigel, † 23. März 1915 München, Historiker und Archivar
- 1842, 3. November, Hermann Dietz, † 3. April 1920, Jurist, Reichsgerichtsrat
- 1842, 31. Dezember, Michl Huber, † 10. Juli 1881 in München, Volkssänger
- 1843, 11. Januar, Adolf Eberle, † 24. Januar 1914 in München, Maler
- 1843, 12. März, Ludwig Dahn, † 20. Oktober 1898 in München, Schauspieler
- 1843, 20. Mai, Emil Franz Adam, † 19. Januar 1924 in München, Maler
- 1843, 14. Juni, Franz Adolf Hofmann, † 26. September 1920 in Gichkröttendorf, Mediziner und Hochschullehrer
- 1843, 1. Juli, Max von Gietl, † 16. Dezember 1920 in Bayerisch Gmain, Jurist
- 1843, 6. Juli, Robert S. Roeschlaub, † 25. Oktober 1923 in San Diego, deutsch-amerikanischer Architekt
- 1843, 21. November, Everilda von Pütz (geb. von Klenze), † 20. Juli 1926 in München, Schriftstellerin, Enkelin von Leo von Lenze
- 1843, 7. Dezember, Eugen von Keller, † 29. Januar 1938 in München, bayerischer Generalleutnant
- 1844, 19. März, Max Hittenkofer, † 2. Juli 1899 in Strelitz, Architekt
- 1844, 4. Juni, Cajetan Schweitzer, † 18. Oktober 1913 in München Maler, Zeichner, Illustrator und Aquarellist
- 1845, 7. Januar, Ludwig III., † 18. Oktober 1921 in Sárvár/Ungarn, König von Bayern 1913–18, zuvor 1912–13 Regent anstelle König Ottos
- 1845, 15. Januar, Heinrich Vogl, † 21. April 1900 in München, Opernsänger und Komponist
- 1845, 16. Juli, Karl de Bouché, † 2. März 1920 in München, Glasmaler des Historismus
- 1845, 26. Juli, Georg Biehl, † 15. Dezember 1895 in München, Bildhauer, Stuckateur und Mitglied des Deutschen Reichstags
- 1845, 25. August auf Schloss Nymphenburg, Ludwig II., † 13. Juni 1886 auf Schloss Berg/Starnberger See, König von Bayern 1864–86
- 1846, 9. Februar, Prinz Leopold von Bayern, † 18. September 1930 in München, Generalfeldmarschall
- 1846, 25. April, Max Buchner, † 7. Mai 1921, Mediziner, Ethnograph, Forschungsreisender und Museumskonservator
- 1846, 30. April, August Fink, † 25. Juni 1916 in München, Maler und Kunstpädagoge
- 1846, 6. Mai, Hermann Arnold, † 25. April 1896 in Jena, Maler
- 1846, 3. September, Otto Seitz, † 13. März 1912 in München, Maler
- 1846, 14. September, Ludwig Stumpf, † 9. Dezember 1923 in Bad Wiessee, Arzt und Fachautor
- 1846, 2. Oktober, Edmund Kammel, † 28. Oktober 1914 in Weilheim, Apotheker und Autor von Tourenbüchern für Radfahrer
- 1847, 7. Februar, Ernst Frank, † 17. August 1889 in Oberdöbling, Komponist und Dirigent
- 1847, 16. Februar, Ludwig Emil Meier, † 1919 in München, Esperantist, Kapitän und Schriftsteller
- 1847, 2. März, Friedrich Roth, † 28. Oktober 1927 in Bad Kissingen, römisch-katholischer Pfarrer, Prälat, Ehrenbürger von Dettelbach und Bad Kissingen
- 1847, 15. Juni, Hermann Schneider, † 24. Juli 1918 in München, Maler und Illustrator
- 1847, 2. Oktober, Karl von Endres, † 24. Dezember 1907 in München, Generalleutnant
- 1847, 26. Oktober, Karl Hofmann, † 3. September 1870 bei Bazeilles, Bergsteiger
- 1847, 28. Oktober, Josua von Gietl, † 5. Mai 1922 in München, Landschafts- und Genremaler der Münchner Schule
- 1847, 6. November, Lothar Meggendorfer, † 7. Juli 1925 in München, Illustrator und Maler
- 1847, 18. Dezember, Wilhelm Zipperer, † 9. Oktober 1911 in Würzburg, Pädagoge und Schriftsteller
- 1848, 27. April, Otto, † 11. Oktober 1916 in Fürstenried bei München, König von Bayern 1886–1913, war geisteskrank, weshalb zwei Regenten die Amtsgeschäfte führten
- 1848, 5. Juni, Max Conrad, † 31. Dezember 1920 in Aschaffenburg, Chemiker und Hochschullehrer
- 1848, 4. Juli, Alfred Meyer, † 30. Dezember 1903 in Traunstein, Offizier, Oberst der Infanterie
- 1848, 27. Juli, Arnold Steffan, † 4. Dezember 1882 in München, Maler
- 1848, 30. Juli, Franz Borgias Maerz, † 23. März 1910 in München, Orgelbauer
- 1848, 14. August, Heinrich Leher, † 27. August 1909 in München, Journalist und Publizist, gründete die heimatkundliche Zeitschrift Das Bayerland
- 1848, 8. September, Marie Conrad-Ramlo, † 1. Oktober 1921 in München, Theaterschauspielerin und Schriftstellerin
- 1848, 3. November, Carl Ritter von Rasp, † 14. Mai 1927 in München, Versicherungsexperte, Generaldirektor und Verbandsgründer
- 1848, 15. November, Fritz Schneider, † 12. Dezember 1885 in Heilbronn, Maler
- 1848, 9. Dezember, Gabriel von Seidl, † 27. April 1913 in München, Architekt
- 1849, 18. Januar, Josef Denk, † 22. Januar 1927, Philologe und Theologe
- 1849, 18. März, Theodor Auracher, † 16. Juni 1891, Altphilologe und Fachautor
- 1849, 5. April, Anton Kaindl, † 20. Juli 1922, Bildhauer
- 1849, 26. Mai, Albert Adamo, † 8. Februar 1887, Genremaler
- 1849, 29. Juli, Franz Fischer, † 8. Juni 1918, Dirigent und Cellist
- 1849, 7. Dezember, Max Emanuel in Bayern, † 12. Juni 1893 in Feldafing, Offizier, Mitglied des bayerischen Reichsrats und Familienmitglied des Hauses Wittelsbach
- 1850, 31. März, Natalie von Milde, geboren als Natalie Haller, † 29. März 1906 in Weimar, Schriftstellerin und Frauenrechtlerin
- 1850, 31. März, Gabriel Schachinger, † 9. Mai 1912 in Eglfing, Maler
- 1850, 2. Juni, Friedrich August von Kaulbach, † 26. Juli 1920 in Ohlstadt, Porträtmaler
- 1850, 12. Juni, Anton Georg Zwengauer, † 18. Januar 1928 in München, Maler
- 1850, 18. August, Fritz Baer, † 20. Februar 1919 in Pasing, Maler
- 1851, 17. Mai, Georg von Guggenberger, † 25. Oktober 1920 in Kriegshaber, Richter
- 1851, 13. Juli, Karl Albert von Baur, † 22. August 1907 in Unterammergau, Landschaftsmaler
- 1851, 6. September, Hans Albert, eigentlich Johann Lorenz Specht, † 1912, Theaterschauspieler und -intendant
- 1852, 11. Januar, Maximilian von Steinsdorf, † 2. November 1919 in München, Generalmajor
- 1852, 14. Februar, Wilhelm Ritter von Haiß, † 22. Februar 1927 in München, Präsident des Obersten Bayerischen Landesgerichts und Mitglied des Bayerischen Reichsrats
- 1852, 16. Mai, Franz Brochier, † 22. September 1926 in Nürnberg, Architekt
- 1852, 18. Mai, Julius Anton Adam, † 23. Februar 1913 in München, Genre- und Tiermaler sowie Lithograf
- 1852, 18. November, Manfred Lindemann-Frommel, † 15. Juni 1939 in Regensburg, Landschafts- und Marinemaler
- 1853, 15. Februar, Eduard Schleich der Jüngere, † 28. Oktober 1893 in München, Landschaftsmaler
- 1853, 17. August, Friedrich Ritter von Heinzelmann, † 29. März 1945 in Fischbachau, Präsident des Oberlandesgerichts München und Mitglied des Bayerischen Reichsrates
- 1854, 1. Januar, Luitpold von Horn, † 22. Juni 1914 in München, General der Artillerie
- 1854, 15. Juni, Emma Haushofer-Merk, † 11. Juli 1925 in München, Schriftstellerin und Frauenrechtlerin
- 1854, 20. August, Karl von Köppel, † 31. März 1927, General der Infanterie
- 1854, 29. Juli, Georg Kerschensteiner, † 15. Januar 1932 in München, Pädagoge
- 1855, 2. Februar, Benno Rüttenauer, † 1. November 1940 in München, Schriftsteller
- 1855, 7. Mai, Oskar von Miller, † 9. April 1934 in München, Techniker (Gründer der AEG und des Deutschen Museums)
- 1855, 1. August, Karl Kopp, † 24. November 1912 in München, Mediziner, Professor für Dermatologie und Venerologie
- 1855, 8. August, Willibald Wolfsteiner, † 24. April 1942 in Ettal, Benediktiner in Beuron, Abt von Ettal
- 1855, 30, Oktober, Felix Ehrl, † 19. November 1929 in Kassel, Ingenieur, Opernsänger, Theaterschauspieler und -regisseur
- 1855, 17. Dezember, Hope Bridges Adams Lehmann, † 10. Oktober 1916 in München, erste praktische Ärztin und Gynäkologin Münchens
- 1855, 22. Dezember, Max Koch, † 19. Dezember 1931 in Breslau, Germanist und Hochschullehrer
- 1856, 31. Juli, Albert Grünwedel, † 28. Oktober 1935 in Lenggries, Indologe, Tibetologe und Archäologe
- 1856, 18. November in Pasing (heute Stadtteil von München), Lina Meittinger, † 8. August 1928 in München, Schauspielerin
- 1856, 6. Dezember, Louise-Cathérine Breslau, † 12. Mai 1927 in Neuilly-sur-Seine, deutsch-schweizerische Lithografin und Zeichnerin
- 1856, 6. Dezember, Walther von Dyck, † 5. November 1934 in München, Mathematiker
- 1856, 17. Dezember, Elisabeth Winterhalter, † 12. Februar 1952 in Hofheim am Taunus, erste Münchner Chirurgin, Mitbegründerin des Mädchengymnasiums in Frankfurt
- 1857, 2. Februar, Rudolf Gschwendner, † ?, Verwaltungsjurist und Bezirksoberamtmann
- 1857, 26. Mai, Anton Hammel, † 27. März 1925 in München, Lokomotivbauingenieur
- 1857, 5. Juli, Hermann von der Pfordten, † 18. November 1933 in München, Altphilologe und Musikwissenschaftler
- 1857, 11. Juli, Hermine Hoffmann, † 22. Oktober 1945 in München-Solln, Gönnerin Adolf Hitlers, Gründerin der NSDAP-Frauenschaft Gau München-Oberbayern
- 1857, 17. August, Franz Xaver Schmid-Breitenbach, † 3. Januar 1927 in München, Maler und Fachautor
- 1857, 4. November, Karl Trautmann, † 22. März 1936 in München, Kulturhistoriker
- 1858, 4. Februar, Carl Seitz, † 2. April 1942, Mediziner, Hochschullehrer, Leiter der Münchner Kinderpoliklinik und Obermedizinalrat
- 1858, 28. November, Viktoria Pohl-Meiser, † 17. Juni 1936 in Mödling/Österreich, Bühnenschauspielerin und Sängerin
- 1859, Viktoria Blank, † 4. März 1928 in München, Opernsängerin (Alt) und Gesangspädagogin
- 1859, 30. Januar, Julius Scheuerer, † 11. April 1913 in Planegg, Maler
- 1859, 29. März, Eugen Oberhummer, † 4. Mai 1944 in Wien, Geograph
- 1859, 14. Mai, Karl Krauß, † 30. November 1906 in Aachen, Bildhauer und Hochschullehrer
- 1859, 7. August 1859, August von Brück, † 8. September 1941 in Kirchdorf am Haunpold, Diplomat, Geheimer Legationsrat und Gesandter in Finnland
- 1859, 8. Oktober, Amalie Baisch, † nach 1904, Schriftstellerin
- 1859, 26. November, Hugo von Huller, † 12. Juli 1931 in Füssen, bayerischer Generalleutnant und Divisionskommandeur
- 1859, 30. November, Amalie Cramer, † nach 1913, Theaterschauspielerin
- 1860, 20. Mai, Eduard Buchner, † 13. August 1917 in Focșani, Rumänien, Chemiker, Nobelpreisträger für Chemie 1907
- 1860, 31. Mai, Walter Sickert, † 22. Januar 1942 in Bath, englischer Maler

#### 1861 bis 1880
- 1861, August Geiger-Thuring, † 28. Dezember 1896, Landschaftsmaler
- 1861, 14. August, Eugen Schilling, † 4. Juli 1941 in Bad Kohlgrub, Chemiker und Industriemanager
- 1862, 31. März, Lorenz Huber, † 7. November 1910 in München, katholischer Priester, Begründer des süddeutschen Verbandes der katholischen Arbeitervereine
- 1862, 11. September, Alexander Eibner, † 1. Mai 1935, Chemiker und Malereitechnologe
- 1862, 18. Oktober, Heinrich Weizsäcker, † 14. Januar 1945, Kunsthistoriker
- 1862, 31. Oktober, Otto Scheuerer, † 5. Dezember 1934 in München, Maler
- 1863, 23. April, Hugo Helbing, † 30. November 1938, Auktionator und Kunsthändler
- 1863, 17. Mai, Hans Lenk, † 21. Februar 1938 in Aschau im Chiemgau, Geologe und Mineraloge, Hochschullehrer
- 1863, 11. Dezember, Wilhelm Mayer, † 13. April 1925 in München, Jurist und Schriftsteller unter dem Pseudonym Wilhelm Herbert
- 1863, 17. Dezember, Lorenz M. Rheude, † 1939, Grafiker und Heraldiker
- 1863, 27. Dezember, Friedrich Stahl, † 12. Juli 1940, Maler
- 1864, 5. Februar, Paul Herrmann, † 1. Mai 1946 in Berlin-Schöneberg, Maler und Radierer
- 1864, 11. Juni, Richard Strauss, † 8. September 1949 in Garmisch-Partenkirchen, Komponist (Opern, darunter Der Rosenkavalier und Salome, Orchesterwerke u. a.)
- 1864, 19. September, Carl Correns, † 14. Februar 1933 in Berlin, Biologe
- 1864, 16. Dezember, Johann Nepomuk Bürkel, † 24. Februar 1951 in Winterthur, Architekt und Baumeister
- 1865, Joseph Keidel, † ? in Illertissen, Verwaltungsjurist und Bezirksoberamtmann
- 1865, 10. April, Isolde Beidler, † 7. Februar 1919 in München, Tochter von Richard und Cosima Wagner
- 1865, 24. Juni, Clara Weber, 17. Dezember 1919 in Frankfurt am Main, Opernsängerin
- 1865, 1. August, Eugen Ritter von Knilling, † 20. Oktober 1927 in München, Politiker (BVP), Ministerpräsident von Bayern 1922–24
- 1866, 15. Februar, Adolf Hirsch, † 19. April 1931 in Wien, Volkssänger, Komponist, Musikverleger und Varietédirektor
- 1866, 28. Februar, Franz Anton Zell, † 10. August 1961 in München, Architekt und Volkskundler
- 1866, 10. September, Ridi Meininger, verheiratete Niedermeyr, † 11. März 1915 in München, Operettensängerin
- 1866, 3. Oktober, Albert Gümbel, † 27. September 1931 in Nürnberg, Archivar
- 1866, 19. Dezember, Johann Baptist Schreiner, † 1935, Bildhauer und Medailleur
- 1867, Tini Rupprecht, † 1956 in Genf, Porträtmalerin
- 1867, 15. Januar, Max Krombach, † 9. November 1947 in Reichenbach, Maler
- 1867, 3. Februar, Fritz Herz, † 21. Januar 1945 in Wien, Theaterschauspieler und -regisseur
- 1867, 17. April, Hans Hofmann, † 5. Oktober 1920, Radsportler
- 1867, 15. Mai, Eugenie von der Leyen, † 9. Januar 1929 auf Schloss Unterdießen, Prinzessin aus dem fürstlichen Haus Von der Leyen und zu Hohengeroldseck, römisch-katholische Mystikerin, Visionärin und Autorin
- 1867, 3. Juni, Franz Goldenberger, † 6. September 1948 in Kirchdorf, Jurist, Politiker (BVP), Staatsminister für Unterricht und Kultus des Freistaates Bayern
- 1867, 16. Juli, Fritz Burger, † 11. April 1927 in Lindau, Maler und Grafiker
- 1867, 5. September, Otto Sickenberger, † 10. Januar 1945 auf Schloss Klebing, katholischer Priester und Theologe, Pädagoge sowie Sozialphilosoph und Hochschullehrer
- 1867, 18. Dezember, Clotilde Barth, † 22. Februar 1949 in München, Theaterschauspielerin
- 1868, 1. Januar, Anton Weber, † 13. April 1947 in Dillingen an der Donau, römisch-katholischer Theologe, Hochschullehrer für Physik und Mathematik
- 1868, 11. Januar, Adolf von Lutz, † 11. April 1952 in Bayrischzell, Verwaltungsjurist, Bezirksamtmann und Ministerialbeamter
- 1868, 23. Mai, Sophie Burger-Hartmann, † 23. Mai 1940 in München, deutsch-schweizerische Malerin, Bildhauerin und Kunsthandwerkerin
- 1868, 26. Mai, Ludwig Huber, † 13. März 1931 in München, Jurist, Verwaltungsbeamter und Politiker
- 1868, 13. Juni, Laura Lange, † 1953, Malerin, Grafikerin und Kunsthandwerkerin
- 1868, 20. Juni, Richard Riemerschmid, † 13. April 1957 in München, bildnerischer Entwerfer, Architekt und Künstler des Jugendstils
- 1868, 18. Juli, Bruno von Wahl, † 1952 in Bad Tölz, Maler, Illustrator und Fachlehrer für Zeichnen
- 1868, 30. August, Hermann Riegel, † 26. Oktober 1928 in München, Eisenbahningenieur, Leiter der Obersten Baubehörde
- 1868, 3. September, Fritz von Heider, † 3. Januar 1947 in Niedaaudorf, Keramiker, Graphiker, Tier- und Landschaftsmaler sowie Kunstgewerbelehrer[1]
- 1868, 30. Oktober, Josef Schmid, † 10. Juli 1945 in München, Organist, Chorleiter und Komponist
- 1868, 16. Oktober, Franz von Epp, † 31. Januar 1947 in München, Berufssoldat und nationalsozialistischer Politiker
- 1868, 21. Oktober, Rudolf Hecker, † 27. Februar 1963 in Garmisch-Partenkirchen, Kinderarzt und Hochschullehrer
- 1868, 28. Oktober, Moritz Müller der Jüngere, † 17. Dezember 1934 in Lausa, Maler
- 1868, 30. Oktober, Angelo Jank, † 9. Oktober 1940 in München, Maler
- 1869, 3. März, Ignaz Gebhardt, † 19. Mai 1946 in München, Maler
- 1869, 9. April, Eduard Meyer, † ?, Bezirksoberamtmann
- 1869, 9. Juni, Johanna Huber, † 3. April 1935 in München, Lehrerin, Kindergärtnerin und Autorin
- 1869, 26. Juni, Hans von Hemmer, † 15. Dezember 1931 in München, bayerischer Offizier, Generalmajor
- 1869, 26. August, Georg Winkler, † 16. oder 17. August 1888 am Weisshorn in den Walliser Alpen, Alpinist
- 1869, 27. August, Karl Haushofer, † 13. März 1946 in Pähl bei Andechs durch Suizid, Generalmajor, Geograph und Geopolitiker
- 1869, 19. September, Karl Neumeyer, † 17. Juli 1941 in München, Rechtswissenschaftler, Professor an der Universität München
- 1869, 10. Oktober, Adolf Höfer, † 14. März 1927 in Parsberg, Maler, Illustrator und Graphiker
- 1869, 12. November, Hans Willich, † 1943, Architekturhistoriker
- 1870, 29. Januar, Karl Ernst Ranke, † 9. November 1926 in München, Internist
- 1870, 3. Februar, Annette Kolb, † 3. Dezember 1967 in München, Schriftstellerin
- 1870, 12. Mai, Eduard von Weber, † 20. Juni 1934 in Würzburg, Mathematiker und Hochschullehrer
- 1870, 9. August, Anton Huber, † 30. Dezember 1961 in Baden/Österreich, Radrennfahrer
- 1870, 26. November, Heinrich Knote, † 12. Januar 1953 in Garmisch-Partenkirchen, Opernsänger
- 1871, 9. Februar, Emil Julius Uhlfelder, † 11. August 1935 in München, war ein deutscher Chemiker
- 1871, 27. April, Albert Jodlbauer, † 13. Mai 1945 in Thierberg/Österreich, Mediziner, Pharmakologe und Toxikologe
- 1871, 6. Mai, Christian Morgenstern, † 31. März 1914 in Meran/Italien, Schriftsteller
- 1871, 28. Mai, Karl Schöpp, † 20. April 1961 in München, Schauspieler, Sänger und Theaterregisseur
- 1871, 5. Juli, Claus Schilling, † 28. Mai 1946 in Landsberg am Lech, KZ-Arzt
- 1871, 18. Juli, Karl von Hirsch, † 3. Juni 1944 in Theresienstadt, Chemiker und Brauereidirektor in Planegg
- 1871, 31. Juli, Gustav Müller, † 23. Juni 1943 in Hinterriß, Jurist und Präsident des bayerischen obersten Landesgerichts
- 1871, 1. September, Franz Hofstötter, † 22. Dezember 1958 in Bachern am Wörthsee, Maler und Glasgestalter
- 1871, 25. Oktober, Antonie Barth, später von Bartolf, † 23. Mai 1956 in Garmisch-Partenkirchen, Balletttänzerin, zweite Gattin von Herzog Ludwig in Bayern
- 1872, 3. Januar, Georg Wrba, † 9. Januar 1939 in Dresden, Bildhauer und Grafiker
- 1872, 6. Februar, Viktor von Kohlenegg, † 9. Mai 1940 in Berlin, Schriftsteller
- 1872, 14. März, Paul Otto Engelhard, † 1924 in München, Künstler, Illustrator und Graphiker
- 1872, 29. Mai, Karl Wilhelm List, † 29. März 1947 in Glonn, Präsident der Reichsbahndirektionen Augsburg und München
- 1872, 27. Juni, Heinrich Hauberrisser, † 7. Juli 1945 in Regensburg, Architekt
- 1872, 6. Juli, Arnulf de Bouché, † 25. März 1945 in Langkampfen, Maler
- 1873, 5. März, Richard Benno Adam, † 20. Januar 1937, Porträt- und Pferdemaler
- 1873, 4. Mai, Julius Seyler, † 22. November oder 24. November 1955 in München, Maler und Sportler, Europameister im Eisschnelllauf
- 1873, 25. Mai, Joseph Nikolaus Koch, † 3. November 1934 in Regensburg, Architekt
- 1873, 4. September, Emil Böhm, † 22. Juli 1958 in München, Maler
- 1873, 9. September, Theodor Kroyer, † 12. Januar 1945 in Wiesbaden, Musikwissenschaftler
- 1873, 16. September, Ludwig Ruland, † 5. Juli 1951 in Bad Brückenau, römisch-katholischer Theologe und Hochschullehrer
- 1873, 7. November, Friedrich von Keller, † 8. Mai 1960 in Tutzing, Diplomat, ständiger Vertreter des Deutschen Reiches beim Völkerbund in Genf
- 1874, Max Hänger der Ältere, † 1941, Tiermaler
- 1874, 4. März, Max Mayer, † im 20. Jahrhundert, Verwaltungsjurist und Bezirksoberamtmann
- 1874, 2. Mai, Emil Berg, † 29. September 1957, Politiker, Bürgermeister von Freising
- 1874, 22. August, Max Scheler, † 19. Mai 1928 in Frankfurt am Main, Philosoph und Soziologe
- 1874, 30. Dezember, Oskar Pixis, † 6. Oktober 1946 in München, Architekt
- 1875, 24. Februar, Fritz Müller-Partenkirchen, † 4. Februar 1942 in Hundham, Schriftsteller
- 1875, 16. März, Ludwig Rex, † 7. Dezember 1943 in Freiburg im Breisgau, Opernsänger und Stummfilmschauspieler
- 1875, 1. Juli, Emma Bechtle-Kappis, † 2. September 1957 in Stuttgart, Malerin
- 1875, 1. Juli, Mathilde von Horn, † 23. September 1943 in Karlsruhe, Krankenschwester, Generaloberin der Badischen Schwesternschaft vom Deutschen Roten Kreuz
- 1875, 21. Juli, Antoinette Ries, † nach 1913, Opernsängerin
- 1875, 20. September, Friedrich Bracker, † 10. Oktober 1956 in Gern (Eggenfelden), Präsident der bayerischen Staatsschuldenverwaltung
- 1875, 7. November, Rudolf von Hirsch, † 25. Mai 1975 in Planegg, Physiker und Gutsbesitzer in Schloss Planegg
- 1875, 4. Dezember, Karl von Imhoff, † 29. Oktober 1961 in Farchant, Beamter
- 1876, 26. Januar, Friedrich Pinggéra, † 18. Januar 1940 in München, Marine-Sanitätsoffizier
- 1876, 19. Februar, Hanns Seel, † 12. Dezember 1941 in Berlin, Jurist und Abteilungsleiter im Reichsinnenministerium
- 1876, 9. März, Josef Berger, † 12. Juli 1956 in München, Schauspieler und Regisseur
- 1876, 24. Juni, Siegfried Oberndorfer, † 1. März 1944 in Istanbul, Arzt, Pathologe, Krebsforscher und Hochschullehrer
- 1876, 18. Juli, Emmy Remolt-Jessen, † 26. September 1948 in Göppingen, Theaterschauspielerin und Schauspiellehrerin
- 1876, 5. August, Richard Schnetzer, † im 20. Jahrhundert, Verwaltungsjurist und Bezirksoberamtmann
- 1876, 8. August, Wilhelm Köppen, † 13. Februar 1917 in Stuttgart, Maler und Architekt
- 1876, 30. September, Reinhold Schweitzer, † 6. Januar 1951 in München, Maler und Grafiker
- 1876, 10. Oktober, Lily Klee, geboren als Karoline Stumpf, † 22. September 1946 in Bern, Pianistin, Ehefrau des Malers Paul Klee
- 1876, 11. November, Amelie Breling, † 27. März 1965 in Fischerhude, Künstlerin
- 1876, 23. Dezember, Franz Osten, † 2. Dezember 1956 in Bad Aibling, Filmregisseur
- 1877, 5. Mai, Hans Sautter, † 15. Dezember 1961 in Kassel, Bildhauer und Hochschullehrer
- 1877, 11. Mai, Robert Bracker, † ?, Landrat in Fürth, Präsident der evangelischen Landessynode
- 1877, 29. Mai, Hanns Heiß, † 31. Mai 1935 in Freiburg i.Br., Romanist, Literaturwissenschaftler und Hochschullehrer
- 1877, 5. Juli, Ludwig von Bürkel, † 11. Juni 1946 in Benediktbeuern, Kunsthistoriker
- 1877, 28. September Hans Gutbrod, † 12. Mai 1948 in Weilheim in Oberbayern, Tierarzt und Tierzuchtdirektor
- 1877, 30. Oktober, Max Köppen, † 11. Juli 1960 in Weilheim in Oberbayern, Maler, Zeichner, Grafiker und Kunstlehrer
- 1877, 8. Dezember, Julius Keyl, † 15. November 1959 in München, Leichtathlet und Olympiateilnehmer
- 1877, 30. Dezember, Emil Gratzl, † 9. Januar 1957 in München, Bibliothekar und Orientalist
- 1878, 11. Februar, Joseph Bichlmeier, † 15. August 1939 in Lindau, Architekt
- 1878, 16. März, Josef Hinterseher, † 9. Mai 1955 in München, Bildhauer
- 1878, 24. August, George Neuner, † 24. Mai 1966 in Oregon City, Oregon/USA, deutsch-US-amerikanischer Jurist und Politiker
- 1878, 29. Oktober, Carl Moos, † 9. Juli 1959 in Zürich, deutsch-schweizerischer Werbegrafiker und Illustrator
- 1878, 2. Dezember, Theodor Menzel, † 10. März 1939, Turkologe
- 1878, 17. Dezember, Franz Carl Endres, † 10. März 1954 in Muttanz-Freidorf, bayerischer Offizier, Historiker und Schriftsteller
- 1878, Adam Müller, † Dezember 1953 in München, Volkssänger und Humorist
- 1879, 31. Januar, Hermine Cloeter, † 22. Februar 1970 in Weißenkirchen in der Wachau, österreichische Schriftstellerin und Kulturhistorikerin
- 1879, 18. Juni, Anton Krautheimer, † 18. Juli 1956 in München, Bildhauer
- 1879, 26. März, Joseph Elsner, jun., † 24. Juli 1970 in Ottobrunn, Architekt, Kirchenausstatter und Dekorationsmaler
- 1879, 2. Mai, Paul Thiersch, † 15. November 1928 in Hannover, Architekt und Hochschullehrer
- 1879, 11. Oktober, Emil Wolff, † 24. Februar 1952 in Hamburg, Anglist, Hochschullehrer und Rektor der Universität Hamburg
- 1879, 10. November, Josef Mariano Kitschker, † 8. Juni 1929 in Karlsruhe, Maler
- 1879, 27. November, Georg Winkler, † 1952 in Regensburg, Maler und Grafiker
- 1879, Dezember, Otto Kopp, † 6. November 1947 in München, Maler und Grafiker
- 1879, 5. Dezember, Johann Schmaus, † 22. Juni 1933 in Berlin-Köpenick, Sozialdemokrat, Mordopfer der Köpenicker Blutwoche
- 1880, 18. Januar, Richard Throll, † 12. März 1961 in München, Maler und Designer
- 1880, 8. Februar, Franz Marc, † 4. März 1916 vor Verdun (Frankreich), Maler des 20. Jahrhunderts
- 1880, 8. April, Julius Spanier, † 27. Januar 1959 in München, Arzt
- 1880, 13. April, Ludwig von Ficker, † 20. März 1967 in Innsbruck, Schriftsteller und Verleger
- 1880, 16. Mai, Rudolf Tillmetz, † 25. Februar 1966, Maler
- 1880, 13. Juni, Otto Haesler, † 2. April 1962 in Wilhelmshorst, Architekt
- 1880, 28. Juni, Hans List, † nach 1941, Architekt
- 1880, 28. Juni, Kaspar von Preysing-Lichtenegg-Moos, † 14. April 1918 in Pont de Nieppe, bayerischer Offizier, Reichsrat
- 1880, 29. Juni, Heinrich Gröber, † 7. Februar 1949, Maschinenbauingenieur und Hochschullehrer
- 1880, 9. August, Rudolf Meyer Riefstahl, † 31. Dezember 1936, deutsch-amerikanischer Kunsthistoriker und Hochschullehrer
- 1880, 25. August, Otto Ludwig Naegele, † 1952, Graphiker, Illustrator, Maler, Mitbegründer und der erste Torhüter des FC Bayern München
- 1880, 13. September, Paul Hermann Wolff, † 26. Januar 1955 in München, Bühnenbildner, Landschaftsmaler und Zeichner
- 1880, 5. Oktober, Otto Rauner, † 6. Dezember 1954 in München, Landeskommandeur der bayerischen Gendarmerie
- 1880, 19. November, Otto Mantler, † unbekannt, Verwaltungsjurist und Bezirksoberamtmann
- 1880, 10. Dezember, Alfred Einstein, † 13. Februar 1952 in El Cerrito, Kalifornien, bedeutender Musikschriftsteller und Musikkritiker

#### 1881 bis 1890
- 1881, 17. Januar, Karl Scharnagl, † 6. April 1963 in München, Oberbürgermeister und Mitbegründer der Christlich-Sozialen Union in Bayern (CSU)
- 1881, 21. Januar, Friedrich von Moreau, † 28. Februar 1946 in Passau, königlich bayerischer Kammerjunker, Landat
- 1881, 22. Januar, Rolf Niczky, † 14. Juli 1950 in Klais, Maler, Grafiker und Illustrator
- 1881, 2. Februar, Ernst von Angerer, † 20. Februar 1951 in München, Physiker und Hochschullehrer
- 1881, 14. Februar, Otto Selz, † 27. August 1943 im KZ Auschwitz, Philosoph, Psychologe und Hochschullehrer
- 1881, 20. Februar, Rolf Brunner, † 30. November 1965 in Berlin (West), Schauspieler, Sänger und Regisseur
- 1881, 25. Februar, Karl Arthur Lange, † 1947, Volkswirt und Politiker, Direktor der Löwenbrau AG, kommissarischer Wirtschaftsminister Bayerns
- 1881, 12. März, Ignaz Hösl, † 26. Dezember 1963 in München, Archivar
- 1881, 29. März, Alexander Moritz Frey, † 24. Januar 1957 in Basel, Schriftsteller
- 1881, 29, April, Oskar Vogl, † 4. Februar 1954 in Irschenhausen, General der Artillerie
- 1881, 8. Mai, Julius Wolfgang Schülein, † 25. November 1970 in New York, deutsch-amerikanischer Maler
- 1881, 15. Mai, Adolf Voll, † 22. März 1965 in Fürstenfeldbruck, Architekt, Stadtplaner und Designer
- 1881, 30. Mai, Georg Kohl, † 31. Januar 1952 in Brackenheim, Verleger und Politiker, Mitglied des Bundestages
- 1881, 23. Juli, Georg Freundorfer, † 18. Dezember 1940 in Berlin, Zitherspieler und Komponist
- 1881, 8. August, Otto Bauriedl, † 12. Juni 1961 in München, Maler, Grafiker und Illustrator
- 1881, 26. August, Herbert Baer, † 23. Mai 1954 in Bad Nauheim, Ingenieur und Hochschullehrer
- 1881, 25. September, Paula Zell, † 25. Februar 1963 in München, Mäzenatin der Heimerziehung
- 1881, 18. November, Maja Einstein, † 25. Juli 1951 in Princeton (USA), Romanistin und Schwester von Albert Einstein
- 1881, 27. November, Julius Sandmeier, † 19. Oktober 1941 in Rom, Schriftsteller und Übersetzer
- 1881, 11. Dezember, Elise Aulinger, † 12. Februar 1965 in München, Volksschauspielerin
- 1882, Ignaz Schön, † 1957, Jurist und Kommunalpolitiker, Oberbürgermeister der Stadt Schweinfurt
- 1882, 8. Februar, Georg Jakob Wolf, † 6. November 1936 in Murnau am Staffelsee, Kunsthistoriker, Schriftsteller und Journalist
- 1882, 11. Februar, Karl Meitinger, † 2. März 1970 in München, Architekt und Baubeamter
- 1882, 24. Februar, Eugen von Lotzbeck, † 22. Mai 1942 in Assenhausen, Olympiasieger 1928 im Dressurreiten (Mannschaft)
- 1882, 28. März, Karl von Freyberg, † im 20. Jahrhundert, Landrat in Bad Brückenau
- 1882, 4. Juni, Karl Valentin, † 9. Februar 1948 in Planegg bei München, Volksschauspieler, Komiker
- 1882, 26. Juli, Franz Landauer, gestorben 10. Juli 1943 im Kamp Westerbork, Opfer des Nationalsozialismus
- 1882, 14. September, Hans Böhm, gestorben 15. Januar 1955 in Neuwied, Politiker (SPD)
- 1882, 10. Dezember, Karl Alexander von Müller, † 13. Dezember 1964 in Rottach-Egern, Historiker, Hochschullehrer
- 1883, 9. Januar, Hubert Erhard, † 18. Juni 1959 in Siegsdorf, Zoologe und Wissenschaftshistoriker
- 1883, 30. Januar, Gustav Soyter, † 7. Mai 1965 in München, Byzantinist und Neogräzist
- 1883, 26. Februar, Walter Schachinger, † 28. März 1962 in München, Maler
- 1883, 1. März, Martin Höchstädter, † 12. Juni 1973 in Pully/CH, deutsch-liechtensteinischer Ingenieur und Erfinder
- 1883, 3. März, Louise Modersohn-Breling, † 17. September 1950 in Hindelang, Sängerin und Malerin
- 1883, 21. März, Karl Pündter, † 15. Dezember 1975 in Hamburg, Schauspieler, Regisseur, Hörspielsprecher und nach 1945 Leiter der Abteilung Schulfunk beim NWDR in Hamburg
- 1883, 2. Mai, Georg Vogelsang, † 21. Dezember 1952 in Schliersee, Volksschauspieler
- 1883, 13. Mai, Marie Bernays, † 22. April 1939 in Tuttlingen, Politikerin (DVP), Frauenrechtlerin
- 1883, 22. Mai, Paul Lindpaintner, † 23. April 1969 in Tegernsee, Tennisspieler und Kunsthändler
- 1883, 13. November, Max Hirschberg, † 21. Juni 1964 in New York, Rechtsanwalt und Fachautor
- 1883, 25. Dezember, Anne-Dora Arnold, † 8. März 1971 in München, deutsche Kunst- und Porträtmalerin
- 1884, 2. März, Ludwig Nachreiner, † 10. Dezember 1947, Landrat im Landkreis Krumbach
- 1884, 4. Mai, Adolf Müller, † 23. Mai 1945, Druckereiunternehmer und Verleger
- 1884, 23. Mai, Ernst Pündter, † 21. Dezember 1929 in Bremen, Schauspieler, Theaterleiter, Hörspielsprecher und -regisseur, sowie Sendeleiter der Außenstelle Bremen der Nordischen Rundfunk AG (NORAG)
- 1884, 13. Juni, Anton Drexler, † 24. Februar 1942 in München, Politiker, Begründer der NSDAP
- 1884, 5. Juli, Hans Schwann, † 1966, Journalist, Publizist und Pazifist
- 1884, 7. Juli, Lion Feuchtwanger, † 21. Dezember 1958 in Los Angeles/Kalifornien (USA), Schriftsteller (Jud Süß)
- 1884, 9. Juli, Thea Steinbrecher, † 29. November 1947 in München, Schauspielerin sowie Drehbuch- und Hörspielautorin
- 1884, 28. Juli, Kurt Landauer, † 21. Dezember 1961 in München, Fußballfunktionär
- 1884, 6. August, Hans Jacob, † 3. Juli 1949 in München, nationalsozialistischer Politiker
- 1884, 24. August, Leonhard Gall, † 20. Januar 1952 in München, Architekt
- 1884, 11. September, Otto Hartmann, † 10. Juli 1952 in Miesbach, General der Artillerie im Zweiten Weltkrieg
- 1884, 6. Oktober, Alfred Seyffertitz, † 10. Mai 1944 in Linz, Gründer und Kommandeur der Republikanischen Schutztruppe, Räterepublik-Kämpfe 1918/19
- 1884, 13. November, Ernst Adam, † 1955 in München, Priester und Geistlicher Rat
- 1884, 31. Dezember, George Sylvester Viereck, † 18. März 1962 in Holyoke/Massachusetts, deutsch-US-amerikanischer Dichter, Schriftsteller und Publizist
- 1885, 2. Januar, Anna Hübler, † 5. Juli 1976 in München, Eiskunstläuferin
- 1885, 26. Februar, Erwin Ferber, † 7. August 1976 in München, Chemiker
- 1885, 1. März, Otto Lindpaintner, † 22. Juli 1976 in München, Flugpionier, Rennfahrer und Arzt
- 1885, 22. April, Karl Schwarz, gestorben 22. Oktober 1962 in Tel Aviv, deutsch-israelischer Kunsthistoriker
- 1885, 26. April, Erich Drach, † 15. Juli 1935 in Berlin, Germanist und Begründer der Sprechwissenschaft sowie Sprecherziehung
- 1885, 1. Juni, Siegfried Richter, † 1972 in Nabburg, Landrat des Landkreises Nabburg
- 1885, 14. Juli, Albert Hartmann, † 10. November 1973 in München, Altphilologe und Bibliothekar
- 1885, 16. Juli, Oscar Meyer, † 18. August 1954 in Bayreuth, Kommunalpolitiker, Oberbürgermeister der Stadt Bayreuth
- 1885, 1. August, Fritz Skell, † 9. März 1961, Zeichner
- 1885, 17. September, Eugen (Michael) Ostermeier, † 14. September 1949 im Lager Oksadok (Korea), Missionsbenediktiner, Märtyrer von Tokwon
- 1885, 28. September, Franz von Hoeßlin, † 28. September 1946 bei Sète, Dirigent
- 1885, 15. Oktober, Benedikt Böhm, † 25. Juli 1959 in München, Landrat in Alzenau
- 1885, 28. November, Ludwig Feuchtwanger, † 14. Juli 1947 in Winchester/England, Jurist, Lektor und Autor
- 1886, Paul Borchardt, † 1957, Kolonialgeograf, Geologe, Theosoph und Spion
- 1886, Anna Meyer-Glenk, † im Dezember 1958 in Freiburg im Breisgau, Schauspielerin
- 1886, 10. Januar, Paul Diehl, † 1976 in Gräfelfing, Filmproduzent, Filmregisseur und Autor
- 1886, 17. Januar, Paul Stollreither, † 13. August 1973 in München, Maler
- 1886, 8. Februar, Gunther Plüschow, † 28. Januar 1931 in Argentinien, Flugpionier, Marineoffizier, Filmemacher
- 1886, 6. März, Ernst Stahl-Nachbaur, geboren als Ernst Julius Emil Guggenheimer, † 13. Mai 1960 in Berlin, Schauspieler und Regisseur
- 1886, 1. April, Wera von Bartels, † 22. Juli 1922 in München, Zeichnerin und Bildhauerin
- 1886, 5. April, Richard Mezger, † 1981, Verwaltungsjurist und Leiter der Obersten Theaterbehörde in Bayern
- 1886, 7. April, Julius Schuster, † 14. September 1949 in Berlin, Botaniker, Paläobotaniker und Wissenschaftshistoriker
- 1886, 9. April, Rudolf Koch-Erpach, † 27. November 1971 in Boll, Offizier, General der Kavallerie im Zweiten Weltkrieg
- 1886, 17. April, Eugen von Tarnóczy, † 1978 in München, Pilot und Kunstmaler
- 1886, 14. Mai, Gustav Weiss, † 24. Februar 1961 in München, Kameramann
- 1886, 6. Juni, Albert Heilmann, † 20. Dezember 1949 in Berlin-Wilmersdorf, Bauunternehmer
- 1886, 8. Juli, Ernst Barthels, † 29. Juni 1976 in München, Theater- und Filmschauspieler
- 1886, 8. Juli, Franz-Paul Lang, † 19. November 1968 in München, Jurist, Bankier und Sportfunktionär
- 1886, 20. August, Siegfried Herrmann, † 4. Juni 1971 in München, Polizeibeamter und Fußballfunktionär
- 1886, 22. August, August Geislhöringer, † 19. Juni 1963 in Augsburg, Jurist und Politiker (Bayernpartei), Bayerischer Innenminister
- 1886, 15. Oktober, Rudolf von Marogna-Redwitz, † 12. Oktober 1944 in Berlin-Plötzensee, Widerstandskämpfer (Attentat vom 20. Juli 1944)
- 1886, 24. Oktober, Ottmar Ostermayr, † 15. Dezember 1958 in München, Filmproduzent
- 1886, 26. Oktober, Hanns Braun, † 9. Oktober 1918 in Frankreich, Leichtathlet, Olympiateilnehmer 1908 und 1912
- 1886, 12. November, Rudolf Seeliger, † 20. Januar 1965 in Greifswald, Physiker, Hochschullehrer und Rektor der Universität Greifswald
- 1886, 2. Dezember, Annie Francé-Harrar, † 23. Januar 1971 in Hallein, Biologin und Schriftstellerin
- 1886, 18. Dezember, Martin Feuchtwanger, † 9. November 1952 in Tel Aviv, Schriftsteller, Journalist und Verleger
- 1887, 19. Januar, Werner Blume, † 21. Oktober 1965 in Göttingen, Mediziner, Anatom und NS-Dozentenbundführer an der Universität Göttingen
- 1887, 30. Januar, Josef Strobl, † 27. Juni 1965 in Kelheim, Politiker, Landrat, Oberbürgermeister von Ingolstadt und Landtagsabgeordneter
- 1887, 2. Februar, Ernst Hanfstaengl, † 6. November 1975 in München, Unterstützer Adolf Hitlers in der Frühzeit der Nationalsozialistischen Deutschen Arbeiterpartei (NSDAP) und später deren Pressechef
- 1887, 3. Februar, Otto Bäurle, † 26. April 1951 in München, Olympiateilnehmer 1912 (Dreisprung und Fünfkampf), Leichtathletiktrainer und Autor
- 1887, 14. Februar, Franz Baur, † 2. November 1977 in Bad Homburg vor der Höhe, Meteorologe (Gründer der Großwetterkunde und langfristigen Wettervorhersage)
- 1887, 24. Juli, Elisabeth Braun, † 25. November 1941 in Kaunas/Litauen, Lehrerin, Staatswissenschaftlerin und NS-Opfer
- 1887, 27. Juli, Karl Lippmann, † 22. September 1946 im Internierungslager Hersbruck, Verwaltungsjurist und Bezirksoberamtmann
- 1887, 4. August, Ernst Rattenhuber, † 16. November 1951, erster bayerischer Landwirtschaftsminister und erster Leiter der Bayerischen Vertretung in Bonn
- 1887, 16. September, Oskar Gluth, † 5. Oktober 1955, Schriftsteller
- 1887, 23. September, Wilhelm Hoegner, † 4. März 1980 in München, Politiker (SPD), Ministerpräsident von Bayern (1945–46 und 1954–57)
- 1887, 4. Oktober, Ben Spanier, † ≈14. Oktober 1944 im KZ Auschwitz, Theaterschauspieler, Regisseur und Schauspiellehrer
- 1887, 12. Oktober, Karl Landauer, † 27. Januar 1945 im KZ Bergen-Belsen, Psychoanalytiker und Mitbegründer des ersten Frankfurter Psychoanalytischen Instituts
- 1887, 14. Oktober, Ernst Sattler, eigentlich Ernst Roth, † 3. Januar 1974 in Berlin, Schauspieler und Hörspielsprecher
- 1887, 24. November, Heinrich Berndl, † 14. Februar 1973 in Memmingen, Oberbürgermeister in Memmingen
- 1887, 28. November, Ernst Röhm, † 1. Juli 1934 in Stadelheim bei München, Politiker (NSDAP), SA-Führer
- 1888, 23. Februar, Josef Eichheim, † 13. November 1945 in Gars am Inn, Bühnen- und Filmschauspieler
- 1888, 4. März, Erich Scheuermann, † 1957, Militärflieger, Diplom-Ingenieur, General-Ingenieur der Luftwaffe
- 1888, 29. März, Hans Reiser, † 4. August 1946 in München, Schriftsteller
- 1888, 6. April, Heinrich Reich, † 9. August 1961, Arzt, Maler und Musiker
- 1888, 14. April Franz Seitz, † 7. März 1952 in Schliersee, Regisseur, Schauspieler, Filmproduzent und Drehbuchautor
- 1888, 15. April, Anton Huber, † 3. September 1966 in München, Violinist
- 1888, 9. Mai, Karl Maria Stadler, † nach 1943, Künstler
- 1888, 12. Mai, Fritz Schäffer, † 29. März 1967 in Berchtesgaden, Politiker (Bayerische Volkspartei/BVP, CSU), MdB, MdL, Ministerpräsident von Bayern (1945), Bundesfinanzminister (1949–1957), Bundesjustizminister (1957–1961), Vorsitzender der CSU-Landesgruppe im Bundestag (1949)
- 1888, 16. Juli, Franz Landgraf, † 19. April 1944 in Stuttgart, Generalleutnant im Zweiten Weltkrieg
- 1888, 8. August, Hermann Ritter von Speck, † 15. Juni 1940 bei Pont-sur-Yonne, General der Artillerie im Zweiten Weltkrieg
- 1888, 2. September, Hugo Spatz, † 27. Januar 1969 in Frankfurt am Main, Neuropathologe und Hochschullehrer
- 1888, 5. September, Toni Stadler junior, † 5. April 1982 in München, Bildhauer
- 1888, 5. November, Hans Reinold Hartmann, † 17. Mai 1976, evangelischer Pfarrer und Schriftsteller
- 1888, 29. Dezember, Theodor Langenmaier, † 1964, Germanist, Literarhistoriker und Lehrer
- 1889, 1. Januar, Hans Ertl, † 11. Juni 1960 in Neuburg an der Donau, deutscher Landrat
- 1889, 23. Januar, Hedwig Kämpfer, geborene Nibler, † 7. oder 8. Juni 1947 in Paris, Politikerin der USPD
- 1889, 30. Januar, Fritz Schwimbeck, † 29. August 1977 in Friedberg, Maler und Grafiker
- 1889, 11. Februar, Hans Haas, † 7. Mai 1957 in Heidelberg, Altphilologe und Gymnasialprofessor
- 1889, 13. Februar, Georg Schrimpf, † 19. April 1938 in Berlin, Kunstmaler und Grafiker (Neue Sachlichkeit)
- 1889, 16. März, Hans-Hermann Rebel, † 14. Juni 1967 in Tübingen, Zahnarzt und Hochschullehrer
- 1889, 31. März, Robert Thedy, † 1971 in München, deutscher Landrat
- 1889, 3. Juni, Wilhelm Schmid, † 30. Juni 1934 in Stadelheim, Politiker (NSDAP), SA-Führer, Abgeordneter im Reichstag
- 1889, 15. Juni, Albert Figel, † 29. Dezember 1954 in Burghausen, Maler
- 1889, 20. Juni, Ernst Speer, † 28. März 1964 in Lindau (Bodensee), Psychiater
- 1889, 24. Juni, Hans Müller-Schnuttenbach, † 28. November 1973 in Rosenheim, Maler
- 1889, 10. Juli, Lorenz Bätz, † 24. Februar 1926 in Berlin, Filmregisseur und -produzent
- 1889, 5. August, Otto Kronburger, † 1944/1945, Schauspieler
- 1889, 24. August, Hans Krämer, † 23. Oktober 1961 in Deggendorf, Diplom-Ingenieur, Politiker und Oberbürgermeister von Deggendorf
- 1889, 26. August, Franz Schönauer, † unbekannt, Radrennfahrer
- 1889, 2. September, Ludwig Kübler, † 18. August 1947 in Ljubljana, General der Gebirgstruppe im Zweiten Weltkrieg
- 1890, 5. Januar, Rupert (Josef) Klingseis, † 6. April 1950 im Gefängnis Pjöngjang, Missionsbenediktiner, Märtyrer von Tokwon
- 1890, 7. Januar, Richard Klein, † 31. Juli 1967 in Weßling bei München, Maler, Bildhauer, Grafiker und Medailleur
- 1890, 5. März, Hans Bergen, † 17. Februar 1957 in Landshut, Generalleutnant der Wehrmacht
- 1890, 2. April, Agnes Straub, † 8. Juli 1941 in Berlin-Charlottenburg, Schauspielerin
- 1890, 13. April, Max Josef Becker, † 23. März 1971 in München, Maler, Zeichner und Radierer
- 1890, 30. Mai, Ludwig Fischer, † 3. Januar 1957 in Bamberg, katholischer Theologe
- 1890, 2. Juni, Alfred Resch, † unbekannt, Jurist und Präsident des Oberlandesgerichts München.
- 1890, 18. Juni, Karl Seeliger, † 5. März 1970 in Rottach-Egern, Unternehmer und Verbandsfunktionär der Druck- und Papierindustrie
- 1890, 12. September, Laurenz Kilger, † 14. Mai 1964 in Wil, Kanton St. Gallen, Benediktiner
- 1890, 16. September, Max Wiederanders, † 28. November 1976 in Gauting, Architekt
- 1890, 25. September, Karl Heinrich, † 3. November 1945 im Lager Hohenschönhausen, Aktivist, Polizeioffizier und Widerstandskämpfer gegen den Nationalsozialismus
- 1890, 7. November, Josef Behrens, † 22. Juli 1947, Ingenieur und Erfinder
- 1890, 30. November, Jacob Geis, † 22. Juli 1972 in München, Dramaturg, Regisseur und Drehbuchautor
- 1890, 14. Dezember, Max Förderreuther, † nach 1960, Landrat im Landkreis Donauwörth

#### 1891 bis 1900
- 1891, 21. Januar, Marta Feuchtwanger, † 25. Oktober 1987 in Pacific Palisades, Ehefrau Lion Feuchtwangers
- 1891, 15. Februar, Josef Wintrich, † 19. Oktober 1958 in Ebersberg bei München, Präsident des Bundesverfassungsgerichts (1954–1958)
- 1891, 17. Februar, Adolf Abraham Halevi Fraenkel, † 15. Oktober 1965 in Jerusalem, Mathematiker
- 1891, 19. Februar, Toni Danzer, † 1. Dezember 1951 in Dachau, Maler
- 1891, 10. Mai, Anton Dostler, † 1. Dezember 1945, zuletzt General der Infanterie im Zweiten Weltkrieg
- 1891, 22. Mai, Johannes R(obert) Becher, † 11. Oktober 1958 in Berlin (Ost), kommunistischer Dichter und Schriftsteller (Nationalhymne der DDR)
- 1891, 2. Juni, Karl Ritter von Halt, † 5. August 1964 ebenda, Mehrkämpfer, Sportfunktionär im nationalsozialistischen Deutschen Reich und in der Bundesrepublik
- 1891, 3. Juli, Fritz Fürst, † 8. Juni 1954, Fußball-Nationalspieler
- 1891, 12. August, Lutz Götz, † 3. Oktober 1958 in Berlin, Filmschauspieler
- 1891, 16. August, Wilhelm Meise, † 11. August 1974, Generalleutnant und Inspekteur der Pioniere
- 1891, 22. August, Heinrich Kreutz, † nach 1952, Sänger, Regieassistent, Theaterregisseur und -intendant
- 1891, 31. August, Julius Kreis, † 31. März 1933 in München, Schriftsteller, Zeichner und Buchillustrator
- 1891, 15. Oktober, Carl Landauer, † 16. Oktober 1983 in Oakland (Kalifornien), sozialdemokratischer Theoretiker
- 1891, 27. Oktober, Hans Zorn, † 2. August 1943 bei Orjol (Sowjetunion), Offizier, General der Infanterie
- 1891, 9. November, Karl Loewenstein, † 10. Juli 1973 in Heidelberg, Staats- und Verfassungsrechtler und Politologe
- 1891, 18. November, Anton Mayer-Pfannholz, † 16. Juni 1982 in München, Historiker und Hochschullehrer, Leiter des Instituts für Ostbairische Heimatforschung
- 1891, 24. November, Max Amann, † 10. März 1957 in München, früher Gefolgsmann Adolf Hitlers und hochrangiger NSDAP-Pressefunktionär
- 1891, 30. November, Franz Weilhammer, † 16. Februar 1963 in Berlin, Schauspieler, Rundfunk- und Synchronsprecher
- 1891, 30. Dezember, Hermann Ritter, † 30. April 1968 in Leoben, nautischer Offizier, Marineoffizier und Pelztierjäger
- 1892, 12. Januar, Auguste Reber-Gruber, † 20. Januar 1946 in Garmisch-Partenkirchen, Pädagogin
- 1892, 25. Januar, Toni Bauhofer, † 10. Januar 1968 in München, Motorradrennfahrer
- 1892, 30. Januar, Friedrich Heiler, † 18. April 1967 in München, Religionswissenschaftler
- 1892, 30. Januar, Hans Adolf Winter, † 1981, Violinist, Rundfunkdirigent, Komponist und Musikpädagoge
- 1892, 13. Februar, Ludwig Hertling, † 20. Juli 1980 in Wien, Jesuit und Kirchenhistoriker
- 1892, 29. Februar, Emil Löw, † nach 1937, Politiker, Abgeordneter im Bayerischen Landtag
- 1892, 5. März, Josef Römer, † 25. September 1944 in Brandenburg (Havel), Jurist, Freikorpsführer, Stabsoffizier und Widerstandskämpfer gegen den Nationalsozialismus
- 1892, 17. März, Pol Cassel, eigentlich Paul Cassel, † 9. Juli 1945 in Kischinew, Maler und Grafiker der Klassischen Moderne
- 1892, 9. Mai, Josef März, † 28. August 1955 in München, Geograph und Zeitungswissenschaftler
- 1892, 9. Mai, Josef Seifried, † 9. Juli 1962 in München, Politiker, Mitglied des Bayerischen Landtags, Staatsminister des Inneren
- 1892, 10. Juni, Josef Nikolaus Geis, † 1. September 1952 in München, Künstler, Illustrator und Graphiker
- 1892, 12. Juni, Ferdinand Schörner, † 2. Juli 1973 in München, Generalfeldmarschall und während des Zweiten Weltkrieges Armee- und Heeresgruppenkommandeur
- 1892, 27. Juni, Maria Almas-Dietrich, † 11. November 1971 in Dachau, Kunsthändlerin
- 1892, 12. August, Albert Wisheu-Martens, † 24. Oktober 1967 in München, Schriftsteller und Schauspieler
- 1892, 27. August, Harry Engel, † 27. August 1950, Fußballspieler des FC Bayern München und Emigrant
- 1892, 2. September, Sophie Angermann, † 1. Januar 1973 in Honolulu, Übersetzerin
- 1892, 15. Oktober, Heinrich Wilhelm Roth, † 8. Mai 1971 in Gauting, Konstrukteur und Fabrikant von Schweißmaschinen
- 1892, 30. Oktober, Magda Madeleine, † 11. Februar 1973 in Hamburg, Theater- und Stummfilmschauspielerin
- 1892, 5. November, Joseph Sebastian Cammerer, † 30. August 1983 in Tutzing am Starnberger See, Ingenieur, Forschungsinstituts-Leiter, römisch-katholischer Priester
- 1892, 12. Dezember, Liesl Karlstadt, eigentlich Elisabeth Wellano, † 27. Juli 1960 in Garmisch-Partenkirchen, Soubrette, Schauspielerin und Kabarettistin
- 1893, 12. Januar, Ernst Heigenmooser, † 20. August 1963 in München, Gebrauchsgraphiker
- 1893, 14. Januar, Eduard Riesch, † 17. Februar 1945 in Niesky, deutscher General
- 1893, 17. Januar, Fritz Wrampe, † 13. November 1934 in München, Bildhauer
- 1893, 29. März, Erich Stahl, † 15. Januar 1954, deutscher General
- 1893, 15. April, Maximilian von Pohl, † 26. Juli 1951 in Pöcking, Offizier, General der Flieger
- 1893, 29. Mai, Wilhelm Winkler, † 5. Oktober 1958 in München, Archivar, Generaldirektor der Staatlichen Archive Bayerns
- 1893, 7. Juni, Hermann Finck, † ?, Landrat in Staffelstein
- 1893, 4. September, Ernst Karl Meier, † 17. September 1965 in Schweinfurt, Medienwissenschaftler, Politiker, Nationalökonom und Widerstandskämpfer gegen das NS-Regime
- 1893, 4. September, Christian Cramer, † ?, Landrat im Landkreis Mindelheim
- 1893, 6. September, Hans Franke, † 16. Oktober 1964 in Wüstenrot, Publizist und Autor
- 1893, 3. Oktober, Willy Wenz, † 20. August 1971 in München, Maler
- 1893, 16. Dezember, Rudolf Will, † 10. Januar 1963, Jurist und Politiker (FDP), Mitglied des Deutschen Bundestags
- 1893, 25. Dezember, Erwin Steiner, † 9. Januar 1953 in München, Maler
- 1894, 28. Januar, Richard Kühle, † nach 1920, Schriftsteller und Drehbuchautor
- 1894, 4. Februar, Wilhelm Maly, † 17. März 1943 in Davos, Maler und Bildhauer
- 1894, 17. Februar, Walther von Miller, † 16. September 1978, Rechtsanwalt, Zweiter Bürgermeister (1949–1956) und Kulturreferent der Stadt München
- 1894, 26. März, Elisabeth Waldenau, † 1983 in München, Opernsängerin
- 1894, 27. April, Max Lesmüller, † 29. Januar 1952 in München, Apotheker
- 1894, 21. Mai, Paul Erbe, † 29. Februar 1972 in Haimhausen, Maler
- 1894, 4. Juli, Irmgard von Faber du Faur, † 23. Januar 1955 in Zürich, Schriftstellerin
- 1894, 27. August, Josef Weisz, † 1969 in Planegg, Holzschneider und Buchillustrator
- 1894, 27. September, Christoph Otto Müller, † 7. Mai 1967, Philatelist und Leiter der Philatelistischen Bibliothek München
- 1894, 2. November, Alexander Lippisch, † 11. Februar 1976 in Cedar Rapids, Iowa, Flugzeugkonstrukteur
- 1894, 14. Dezember, Peter Meyer, † 12. November 1984 in Winterthur, Schweizer Architekt und Kunsthistoriker
- 1894, Josef Stelzer, † 1942, Motorradrennfahrer
- 1895, 24. Januar, Eugen Roth, † 28. April 1976 in München, Schriftsteller
- 1895, 22. Februar, Julius Taschke, † 14. Januar 1941 in Neu-Ulm, Hauptsturmführer im SD-Oberabschnitt München sowie Landrat in Neu-Ulm
- 1895, 16. März, Lisa Kresse, † 27. Januar 1966 in München, Ausdruckstänzerin und Schauspielerin
- 1895, 19. März, Walter Stettner Ritter von Grabenhofen, † 18. Oktober 1944 bei Belgrad, Offizier, Generalleutnant der Gebirgstruppe
- 1895, 19. Juni, Erna Dinklage-Gilbert, † 20. Mai 1991 in Dietramszell, Malerin und Grafikerin
- 1895, 2. Juli, Hans Beimler, † 1. Dezember 1936 vor Madrid, kommunistischer Mitglied des Reichstags und politischer Kommissar des Thälmann-Bataillons der 11. Internationalen Brigade im Spanischen Bürgerkrieg
- 1895, 10. Juli, Carl Orff, † 29. März 1982 in München, Komponist (Carmina Burana)
- 1895, 20. Juli, August Wittmann, † 29. März 1977 in Glonn, Generalleutnant im Zweiten Weltkrieg
- 1895, 15. August, Rudi Müllers, † 15. September 1972 in Heidelberg, Maler und Grafiker
- 1895, 20. August, Otto Strobel, † 23. Februar 1953 in Bayreuth, Archivar und Musikwissenschaftler
- 1895, 24. August, Josef Blatner, † 28. August 1987 in München, Kunsthistoriker
- 1895, 25. August, Felix Collorio, † 6. Januar 1965 in Hannover, Bauingenieur
- 1895, 28. Oktober, Friedrich Sixt, † 4. August 1976 in München, Generalleutnant
- 1895, 25. November, Hermann Vogel, † 10. Januar 1974 in München, Agrarwissenschaftler und Hochschullehrer
- 1895. 6. Dezember, Maria Zierer-Steinmüller, † 26. November 1979 in München, Schriftstellerin
- 1895, 17. Dezember, Curt Mezger, † vermutlich 12. März 1945 im KZ Ebensee, Unternehmer
- 1896, 31. Januar, Josef Ackermann, † 22. August 1959, Journalist
- 1896, 3. April, Josef Breitenbach, † 7. Oktober 1984 in New York, deutsch-US-amerikanischer Fotograf
- 1896, 3. Mai, Ludwig Schmid-Wildy, † 30. Januar 1982 in Rosenheim, Film- und Theaterschauspieler (Der Brandner Kaspar und das ewig’ Leben)
- 1896, 8. Mai, Viktor Gebhard, † 11. September 1957 in Dillingen an der Donau, Altphilologe und Gymnasiallehrer
- 1896, 12. Mai, Ernst Ehrentreu, gest. 11. November 1981 in London, jüdisch-orthodoxer Rabbiner der Gemeinschaft Ohel Jakob in der Israelitischen Kultusgemeinde von 1927 bis 1939, später Rabbiner in Australien und London
- 1896, 15. Mai, Fritz Julius Kuhn, † 14. Dezember 1951 in München, deutsch-amerikanischer Chemiker, Leiter des Amerikadeutschen Bundes
- 1896, 15. Mai, Fritz Wagner, † 3. April 1939 in München, deutscher Genremaler
- 1896, 9. Juni, Sascha Gura, † 1. April 1946 in Berlin, Schauspielerin
- 1896, 3. August, Paul Hofmann, † 5. März 1970 in Tegernheim, Veterinär, Hygieniker und Hochschullehrer
- 1896, 26. August, Henny Protzen-Kundmüller, † 22. Oktober 1967 in München, Malerin
- 1896, 13. September, Gottlieb Branz, † 26. September 1972 in München, deutscher Bibliothekar, Kommunalpolitiker (SPD) und Widerstandskämpfer gegen das NS-Regime
- 1896, Paul Gedon, † 16. Januar 1945 in München, Architekt und Regierungsbaumeister
- 1897, 9. Januar, Karl Löwith, † 26. Mai 1973 in Heidelberg, Philosoph
- 1897, 16. Januar, Sepp Schwab, gebürtig Max Joseph Schwab, † 30. Juli 1977 in Berlin, Journalist, Diplomat und Politiker (USPD, KPD, SED)
- 1897, 18. Januar, August Winter, † 16. Februar 1979 in München, General der Gebirgstruppe und Mitarbeiter des Bundesnachrichtendienstes
- 1897, 11. März, Johann Raithel, † 29. Januar 1961 in Harksheide, deutscher General
- 1897, 30. April, John Holroyd-Reece, † 7. März 1969, britischer Verleger, Diplomat und Übersetzer
- 1897, 8. Mai, Hans Jessen, † 14. Juli 1979 in Bremen, Bibliothekar, Historiker und Zeitungswissenschaftler
- 1897, 5. Juli, Paul Ben-Haim, † 14. Januar 1984 in Tel Aviv, Komponist
- 1897, 9. August Josef Vonkennel, † 13. Juni 1963 in Köln, Dermatologe, Hochschullehrer und SS-Führer
- 1897, 18. August, Adolf August Vogel, † 20. Dezember 1969 in Wien, deutsch-österreichischer Opernsänger
- 1897, 12. November, Karl Marx, † 8. Mai 1985 in Stuttgart, Komponist (Konzerte u. a.)
- 1897, 21. Dezember, Bonifatius Köstler, † 25. März 1947 in der Mandschurei, Missionar und Märtyrer
- 1897, 25. Dezember, Ulrich Finsterwalder, † 5. Dezember 1988 in München, Bauingenieur
- 1897, 27. Dezember, Hubert Cremer, † 26. Februar 1983 in Merzhausen, Mathematiker, Hochschullehrer und Autor
- 1898, Max Hänger junior, † 1961, deutscher Maler
- 1898, 10. Januar, Siegfried Rasp, † 2. September 1968 in Murnau am Staffelsee, General der Infanterie
- 1898, 12. Januar, Ferdinand May, † 24. Juli 1978 in München, Urologe und Hochschullehrer
- 1898, 10. Februar, Margarethe von Stengel, † 20. September 1981 in Reutte in Tirol, Bildhauerin, Mitglied des Harnier-Kreises im Widerstand gegen den Nationalsozialismus
- 1898, 23. Februar, Reinhard Herbig, † 29. September 1961 in Rom, Klassischer Archäologe
- 1898, 6. März, Therese Giehse, † 3. März 1975 in München, Schauspielerin
- 1898, 4. April, Philipp Lersch, † 15. März 1972 in München, Psychologe
- 1898. 5. April, Hans Halm, † 26. Januar 1965 in München, Musikwissenschaftler und Staatsbibliothekar
- 1898, 8. April, Robert Neuner,† 14. September 1945 in Washington, D.C., Jurist und Hochschullehrer
- 1898, 17. April, Petra Fiedler, † Oktober 1993 in Kaiserslautern, Modezeichnerin und Modejournalistin, Tochter von Lilli und Peter Behrens
- 1898, 13. Mai, Hans Wölpert, † 1. Januar 1957 in München, Gewichtheber
- 1898, 17. Mai, Franz Schwarz, † 4. Oktober 1960 in München, SS-Brigadeführer
- 1898, 3. Juni, Max Kob,† 1988 in München, Fußballspieler
- 1898, 9. Juni, August Mayer, † 11. Oktober 1969 in Berlin, Generalmajor der Volkspolizei der DDR
- 1898, 3. Juli, Wilhelm Falk, † 16. Oktober 1961, Fußballspieler
- 1898, 14. Juli, Friedrich Hanser, † 13. Mai 1976, Lehrer und Kommunalpolitiker in Heilbronn
- 1898, 22. Juli, Philipp Bamberger, † 27. Juni 1983, Mediziner und Hochschullehrer
- 1898, 20. August, Julius Schaub, † 27. Dezember 1967 in München, NS-Funktionär und persönlicher Chefadjutant Adolf Hitlers
- 1898, 25. August, Hellmut Bachrach-Barée, † 14. April 1964 in München, Maler
- 1898, 31. August, Hanns Bunge, † 30. Mai 1966 in München, Politiker (NSDAP) und SA-Gruppenführer (Generalleutnant) sowie Richter beim Obersten Ehren- und Disziplinarhof der Deutschen Arbeitsfront (DAF) und Mitglied des Volksgerichtshofes
- 1898, 1. September, Franz Paul Koch, † 28. April 1959, Kameramann
- 1898, 19. Oktober, Wilhelm Wolf, † 9. November 1923 in München, NS-Putschist
- 1898, 27. November, Karl Baur, † 2. Februar 1984 in München, Verleger
- 1898, Georg Maier, † 1975 in Grafrath, Sportfunktionär, Präsident des Bayerischen Landes-Sportverbandes
- 1899, 3. Januar, Adolf Ziegler, † 25. Juli 1985, Schauspieler
- 1899, 6. Januar, Hans Hagn, † 7. Oktober 1949 in München, katholischer Gewerkschafter und bayerischer Politiker (BVP, CSU)
- 1899, 14. Februar, Eugen Kling, † 21. Dezember 1971 in Burghausen, Fußballspieler
- 1899, 16. Februar, Toni Roth, † 12. November 1971 in Greifenberg, Maler, Restaurator und Dozent
- 1899, 11. Juni, Margarete Henning-Roth, † nach 1961, Schauspielerin
- 1899, 11. Juli, Peter Hecker, † 1989, Jurist und Politiker (CSU), Landrat des Landkreises München
- 1899, 20. Juli, Heinz Moll, † 1987, Architekt der Bauunternehmer
- 1899, 31. August, Franz-Peter Weixler, † 23. April 1971 in Bad Reichenhall, Fotograf, Kriegsberichterstatter
- 1899, 2. September, Clemens Scheitz, † 24. Oktober 1980 in München, Musiker und Schauspieler
- 1899, 11. September, Philipp Bouhler, † 19. Mai 1945 in Dachau (Selbsttötung), Chef der Kanzlei des Führers und Leiter des „Euthanasie“-Programms Aktion T4
- 1899, 14. September, Josef Meisinger, † 7. März 1947 in Warschau hingerichtet, Oberst der Polizei, SS-Standartenführer und Kriegsverbrecher
- 1899, 17. September, Josef Steiner, † 16. September 1977 in München, Maler und Grafiker, Expressionist und Mitglied der Berliner Secession
- 1899, 4. Oktober, Emil Rosenthal, † 3. Februar 1944 im KZ Theresienstadt, Filmschaffender
- 1899, 14. Oktober, Ilse Knott-ter Meer, † 3. November 1996 in Rottach-Egern, erste deutsche Diplom-Ingenieurin, studierte an der TH München
- 1899, 17. Oktober, Kurt Schilling, † 11. Februar 1977 in Kreuth, Philosoph und Hochschullehrer
- 1899, 22. Oktober, Charlotte Stein-Pick, † 2. Februar 1991 in Oakland/CA, Emigrantin und Memoirenautorin
- 1899, 2. November, August Melchner, † 10. November 1967 in Traunstein-Hochberg, Wirtschaftsprüfer und Politiker (CSU)
- 1899, 9. November, Heinrich Gall, † 22. März 1935 in München, Chemiker und außerordentlicher Professor
- 1900, 11. Januar, Karl Leon Du Moulin-Eckart, † 31. März 1991 in Oberviechtach, NSDAP-Politiker, SA-Führer
- 1900, 18. Januar, Adolf Hartmann, † 26. Januar 1972 in München, Maler
- 1900, 14. Februar, Gustav August Wilhelm Hofmann, † 6. Juli 1982 in München, Bibliothekar und Philologe
- 1900, 21. Februar, Arnold Weiss-Rüthel, † 26. Juni 1949 in München, Autor und Publizist
- 1900, 7. März, Joseph Ehrenfried Hofmann, † 7. Mai 1973 in Günzburg, Mathematikhistoriker
- 1900, 19. März, Otto Braml, † 17. Juni 1975 in Berlin, Schauspieler und Hörspielsprecher
- 1900, 27. März, Karl Zehnter, † 30. Juni oder 1. Juli 1934 in München, Gastwirt, Opfer des Röhm-Putsches
- 1900, 5. April, Maria Elisabeth Ammann, † 14. Oktober 1972 in Brixen, Wohlfahrtspflegerin und Schulleiterin
- 1900, 18. April, Ludwig Schultze, † 31. Oktober 1962 in Bayreuth, Landrat in Rehau, Präsident der Verwaltungsgerichte in Ansbach und Bayreuth
- 1900, 20. April, Hans Gebhart, † 13. Juli 1960 in München, Numismatiker
- 1900, 20. Mai, Erika Cremer, † 21. September 1996 in Innsbruck, Physikochemikerin
- 1900, 25. Mai Gustav Gsaenger, † 14. September 1989 in München, Architekt
- 1900, 28. Mai, Heinrich Müller, seit Mai 1945 verschollen, Chef des Amtes IV (Geheime Staatspolizei) im Reichssicherheitshauptamt (RSHA)
- 1900, 1. Juni, Johanna Wolf, † 5. Juni 1985 in München, Sekretärin Adolf Hitlers
- 1900, 9. Juni, Ludwig Hofmann, † 2. Oktober 1935 in München, Fußballspieler
- 1900, 15. Juni, Heinrich Heim, † 26. Juni 1988 in München, Jurist und SS-Standartenführer
- 1900, 1. Juli, Otto Spatz, Pseudonym Otto Helmut, † 3. April 1989, Buchhändler, Verleger und Schriftsteller
- 1900, 5. Juli, Herbert Andreas Löhlein, † 8. März 1987 in Herrsching am Ammersee, Schriftsteller, Journalist und Astrologe
- 1900, 7. Juli, Conrad Fink, † 25. Juli 1981, Bibliothekar und Politiker (BP, CSU), Mitglied des deutschen Bundestages
- 1900, 16. Juli, Karl Roth, † 5. Februar 1967, Medailleur, Maler und Bildhauer
- 1900, 21. August, Heinrich Freiberger, † 9. September 1990, Diplom-Ingenieur, Manager, Arbeitgeber-Verbandsfunktionär und Mitglied des Bayerischen Senats
- 1900, 27. August, Hermann von Valta, † 27. November 1968 in Garmisch-Partenkirchen, Bobfahrer
- 1900, 28. August, Gustav Haydn, † 2. Dezember 1995 in Passau, Schneidermeister und Politiker
- 1900, 6. Oktober, Willy Merkl, † vermutlich 16. Juli 1934 am Nanga Parbat, Bergsteiger, Leiter der deutschen Nanga-Parbat-Expedition 1934
- 1900, 7. Oktober, Heinrich Himmler, † 23. Mai 1945 in Lüneburg, Politiker (NSDAP), Reichsführer SS, Reichsinnenminister
- 1900, 31. Oktober, Dietrich Loder, † nach 1955, Marineoffizier, nationalsozialistischer Schriftsteller und Publizist
- 1900, 17. November, Peter Halm, † 26. April 1966 in München, Kunsthistoriker und Direktor der Staatlichen Graphischen Sammlung München
- 1900, 25. Dezember, Ludwig Xaver Weiß, † 2. Juli 1990 in München, Präsident der Reichspostdirektionen in Trier und München
- 1900, 31. Dezember, Franz Weiß, † 29. Juni 1979 in Gauting, Syndikus, Steuerberater und Politiker (Bayernpartei, CSU)

### 20. Jahrhundert

#### 1901 bis 1910
- 1901, 19. Januar, Hermann Heimpel, † 23. Dezember 1988 in Göttingen, Historiker
- 1901, 8. Februar, Eva Herrmann, † 7. September 1978 in Santa Barbara, deutsch-amerikanische Malerin, Zeichnerin und Karikaturistin
- 1901, 23. Februar, Erhard Heiden, † zwischen März und August 1933, politischer Aktivist und Leiter der SS als Vorgänger Heinrich Himmlers
- 1901, 13. März, Maria Landes-Hindemith, ✡ 1987, Pianistin und Klavierpädagogin
- 1901, 13. März, Gebhard Seelos, † 18. Dezember 1984 in Seehausen am Staffelsee, Politiker der Bayernpartei
- 1901, 25. April, Gottfried Amann, † 21. Dezember 1988 in München, Forstwissenschaftler
- 1901, 29. April, Willibald Mathäser, † 15. Oktober 1985 in München, Ordensgeistlicher
- 1901, 16. Mai, Josef Zott, † 15. Januar 1945 im Zuchthaus Brandenburg-Görden, monarchistischer Widerstandskämpfer
- 1901, 17. Mai, Josef Witt, † 3. Januar 1994 in Wien, österreichischer Opernsänger und Gesangspädagoge
- 1901, 23. Juni, Hanns Goebl, † 12. August 1986, Bildhauer
- 1901, 3. Juli, Willi Cronauer, † 14. Oktober 1974, Künstler bei Rundfunk, Bühne, Film und bayerischer Kulturpolitiker
- 1901, 7. August, Konrad Heiden, † 18. Juni 1966 in New York City, deutsch-US-amerikanischer Journalist und Schriftsteller
- 1901, 8. August, Eduard Zorn, † 4. Februar 1945 in Colmar, Generalmajor der Wehrmacht
- 1901, 3. September, Friedrich Rotter, † 12. Januar 1973 in Fulda, katholischer Theologe
- 1901, 10. September, George Nikolaus Halm, † 1. Juli 1984 in Santa Rosa/Kalifornien, deutsch-US-amerikanischer Wirtschaftswissenschaftler, Hochschullehrer
- 1901, 15. September, Liselotte Welskopf-Henrich, † 16. Juni 1979 in Garmisch-Partenkirchen, Schriftstellerin
- 1901, 28. September, Sigmund von Pölnitz, † 23. April 1978 in Bamberg, katholischer Geistlicher, Domkapitular in Bamberg
- 1901, 28. September, Kurt von Ruffin, † 14. November 1996 in Berlin, Sänger sowie Bühnen- und Filmschauspieler
- 1901, 20. Oktober, Franz Eirenschmalz, † 4. September 1995 in Hausham, SS-Führer und Kriegsverbrecher
- 1901, 22. Oktober, Gustav Scheck, † 19. April 1984 in Freiburg im Breisgau, Flötist
- 1901, 8. November, Helmuth von Stwolinski, † 1. November 1992 in Wien, Fotograf, Kameramann und Erfinder
- 1901, 20. November, Ludwig König, † 25. Januar 1970 in München, Gärtnermeister, Verbandspräsident und Mitglied des Bayerischen Senats
- 1901, 25. November, Adele Kern, † 6. Mai 1980 in München, Opern- und Operettensängerin
- 1901, 22. Dezember, Emeran Schmid, † nach 1942, SS-Obersturmbannführer
- 1901, Karl Wolf, † 1993, Maler
- 1902, 2. Januar, Hermann Mai, † 10. März 2001 in Münster, Mediziner, Pädiater und Hochschullehrer
- 1902, 8. Januar, Gret Palucca, † 22. März 1993 in Dresden, Tänzerin und Tanzpädagogin
- 1902, 22. Januar, Franz Josef Huber, † 30. Januar 1975 in München, Leiter der Geheimen Staatspolizei, Inspekteur der Sicherheitspolizei
- 1902, 14. Februar, Max Heilbronner, † 23. Juli 1964 in Los Angeles, deutsch-US-amerikanischer Filmarchitekt und Maler
- 1902, 20. März, Beppo Schwaiger, † 28. März 1976 in München, Schauspieler und Kabarettist
- 1902, 3. April, Georg Frey, † 28. August 1976, Textilfabrikant (Firma Loden Frey) und Käfersammler
- 1902, 16. April, Karl Weinzierl, † 17. Mai 1974 in München, Kirchenrechtler
- 1902, 20. April, Max Köglmaier, † 25. August 1972 in München, NS-Funktionär und SA-Führer, zuletzt im Rang eines SA-Gruppenführers
- 1902, 23. April, Josef Woldemar Keller-Kühne, † 9. März 1991 in Miesbach, Maler, Zeichner und Grafiker
- 1902, 24. April, Alfred Loritz, † 14. April 1979 in Wien, Politiker (Wirtschaftliche Aufbau-Vereinigung, WAV), Bayerischer Staatsminister für Entnazifizierung, Mitglied des Deutschen Bundestages (MdB), Mitglied des Landtages (MdL), Gründer und Vorsitzender der WAV
- 1902, 11. Mai, Edmund Schneider, † 23. Mai 1970 in München, Bankbeamter und paramilitärischer Aktivist
- 1902, 25. Mai, Joseph Clemens von Bayern, † 8. Januar 1990 in München, Prinz und Kunsthistoriker
- 1902, 8. Juli, Michael Mathias Kiefer, † 19. März 1980 in Feldwies am Chiemsee, Maler, Bildhauer und Fotograf
- 1902, 11. Juli, Karl Fodermair, † 16. Juli 1986 in München, Instrumentenbauer und Leiter diverser Orchester und Chöre
- 1902, 4. August, Fritz Mertel, † 5. Mai 1979 in Salzburg, Orgelbauer
- 1902, 30. August, Alfred Strauß, † 24. Mai 1933 im KZ Dachau, Rechtsanwalt, Opfer des Nationalsozialismus
- 1902, 13. November, Henri Stern, † 4. September 1988 in Paris, deutsch-französischer Kunsthistoriker und Archäologe
- 1902, 19. November, Erika Buchmann, † 19. November 1971 in Berlin, Politikerin (KPD), Landtagsabgeordnete in Baden-Württemberg
- 1902, Jakob Rosner, ✡ 26. August 1950 in Tel Aviv, deutsch-israelischer Fotograf
- 1903, 7. Januar, Albrecht Haushofer, Pseudonyme: Jürgen Dax, Jörg Werdenfels, † 23. April 1945 in Berlin, Geograph, Diplomat und Schriftsteller
- 1903, 10. Januar, Ilse Schneider-Lengyel, † 3. Dezember 1972 in Reichenau, Fotografin, Kunsthistorikerin, Ethnologin, Lyrikerin und Literaturkritikerin
- 1903, 22. Januar, Robert Heiß, † 21. Februar 1974 in Freiburg i. B., Philosoph, Psychologe und Hochschullehrer
- 1903, 22. Januar, Ulrich Hofmann, † 5. Juli 1986 in Heidelberg, Chemiker und Hochschullehrer
- 1903, 30. Januar, Hans Hörner, † 8. Mai 1968 in Tokio, Dirigent
- 1903, 9. Februar, Karl Kraft, † 6. Februar 1978 in Augsburg, Organist und Komponist
- 1903, 9. Februar, Ludwig Zahn, † 9. Juli 1976 in München, Kameramann
- 1903, 11. Februar, Hans Wilhelm Schmidt, † 14. November 1991 in Riemerling, Theologe, evangelischer Pfarrer und Hochschullehrer
- 1903, 13. Februar, Thea Linhard-Böhm, † 20. Oktober 1981 in Hamburg, Opern- und Konzertsängerin
- 1903, 14. Februar, Fritz Büchtger, † 26. Dezember 1978 in Starnberg, Komponist
- 1903, 14. Februar, Anton Sailer, † 1987 in München, Schriftsteller, Maler und Grafiker
- 1903, 24. Februar, Gerhard Hirsch, † 9. Juli 1982, Numismatiker, Münzhändler und Auktionator
- 1903, 16. März, Franz Josef Böhm, † Anfang März 1946 in Lebedjan/Russland, Philosoph und Hochschullehrer
- 1903, 16. März, Rudi Rischbeck, † 16. Juni 1988 in München, Jazz- und Unterhaltungsmusiker
- 1903, 22. März, Josef Wirsching, † 11. Juni 1967 in Bombay, Kameramann
- 1903, 2. April, Epiphany Schneider, † 6. Februar 1977 bei Murewa, Missionarin und Märtyrin
- 1903, 2. April, Carl Borro Schwerla, † 13. Januar 1986 in München, Autor, Journalist und Regisseur
- 1903, 22. April, Ludwig Englert, † 28. Juni 1981 in München, Mediziner
- 1903, 28. April, Franz Dambeck, † 9. Januar 1974 in München, Theologe und Denkmalpfleger
- 1903, 5. Mai, Franz Weiß, † 1. Juni 1981 in Kempten/Allgäu, Maler
- 1903, 18. Mai, Hans Würdinger, † 17. Juli 1989 in München, Rechtswissenschaftler
- 1903, 8. Juni, Eduard Brücklmeier, † 20. Oktober 1944 in Berlin-Plötzensee, Jurist und Diplomat, Widerstandskämpfer
- 1903, 22. Juni, Hermann Virl, † 2. August 1958 in München, Graphiker
- 1903, 24. Juli, Heinz Michel, † 15. Juli 1972 in Heidelberg, Maler
- 1903, 19. September, Felix Beigel, † 14. Februar 1942 in Bamberg, Landrat des Landkreises Bamberg
- 1903, 27. September, Franz Xaver Kraus, † 24. Januar 1948 in Krakau (hingerichtet), SS-Sturmbannführer und Verwaltungsführer in Konzentrationslagern
- 1903, 4. Oktober, Paulus Rusch, † 31. März 1986 in Zams/Tirol, Apostolischer Administrator 1938–64 und Bischof von Innsbruck 1964–81
- 1903, 15. Oktober, Adolf Lenk, † 1987, politischer Aktivist, Gründer des Jugendbundes der NSDAP
- 1903, 9. Dezember, Adolf Maislinger, † 26. April 1985 in München, Widerstandskämpfer gegen den Nationalsozialismus, bekannter Dachau-Häftling
- 1904, 2. Januar, Andreas List, † 3. November 1956 in Söcking (Starnberg), Verwaltungsjurist und Leiter des bayerischen Landeswirtschaftsamtes
- 1904, 25. Januar, Maria Luiko, gestorben 25. November 1941 in Kaunas, Künstlerin und Opfer des Holocaust
- 1904, 24. Februar, Wilhelm Mantel, † 20. August 1983 in München, Forstwissenschaftler und Genealoge
- 1904, 9. April, Lena Maurer, † 25. Dezember 1990 in Mannheim, Politikerin (SPD), Landtagsabgeordnete in Baden-Württemberg
- 1904, 19. April, Siegfried Moos, † 1988, deutsch-britischer Wirtschaftswissenschaftler und Hochschullehrer
- 1904, 22. April, Anton Ritthaler, † 1982, Historiker und Publizist
- 1904, 26. April, Kurt Wagenseil, † 14. Dezember 1988 in Tutzing, Übersetzer aus dem Englischen und Französischen
- 1904, 26. Mai, Erna Horn, † 7. April 1981, Kochbuchautorin
- 1904, 16. Juni, Paul Grupp, † 15. März 1974 in München, Kameramann
- 1904, 23. Juni, Herbert Landauer, † 28. Juni 1984, Architekt und Baubeamter der Postbauschule
- 1904, 15. September, Siegfried Walter Souci, † 3. Mai 1992, Lebensmittelchemiker
- 1904, 6. November, Theodor Traugott Meyer, † 22. Oktober 1948, hingerichtet in Danzig, SS-Hauptsturmführer, Adjutant in Konzentrationslagern
- 1904, 9. November, Hans Ernst, † 30. August 1984, Heimatdichter
- 1904, 22. November, Paul Laporte, geboren als Paul Heilbronner, † 4. Juni 1980 in Santa Barbara, deutsch-US-amerikanischer Kunsthistoriker
- 1904, Alfons Maria Weber; † 1984 in Swakopmund/heute Namibia, deutsch-südwestafrikanischer Zahnmediziner und Mäzen in Swakopmund
- 1905, 8. Januar, Claire Kronburger, † nach 1927, Stummfilmschauspielerin
- 1905, 23. Januar, Irmgard Mastaglio-Behrendt, † 1990, Malerin
- 1905, 3. Februar, Josef Kirzeder, † 3. Januar 1997 in München, Kameramann
- 1905, 13. März, August Lenz, † 1960, Privatbankier August Lenz & Co
- 1905, 20. März, Franz Xaver W. Braunmiller, † 15. Juni 1993 in München, Maler und Bildhauer
- 1905, 25. März, Albrecht Mertz von Quirnheim, † 20. Juli 1944 in Berlin, Offizier und Widerstandskämpfer
- 1905, 7. April, Josef Kiefer, † 19. November 1977 in München, Buchbindermeister, Politiker (BVP, CSU), Mitglied des Bayerischen Landtags
- 1905, 17. April, Wilhelm Baur, † April/Mai 1945 in Berlin, Verleger und Präsidialrat der Reichsschrifttumskammer
- 1905, 19. Mai, Friedrich Weber, † 4. Juli 1996 in Heidelberg, Jurist und Hochschullehrer
- 1905, 26. Mai, Maria Stadler, † 5. Dezember 1985, Volksschauspielerin
- 1905, 10. Juni, Ludwig Schuster, † 30. Mai 1968 in Leipzig, Violinist, Violist und Hochschullehrer
- 1905, 18. Juni, Heinrich von Tettenborn, † 31. März 1966 in Hamburg, Restaurator von Gemälden
- 1905, 25. Juni, Karl Busch, † 9. Oktober 1964 in München, Kunsthistoriker
- 1905, 24. Juli, Walter Seitz, † 10. Februar 1997 in München, Mediziner und Politiker (SPD), Mitglied des Bayerischen Landtages
- 1905, 2. August, Karl Amadeus Hartmann, † 5. Dezember 1963 in München, Komponist (Sinfonien, Opern u. a.)
- 1905, 5. August, Wassily Leontief, † 5. Februar 1999 in New York, Wirtschaftswissenschaftler und Nobelpreisträger
- 1905, 16. August, Lothar Cremer, † 16. Oktober 1990 in Miesbach, Elektrotechniker, Akustiker und Hochschullehrer
- 1905, 26. November, Manfred Hörhammer, † 12. August 1985 in Planegg, Kapuziner und Mitbegründer von Pax Christi
- 1906, 7. Februar, Heinz Goeschel, † 1974, Ingenieur und Vorsitzender des Vereins Deutscher Ingenieure
- 1906, 23. Februar, Hans Friedrich-Freksa, † 2. Oktober 1973 in Bad Nauheim, Biologe, Biochemiker und Virologe
- 1906, 11. März, Beppo Brem, † 5. September 1990 in München, Theater- und Filmschauspieler (Die seltsamen Methoden des Franz Josef Wanninger)
- 1906, 20. März, Alois Fauser, † 15. Oktober 1987 in Eggolsheim, Bibliothekar
- 1906, 22. März, Paula Helene Linhart, † 7. August 2012 in München, Sozialarbeiterin und Filmkritikerin
- 1906, 22. März, Ludwig Abenthum, † im 20. Jahrhundert, Landrat im Landkreis Laufen und Landkreis Füssen
- 1906, 12. April, Fritz Haid, † 1. Mai 1985 in München, Maler und Zeichner
- 1906, 21. April, Else Regensteiner, † 18. Januar 2003 in Chicago, deutschamerikanische Textilkünstlerin
- 1906, 26. April, Renate Müller, † 7. Oktober 1937 in Berlin, Schauspielerin und Sängerin
- 1906, 8. Mai, Helmuth Jacobsohn, † 21. September 1994, Ägyptologe
- 1906, 12. Mai, Maximilian Grüllenbeck, † 11. Juli 1990 in München, Landschaftsmaler
- 1906, 23. Mai, Gottfried Eckart, † 8. Dezember 1999 in München, Physiker, Elektrotechniker und Hochschullehrer
- 1906, 2. Juni, Heinrich Kessler, † 1994, Richter am Bundesgerichtshof
- 1906, 14. Juni, Heinrich Schwarz, hingerichtet am 20. März 1947 in Sandweier, SS-Hauptsturmführer und KZ-Lagerkommandant
- 1906, 23. August, Maja Lex, † 13. Oktober 1986 in Köln, Tänzerin, Choreografin und Pädagogin
- 1906, 29. August, Sepp Müller, † November 1963, Motorradrennfahrer
- 1906, 29. August, Albert Schwarz, † 11. August 1996 in Freising, Historiker und Hochschullehrer
- 1906, 3. September, Walter Wüst, † 28. November 1993, Gymnasialprofessor, Ornithologe und Fachautor
- 1906, 21. September, Otto Meyer, † 11. Januar 2000 in Hösbach, Historiker und Hochschullehrer
- 1906, 12. Oktober, Anderl Heckmair, eigentlich Andreas, † 1. Februar 2005 in Oberstdorf, Bergführer und Alpinist
- 1906, 24. Oktober, Otto Löwenstein, † 31. Januar 1999 in Birmingham, deutsch-britischer Zoologe
- 1906, 29. Oktober, Franziska Bilek, † 11. November 1991 in München, Zeichnerin, Karikaturistin, Illustratorin und Schriftstellerin
- 1906, 4. November, Ernst Krebs, † 20. Juli 1970 in Gauting, Bergsteiger, Skiläufer und Kanu-Olympiasieger 1936
- 1906, 10. November, Josef Kramer, † 14. Dezember 1945 in Hameln, hingerichtet, KZ-Kommandant
- 1906, 18. November, Klaus Mann, eigentlich Klaus Heinrich Thomas Mann, † 21. Mai 1949 in Cannes/Frankreich, Schriftsteller (Mephisto)
- 1906, Karl Weinmair, † 4. Oktober 1944 in München, Maler
- 1907, 6. Januar, Irmingard von Freyberg, † 29. März 1985 in Würzburg, Grafikerin und Scherenschneiderin
- 1907, 14. Februar, Adolf Dirr, † 1998, SS-Hauptsturmführer und Leibwächter Adolf Hitlers
- 1907, 29. März, Walther Schmitt, † nach 1961, Volkswirt, Journalist und Schriftsteller
- 1907, 30. März, Friedrich August von der Heydte, † 7. Juli 1994 in Aham, Rechtswissenschaftler, Offizier und Politiker
- 1907, 31. März, Hilde Lotz-Bauer, † 8. Februar 1999 in München, Fotografin und Kunsthistorikerin
- 1907, 7. April, Eugen Rindt, † 24. Juni 1979 in Augsburg, Politiker (CSU), Mitglied des Bayerischen Landtages
- 1907, 4. Mai, Bernhard Degenhart, † 3. September 1999 in München, Kunsthistoriker
- 1907, 5. Mai, Albrecht Knaus, † 27. November 2007 in München, Verleger und Verlagslektor
- 1907, 12. Mai, Alma Weiss, † 24. März 2001 in Mobile (Alabama), deutsch-amerikanische Pianistin und Opfer der nationalsozialistischen Judenverfolgung
- 1907, 12. Mai, Fred Plaut, † Juni 1985 in New York, deutsch-amerikanischer Toningenieur und Fotograf
- 1907, 22. Mai, Alexander von Falkenhausen, † 28. Mai 1989 in München, Autorennfahrer
- 1907, 22. Mai, Georg von Kaufmann, † 3. Mai 1972 in Bernau am Chiemsee, Skilangläufer und Bergsteiger
- 1907, 1. Juni, Kurt Christmann, † 4. April 1987 in München, deutscher Jurist und ein NS-Kriegsverbrecher
- 1907, 5. August, Wolfgang Frankl, † 27. April 1991 in Terni, Architekt
- 1907, 13. August, Peter Grassmann, † 5. März 1994 in Kilchberg ZH, Physiker, Mathematiker und Hochschullehrer
- 1907, 6. September, Eduard Steiner, † 10. Dezember 1993 in Grafrath, Kunstmaler, Gebrauchsgraphiker, Bildhauer und Bühnenbildner
- 1907, 9. September, Max Kneissl, † 15. September 1973 in München, Geodät und Hochschulprofessor
- 1907, 15. September, Dagobert Enk, geb. Otto Friedrich Enk, † 3. Oktober 1950 im Gefängnis Pjöngjang (Korea), Missionsbenediktiner, Märtyrer von Tŏkwon
- 1907, 6. Oktober, Friedrich Übelhack, † 2. November 1979 in München, Generalleutnant
- 1907, 30. November, Felix Klee, † 13. August 1990 in Bern, deutsch-schweizerischer Kunsthistoriker, Maler und Theaterregisseur
- 1907, 7. Dezember, Friedrich Müller, † 15. Mai 1978, Fußballnationalspieler und Fußballtrainer
- 1908, 8. Januar, Karl Brunner, † unbekannt, Arzt und SS-Obersturmbannführer
- 1908, 11. Januar in Pasing (heute Stadtteil von München), Gottfried von Droste, † 21. Dezember 1992 in Braunschweig, Physiker
- 1908, 14. Januar, Josef Hornauer, † 12. Dezember 1985 in München, Fußballspieler
- 1908, 16. Januar, Heinrich Lamm, † 12. Juli 1974 in Harlingen/Texas, deutsch-US-amerikanischer Mediziner
- 1908, 21. Januar, August Reimann, † ?, Landrat
- 1908, 26. Januar, Rupprecht Geiger, † 6. Dezember 2009 in München, Maler
- 1908, 12. Februar, Olga Benario-Prestes, † 23. April 1942 in der NS-Tötungsanstalt Bernburg umgebracht, Revolutionärin
- 1908, 21. Februar, Hans Ertl, † 23. Oktober 2000 in Bolivien, Bergsteiger, Kameramann, Regisseur und Autor
- 1908, 23. Februar, Albert Leidmann, † 1. Februar 1945, Boxer
- 1908, 23. Februar, Klemens Stadler, † 25. August 1975 in München, Archivar und Heraldiker
- 1908, 5. März, Ludwig Goldbrunner, † 26. September 1981 in München, Fußballspieler
- 1908, 7. März, Oskar Kuhn, † 1. Mai 1990 in München, Wirbeltier-Paläontologe
- 1908, 9. März, Sep Ruf, † 29. Juli 1982 in München, Architekt und Designer
- 1908, 10. März, Irene Haller, † 22. Juli 1999 in Heidelberg, Sängerin, Schauspielerin und Pädagogin
- 1908, 14. März, Karl Schaidler, † 1990, Schauspieler bei Bühne, Film und Fernsehen
- 1908, 26. März, Maxim Köhler, † 22. Februar 1959 in Berwang, Maler und Grafiker
- 1908, 27. März, Senta Maria Schmid, † 27. Januar 1992 in Tegernsee, Choreographin, Tänzerin und Inhaberin einer Ballettschule in München-Solln
- 1908, 28. März, Max von Arco-Zinneberg, † 20. Mai 1937 in Wien, Automobilrennfahrer
- 1908, 8. April, Peter Horn, † 11. April 1969 in Santiago de Chile, deutsch-chilenischer Bildhauer
- 1908, 6. Mai, Franz Taut, † 14. März 1985 in Bad Tölz, Schriftsteller
- 1908, 1. Juni, Peter de Mendelssohn, deutsch-britischer Schriftsteller, Historiker, Essayist und Übersetzer
- 1908, 6. Juni, Franz Feuchtwanger, † 1. Februar 1991 in Mexiko-Stadt, Kunsthistoriker und KPD-Funktionär
- 1908, 6. Juni, Norbert Schlesinger, † 2. März 1980 in Wien, Architekt und Designer
- 1908, 8. Juni, Ernst Müller-Meiningen jr., † 10. April 2006 in München, Journalist, Vorsitzender des Deutschen und Bayerischen Journalistenverbands
- 1908, 16. Juni, Hans Jakob, † 23. März 1994 in Regensburg, Fußballspieler
- 1908, 18. Juni, Ilse Braun, † 28. Juni 1979 in München, Schwester von Eva Braun
- 1908, 24. Juni, Hannes König, † 11. Oktober 1989 in München, Maler, Zeichner und Kunstmanager in München
- 1908, 18. Juli, Maximilian Vogel, † 1. Juli 1934 im KZ Dachau, SA-Führer und Opfer des so genannten Röhm-Putsches
- 1908, 4. August, Kurt Peter Eichhorn, † 29. Juni 1994 in Murnau, Dirigent und Hochschullehrer
- 1908, 20. September, Alexander Mitscherlich, † 26. Juni 1982 in Frankfurt am Main, Arzt und Psychologe
- 1908, 26. Oktober, Richard Häussler, † 28. September 1964 in München, Bühnen- und Filmschauspieler sowie Filmregisseur
- 1908, 11. November, Josefine Ollmann, † 16. Juli 2022 in Itzehoe, deutsche Altersrekordlerin († 2022)
- 1908, 4. Dezember, Heinz Beck, † 30. März 1982 in Zürich, Schauspieler
- 1908, Ernst Kammerer, † 1941 in Russland, Feuilletonist und Buchautor
- 1909, 29. Januar, Susanne Bach, † 10. Februar 1997 in München, Schriftstellerin und Buchhändlerin
- 1909, 12. Februar, Sigmund Rascher, † 26. April 1945 im KZ Dachau, hingerichtet, SS-Arzt
- 1909, 24. Februar, Ernst Falkner, † 27. Oktober 1950 in Leipheim, Politiker der Bayernpartei
- 1909, 27. März, Golo Mann, † 7. April 1994 in Leverkusen, Schriftsteller und Historiker
- 1909, 8. Mai, Paul May, eigentlich Paul Ostermayr, † 25. Februar 1976 in Taufkirchen, Filmregisseur, Autor und Produzent
- 1909, 3. Juni, Ludwig Koch, † 12. September 2002 in München, Gewerkschafter und Widerstandskämpfer gegen den Nationalsozialismus
- 1909, 9. Juli, Max Klankermeier, † 26. Juni 1996 am Tegernsee, Motorrad- und Automobilrennfahrer
- 1909, 31. August, Emil Meier, † 5. August 1990 in München, Kommunist
- 1909, 11. Oktober, Peter Friedrich Matzen, † 28. November 1986 in Leipzig, Orthopädie-Ordinarius in Leipzig
- 1909, 26. Oktober, Artur Müller, Pseudonym Arnolt Brecht, † 11. Juli 1987 in München, Schriftsteller und Dramaturg
- 1909, 11. November, Erwin Hamm, † 3. Februar 2008, Jurist, Politiker (CSU) und Stadtrat
- 1910, 21. Januar, Rosa Kellner, † 13. Dezember 1984 in München, Leichtathletin und Olympiamedaillengewinnerin
- 1910, 8. Februar, Rudolf von Moreau, † 31. März 1939 auf der Erprobungsstelle Rechlin, Pilot
- 1910, 9. Februar, Maximilian List, † nach 1980, Architekt und SS-Hauptsturmführer
- 1910, 9. Februar, Georg Strobl, † 10. Mai 1991 in München, Eishockeyspieler und Olympiamedaillengewinner
- 1910, 17. Februar, Max Michel, † Mai 1988, Schauspieler, Filmregisseur und -editor
- 1910, 11. März, Robert Havemann, † 9. April 1982 in Grünheide bei Berlin, Chemiker, Kommunist, DDR-Regimekritiker
- 1910, 13. April, Aloys Fleischmann, † 21. Juli 1992 in Cork, irischer Komponist, Dirigent, Musikwissenschaftler und Hochschullehrer
- 1910, 19. April, Anton Schmaus, † 16. Januar 1934 im Polizeikrankenhaus Berlin-Mitte, Zimmermann, Sozialdemokrat, Mordopfer der Köpenicker Blutwoche
- 1910, 1. Mai, Paul Becker, † 23. Januar 1984 in Salzburg, Journalist
- 1910, 16. Juni, Erna Huber, † 15. Juni 1991, Bibliothekarin
- 1910, 11. Juli, Anton Spitaler, † 3. August 2003 in Traunreut, Orientalist und Philologe
- 1910, 30. Juli, Anna Elisabeth Berve-Glauning, † 1987, Althistorikerin und Übersetzerin
- 1910, 21. August, Sebastian Hering, † 28. Februar 1978 in München, Ringer, Europameister
- 1910, 25. September, Georg Paucker, † 16. Juli 1979 in München, Kurzschrifttheoretiker und -praktiker
- 1910, 12. November, Martina Eginhart, † 27. September 1985 in Gröbenzell, Schauspielerin und Hörspielsprecherin
- 1910, 25. November, Franz Hart, † 9. Februar 1996 in München, Architekt, Schriftgrafiker, Publizist und Hochschullehrer
- 1910, 6. Dezember, Franz Grau, † 28. Februar 1992 in München, Maler und Zeichner
- 1910, 20. Dezember, Harald Roth, † 1991, Architekt

#### 1911 bis 1920
- 1911, 10. Januar, Herta Boehm, † 1. Oktober 2002 in Apfeldorf/Bayern, Bühnenbildnerin, Kostümbildnerin und Malerin
- 1911, 30. Januar, Alfred Seidl, † 25. November 1993 in München, Politiker (CSU) und Strafverteidiger von NS-Verbrechern
- 1911, 8. März, Wilhelm Sandner, † Juni 1984 in München, Eisschnellläufer, 1933–1938 sechs Mal in Folge Deutscher Meister im Mehrkampf
- 1911, 6. April, Feodor Lynen, † 6. August 1979 in München, Biochemiker und Nobelpreisträger (1964)
- 1911, 11. April, Claus Caspari, † 30. Dezember 1980 in München, Illustrator
- 1911, 3. Mai, Heiner-Hans Körting, † 12. Juni 1991 in Dornburg, Keramiker
- 1911, 8. Juni, Ralph Maria Siegel, † 2. August 1972 in München, Komponist und Textdichter (Capri-Fischer; Chianti-Lied)
- 1911, 15. Juli, Käte Merk, † 1997 in München, Schauspielerin
- 1911, 24. Juli, Wilhelm Lutter, † unbekannt, Architekt und Oberstadtbaudirektor von Ingolstadt
- 1911, 6. August, Kadidja Wedekind, † 14. Oktober 1994 in München, Schriftstellerin, Journalistin, Illustratorin und Schauspielerin
- 1911, 5. Oktober, Wolfgang Braunfels, † 5. März 1987 in Krailling, Kunsthistoriker und Hochschullehrer
- 1911, Albert Klotz, † 1998, Mediziner, Generalstabsarzt der Bundeswehr
- 1912, 5. Januar, Anton Fingerle, † 12. November 1976 in München, Altphilologe und Stadtschulrat
- 1912, 30. Januar, Clementine zu Castell-Rüdenhausen, † 12. Oktober 2008 in Roggersdorf, BDM-Funktionärin in der Reichsjugendführung der NSDAP und die erste Beauftragte für das BDM-Werk „Glaube und Schönheit“
- 1912, 5. Februar, Martin Strell, † 18. Februar 1999, Chemiker und Hochschullehrer
- 1912, 6. Februar, Eva Braun, † 30. April 1945 in Berlin, Lebensgefährtin und Ehefrau von Adolf Hitler
- 1912, 4. März, Wolfgang Ehrl, † 11. Juni 1980 in München, Ringer
- 1912, 25. April, Hans Weiß, Journalist und kommunistischer Politiker, 2. Bürgermeister in Senftenberg
- 1912, 6. Juli, Konrad Kölbl, † 24. Mai 1994, Schriftsteller und Verleger
- 1912, 19. Juli, Andreas Lommel, † 9. Januar 2005, Ethnologe
- 1912, 29. Juli, Aldo Schön, † 15. Februar 2014 in München, Pianist, Hochschullehrer und Rektor des Brucknerkonservatoriums Linz
- 1912, 6. August, Heinz Ritter, † 22. Juli 1958 in Goya/Argentinien, Kriegsfilmberichter, Pressefotograf und Kameramann
- 1912, 10. August, Hermann von Moreau, † 28. Juli 1966 in Passau, Intendant der Festspiele Europäische Wochen Passau
- 1912, 13. August, Hanns Vogel, † 14. November 2005 in München, Schriftsteller, Dramaturg und Theaterleiter
- 1912, 18. August, Ludwig Kerscher, † 5. Oktober 1969 in München, Schauspieler
- 1912, 6. September, Hans Lang, † unbekannt, Eishockey-Nationalspieler, Europameister
- 1912, 21. Dezember, Walter Krause, † 4. Dezember 2000 in Mannheim, Politiker der SPD
- 1912, 23. Dezember, Josef Greindl, † 16. April 1993 in Wien, Opernsänger, Bass
- 1912, 29. Dezember, Edgar Krausen, † 15. Januar 1988 in München, Archivar und Historiker
- 1913, 6. Februar, Walter Lütgehetmann, † 26. April 1967 in Frankfurt am Main, Karambolagespieler, Weltmeister und vierfacher Europameister
- 1913, 26. Februar, Karoline Wittmann, † 15. März 1978 in München, Malerin
- 1913, 6. März, Hansjakob Lill, † 21. Februar 1967 in München, Architekt
- 1913, 20. April, Kurt Eilles, † 1960 in München, Politiker der Bayernpartei.
- 1913, 2. Juni, Hans Weber, † 4. Mai 1981 in Freiburg im Breisgau, Klassischer Archäologe, Hochschullehrer
- 1913, 8. Juni, Hans Lamm, † am 23. April 1985 in München, Journalist, Publizist und Verbandsfunktionär
- 1913, 12. Juni, Albert Lörcher, † am 12. Februar 1997 in München, Widerstandskämpfer, Gewerkschafter und Buchhändler
- 1913, 25. Juni, Blasius Spreng, † 10. Februar 1987 in München, Maler, Bildhauer, Glasmaler und Mosaizist
- 1913, 8. Juli, Hermann Kegel, † 3. November 2004 in Wangen im Allgäu, Maler und Kunstpädagoge
- 1913, 20. Juli, Schalom Ben-Chorin, geboren als Fritz Rosenthal, † 7. Mai 1999 in Jerusalem, Schriftsteller und Religionsphilosoph
- 1913, 18. August, Engelbert Neuhäusler, † 23. August 2011 in München, Neutestamentler
- 1913, 5. September, Berta Konrad, † 5. Januar 1992 in Marquartstein, Sozialpädagogin und Politikerin (CDU)
- 1913, 17. September, Robert Lembke, † 14. Januar 1989 in München, Journalist, Moderator (Was bin ich?)
- 1913, 19. September, Anton Donhauser, † 10. Februar 1987 in München, Politiker (CSU, Bayernpartei), Mitbegründer der CSU
- 1913, 22. September, Gabriella Rosenthal, † 27. März 1975 in Israel, israelische Malerin, Karikaturistin und Autorin
- 1913, 24. September, Max Proebstl, † 19. November 1979 in München, Opernsänger
- 1913, 31. Oktober, Hans Baumhauer, † 11. Juni 2001 in Freiburg im Breisgau, Maler, Glasmaler, Mosaikkünstler und Bildhauer
- 1913, 16. November, Edmund Johannes Lutz, † 18. Januar 2004 in München, Priester, Salesianer Don Boscos, Autor und Verlagsleiter
- 1913, 24. November, Gisela Mauermayer, † 9. Januar 1995 in München, Leichtathletin, Olympiasiegerin 1936 im Diskuswurf
- 1913, 25. November, Jola Jobst, † 5. Oktober 1952 in Berlin, Schauspielerin
- 1914, 18. Januar, Ellen Haniel-Lutterotti, † 21. März 1970 in Kaltern, Kunsthistorikerin
- 1914, 18. Januar, Margit Zinke, † 21. April 1945 im KZ Neuengamme, kommunistische Widerstandskämpferin gegen den Nationalsozialismus und NS-Opfer
- 1914, 1. Februar, Franz Xaver Eder, † 1. Februar 2009 in München, Physiker und Hochschullehrer
- 1914, 4. Februar, Alfred Andersch, † 21. Februar 1980 in Berzona, Tessin/Schweiz, Schriftsteller (Sansibar oder der letzte Grund)
- 1914, 3. April, Elena Luber, † 16. September 1982 in Berlin (West), Schauspielerin
- 1914, 15. Juli, Richard Hartmann, † 15. September 1984 in Berchtesgaden, Sportfunktionär, Präsident des Deutschen Bob- und Schlittensportverbandes
- 1914, 8. August, Giorgio Buchner, † 2. Februar 2005 in Porto d’Ischia, deutsch-italienischer Archäologe
- 1914, 23. August, Siegfried Sommer, † 25. Januar 1996 in München, Schriftsteller und Journalist (Blasius, der Spaziergänger)
- 1914, 5. Oktober, Albrecht Gabriel Rosenthal, † 3. August 2004 in Oxford, deutsch-britischer Musikantiquar und -wissenschaftler
- 1914, 8. November, Martin Stachl, † 1997 in Braunau am Inn, deutsch-österreichischer Bühnenbildner und Maler
- 1914, 20. November, Christoph Seitz, † 14. Juli 1985 in Mühldorf am Inn, Politiker (SED), Oberbürgermeister von Rostock
- 1914, 24. Dezember, Hans Rösch, † nach 1962, Bobfahrer, Weltmeister
- 1915, Elisabeth Biebl, † 4. Dezember 1989 in München, Sängerin und Schauspielerin
- 1915, 21. Februar, Roland von Hößlin, † 13. Oktober 1944 in Berlin (hingerichtet), Major der Wehrmacht und Widerstandskämpfer gegen das NS-Regime
- 1915, 6. März, Friedrich Guggenberger, † 13. Mai 1988 in Erlenbach am Main, Marineoffizier
- 1915, 6. März, Wilhelm Simetsreiter, † 17. Juli 2001 in München, Fußballspieler
- 1915, 18. März, Werner Vordtriede, † 25. September 1985 in Izmir (Türkei), Literaturwissenschaftler, Schriftsteller, Übersetzer und Herausgeber, ab 1960 in München
- 1915, 19. Mai, Wolfgang Fuchs, † 24. Februar 1997 in Ithaca/New York, deutsch-US-amerikanischer Mathematiker und Hochschullehrer
- 1915, 4. Juni, Gustl Müller, † 29. Oktober 2016 in Salzgitter, Journalist und Autor, Vorsitzender der Sozialistischen Arbeiter-Jugend (SAJ) München-Süd, Widerstandskämpfer gegen den Nationalsozialismus
- 1915, 19. Juni, Wilhelm Schneider, † 10. Mai 2003 in Ingolstadt, Berufsschuldirektor, Politiker, Mitglied des Bayerischen Landtags
- 1915, 24. Juli, Johanna Lenz, geborene Trautwein, † 26. Januar 2010 in München, Kunsthistorikerin und Lektorin
- 1915, 31. August, Gretl Braun, † 10. Oktober 1987 in Steingaden, Schwester von Eva Braun
- 1915, 1. September, Konrad Sommer, † 8. September 2012 in München, Künstler
- 1915, 6. September, Franz Josef Strauß, † 3. Oktober 1988 in Regensburg, Vorsitzender der CSU-Landesgruppe im Bundestag (1949–1953 und 1963–1966), Bundesminister für besondere Aufgaben (1953–1955), Bundesminister für Atomfragen (1955–1956), Bundesverteidigungsminister (1956–1963), Bundesfinanzminister (1966–1969), Ministerpräsident von Bayern (1978–1988), Vorsitzender der CSU (1961–1988)
- 1915, 5. November, Friedrich-Ernst Stieve, † 7. September 2012 in München, Radiologe und Strahlenschützer
- 1915, 16. November, Dora Schindel, gestorben am 11. Januar 2018 in Bonn, Emigrantin und Zeitzeugin
- 1915, 13. Dezember, Curd Jürgens, † 18. Juni 1982 in Wien, Schauspieler, Sänger (60 Jahre und kein bißchen weise)
- 1916, 16. Februar, Peter von Bomhard, † 29. September 1979 in Rosenheim, Kunsthistoriker und Archivar
- 1916, 9. März, Ernst Emmerig, † 9. Mai 1999 in Regensburg, Verwaltungsjurist, Hochschullehrer, Regierungspräsident der Oberpfalz und Heimatkundler
- 1916, 23. März, Hans Rau, † 24. Januar 1986 in Weilheim in Oberbayern, Politiker, Mitglied des Bayerischen Landtags
- 1916, 2. April, Hanns Reich, † 8. Oktober 2010 in Icking, Fotograf, Verleger und Honorarkonsul für die Republik Malawi
- 1916, 22. April, Hanfried Lenz, † 1. Juni 2013, Mathematiker
- 1916, 8. Juli, Peter Pasetti, † 23. Mai 1996 in Dießen am Ammersee, Schauspieler
- 1916, 10. Juli, Karl Freiherr von Moreau, † 28. Januar 1997 Schloss Kleeberg, Schlossbesitzer und Politiker (CSU)
- 1916, 28. Juli, Gerhart Friedlander, † 6. September 2009 in South Setauket/New York, deutsch-US-amerikanischer Nuklearchemiker
- 1916, 17. Oktober, Knut von Kühlmann-Stumm, † 19. Januar 1977 in Bad Soden-Salmünster, Vorsitzender der FDP-Fraktion im Bundestag (1963–1968)
- 1916, 25. November, Heinz Maria Lins, † 27. Dezember 2020 in Wien, Sänger und Baritonist
- 1917, 12. Februar, Adolf Martin Däumling, † 20. Juni 2011 in München, Psychologe und Hochschullehrer
- 1917, 19. Februar, Fritz-Rudolf Schultz, † 2. März 2002 in Gau-Bischofsheim, Politiker (FDP), Wehrbeauftragter des Deutschen Bundestages (1970–1975)
- 1917, 3. April, Michael Braunfels, † 15. Mai 2015 in Köln, Pianist und Komponist
- 1917, 26. Mai, Isabella Nadolny, geboren als Isabella Peltzer, Pseudonyme: Isabella Burkhard, Isabella Ma Jolny, † 31. Juli 2004 in Traunstein, Schriftstellerin und Übersetzerin
- 1917, 1. Juli, Rolf Rodenstock, † 6. Februar 1997 in München, Präsident des Bundesverbandes der Deutschen Industrie BDI (1978–1984)
- 1917, 18. August, Fritz Lutz, † 20. Mai 1995 in München, Lehrer und Heimatforscher
- 1917, 18. August, Rüdiger von Reichert, † 25. Juni 2007, Generalleutnant der Bundeswehr und Stellvertreter des Generalinspekteurs der Bundeswehr
- 1917, 17. September, Hermann Eberlein, † 21. Oktober 2010 in München, Leichtathlet
- 1917, 12. November, Hermann Linde, † 31. August 2015, Physiker und Manager
- 1917, 23. November, Karl Wild, † 27. April 1975 in München, deutscher Eishockeyspieler und -trainer
- 1918, 17. Juli, Gerhard Reischl, † 16. April 1998 in Bonn, Politiker und Jurist, Parlamentarischer Staatssekretär, Generalanwalt am Europäischen Gerichtshof
- 1918, 25. Juli Joseph Rovan, geboren als Joseph Rosenthal, † 27. Juli 2004 in Saint-Christophe-les-Gorges, französischer Historiker, Journalist, Politikberater und Hochschullehrer
- 1918, 15. August, Anton von Aretin, † 12. Juni 1981 in Aldersbach, Politiker der Bayernpartei
- 1918, 6. September, Ludwig Hörmann, † 19. Juni 2001 in München, Radsportler
- 1918, 30. Oktober, Karl-Heinz Wacker, Rechtsanwalt und Wirtschaftswissenschaftler, Geschäftsführer der Wacker-Chemie GmbH, Ehrensenator der Universität München
- 1918, 10. November, Ernst Otto Fischer, † 23. Juli 2001 in München, Chemiker (Nobelpreis 1973)
- 1919, 24. Januar, Kurt Liebermeister, Mediziner, ordentlicher Professor für Hygiene und Mikrobiologie, Lehrstuhlinhaber an der TU München, Chefarzt des Bakteriologisch-Hygienischen Instituts des Städtischen Krankenhauses rechts der Isar
- 1919, 28. Januar, Friedl Hardt, † 11. Juni 1991 in München, Schauspielerin
- 1919, 27. März, Peter Selz, † 21. Juni 2019, Kunsthistoriker, Museumsleiter, Ausstellungskurator und Hochschullehrer der University of California
- 1919, 7. April, Imme Hoefer-Purkhold, † 5. Januar 2008 in Oberammergau, Bildhauerin und Graphikerin
- 1919, 15. Mai, Siegfried Östreicher, † 2003, Architekt, Kirchenbaumeister
- 1919, 3. Juni, Hans Reiser, † 14. Juni 1992 in München, Schauspieler
- 1919, 15. Juli, Konstantin Müller, † 28. Oktober 2008, Versicherungskaufmann und Gewerkschafter, Mitglied des Bayerischen Senats
- 1919, 1. August, Fides Krause-Brewer, † 9. August 2018 in Bonn, Fernsehjournalistin
- 1919, 29. August, Traudl Brunnquell, † 16. März 2010, Designerin
- 1919, 4. September, Bernhard Horstmann, † 22. Januar 2008 in Tutzing, Schriftsteller
- 1919, 22. September, Franz Peter Wirth, † 17. Oktober 1999 in Berg am Starnberger See, Regisseur
- 1919, 4. November, Maximilian Renner, † 20. März 1990 in München, Zoologe und Hochschullehrer
- 1919, 30. November, Rudolf Mühlfenzl, † 16. Januar 2000, Fernsehjournalist und Medienmanager
- 1919, 12. Dezember, Hans Weiß, † 16. Oktober 2008 in München, Politiker (CSU), Oberbürgermeister von Bad Kissingen
- 1919, 18. Dezember, Alexander Siebenhärl, † 12. Juni 2008 in München, römisch-katholischer Priester
- 1920, 28. Januar, Willy Schultes, † 19. November 2005 in München, bayerischer Volksschauspieler
- 1920, 2. Februar, Heinz Strobl, † 3. März 1993 in München, Beamter, Fremdenverkehrsdirektor der Stadt München
- 1920, 23. Februar, Walter E. Lautenbacher, † 10. August 2000 in Leonberg, Fotodesigner, Initiator und Gründer des BFF Berufsverband Freie Fotografen und Filmgestalter, Begründer des Berufsstands des Fotodesigners in Deutschland
- 1920, 16. März, Traudl Junge, † 10. Februar 2002 in München, Autorin und Journalistin, 1942 bis 1945 Sekretärin Adolf Hitlers
- 1920, 26. März, Walter Friedrich Cammerer, † 27. September 2013 in Tutzing, Physiker
- 1920, 22. April, Ida Kühnel, † 20. Juli 1999 in München, Leichtathletin
- 1920, 5. Mai, Bernard M. Rosenthal, † 14. Januar 2017 in Oakland, deutsch-US-amerikanischer Buchhändler und Antiquar
- 1920, 7. Mai, Walther Diehl, † 31. Mai 1994 in München, Schriftsteller, Journalist und Schauspieler
- 1920, 13. Mai, Alfons Bauer, † 3. Februar 1997, Zitherspieler (Köhlerliesel)
- 1920, 24. Mai, Friedrich Karl Klausing, † 8. August 1944 in Berlin-Plötzensee, Widerstandskämpfer (Attentat vom 20. Juli 1944)
- 1920, 10. Juni, Henry Trubner, † 15. April 1999 in Seattle, Kunsthistoriker
- 1920, 16. Juli, Rudolf Mors, † 24. September 1988 in Eisingen, Komponist
- 1920, 16. August, Paul Wilhelm Kolb, † 28. April 2014 in Bonn, Präsident des deutschen Bundesamts für Zivilschutz
- 1920, 29. August, Hermann Stenger, † 26. Juni 2016 in München, römisch-katholischer Theologe
- 1920, 8. Oktober, Maxi Baier, † 20. Oktober 2006 in Garmisch-Partenkirchen, Eiskunstläuferin
- 1920, 31. Oktober, Eduard Adorno, † 28. Dezember 2000 in Kalifornien, Politiker (CDU)
- 1920, 20. November, Bernd Stevens, US-amerikanischer Nachrichtenoffizier und deutscher Skiläufer
- 1920, 29. November, Wilhelm Messerer, † 23. Dezember 1989 in München, Kunsthistoriker
- 1920, 3. Dezember, Hans-Jörg Kellner, † 25. Juni 2015 in München, Archäologe und Numismatiker
- 1920, 16. Dezember, Hansjakob Seiler, † 13. August 2018 in Luzern, Schweizer Sprachwissenschafter und Hochschullehrer
- 1920, 18. Dezember, Helmuth Schneider, † 17. März 1972 in Rio de Janeiro, Schauspieler

#### 1921 bis 1930
- 1921, 8. Januar, Elga Maly, † 1. November 1989, österreichische Malerin
- 1921, 14. Januar, Wolfgang Benzino, † 1. September 2004 in Strande, Admiral der Bundeswehr
- 1921, 5. März, Fred Spannuth, † 20. Januar 2010 in Neuwied, Jazzmusiker
- 1921, 27. März, Toni Berger, † 29. Januar 2005 in München, Film- und Theaterschauspieler
- 1921, 3. April, Franz Geiger, † 1. Juni 2011 auf Mallorca, Drehbuchautor, Regisseur und Schauspieler
- 1921, 13. Mai, Edgar Heilbronner, † 28. August 2006 in Herrliberg, deutsch-schweizerischer Chemiker und Hochschullehrer
- 1921, 24. Mai, Gertraud Gruber, † 12. März 2022 in Rottach-Egern, Kosmetikerin und Unternehmerin
- 1921, 28. Mai, Rolf Castell, † 3. August 2012 in München, Volks- und Theaterschauspieler, Regisseur, Fernsehautor
- 1921, 1. Juli, Ernst J. M. Helmreich, † 4. Februar 2017, Biochemiker
- 1921, 1. Juli, Ingeborg Hoffmann, † 27. März 1985 in Rom, Schauspielerin
- 1921, 1. Juli, Ernst Schmucker, † 17. Juli 2001 in München, Schauspieler und Fernsehregisseur
- 1921, 29. August, Erni Singerl, † 30. Juli 2005 in München, Film- und Theaterschauspielerin
- 1921, 16. September, Ursula Franklin geb. Martius, † 22. Juli 2016 in Toronto, Physikerin
- 1921, 22. Oktober, Franz Seitz, † 19. Januar 2006 in Schliersee, Filmproduzent
- 1921, 18. November, Martin Andersch, † 22. November 1992 in Hamburg-Blankenese, Maler, Grafiker und Hochschullehrer
- 1921, 20. November, Robert Schwan, † 13. Juli 2002 in Kitzbühel, Fußballmanager
- 1921, 21. November, Peter Theodor Krämer, † 14. April 1999 in München, Schriftsteller
- 1921, 4. Dezember, Helmut Humbach, † 3. April 2017, Sprachwissenschaftler, Iranist
- 1922, 12. Februar, Gustl Bayrhammer, eigentlich Adolf Gustav Bayrhammer, † 24. April 1993 in Krailling, Schauspieler
- 1922, 25. Februar, Ernst Gabor Straus, † 12. Juli 1983 in Los Angeles, deutsch-US-amerikanischer Mathematiker
- 1922, 4. März, Rolf Arland, eigentlich Hans Heinz Mühlbauer, † 10. Februar 2015 in Gilching, Komponist
- 1922, 7. April, Hugo Strasser, † 17. März 2016 in Grasbrunn-Neukeferloh, Orchesterleiter, Komponist
- 1922, 9. April, Carl Amery, † 24. Mai 2005 in München, Schriftsteller, Publizist, Präsident des PEN-Zentrums
- 1922, 28. April, Wolfgang Stromer von Reichenbach, † 8. September 1999 in Altdorf bei Nürnberg, Technik- und Wirtschaftshistoriker
- 1922, 4. Juni, Karlheinz Suermondt, † 16. Februar 2011 in Freiburg im Breisgau, Manager und Mediziner
- 1922, 29. Juli, Erich Hartmann, † 4. Februar 1999 in New York City, Fotograf
- 1922, 28. August, Artur Levi, † 27. Mai 2007 in Göttingen, Hochschullehrer und Politiker (SPD), Oberbürgermeister der Stadt Göttingen
- 1922, 1. September, Heidy Stangenberg-Merck, geboren als Adelheid Kannengießer, † 11. November 2014 in München, Malerin und Grafikerin
- 1922, 2. September, Wolfgang Urchs, † 3. September 2016 in München, Regisseur
- 1922, 5. November, Nissan Nativ, † 20. April 2008 in Tel-Aviv, israelischer Film- und Theaterschauspieler, Regisseur, Schauspiellehrer
- 1922, 3. Dezember, Alfred Peter David Jehle, † 12. Februar 2015, Flugkapitän und -lehrer
- 1922, Irene Löwenfeld, † 9. Oktober 2009 in New York, deutsch-US-amerikanische Wissenschaftlerin
- 1923, 12. März, Hanne Hiob, † 23. Juni 2009 in München, Schauspielerin
- 1923, 26. März, Gert Bastian, † vermutlich 1. Oktober 1992 in Bonn, General und Politiker (Bündnis 90/Die Grünen)
- 1923, 10. April, Hans Terofal, eigentlich Hans Seitz, † 16. Mai 1976 in München, Schauspieler
- 1923, 1. Mai, Günter Fruhtrunk, † 12. Dezember 1982 in München, abstrakter Maler und Grafiker
- 1923, 2. Juli, Karl Otmar von Aretin, † 26. März 2014 in München, Historiker
- 1923, 26. August, Wolfgang Sawallisch, † 22. Februar 2013 in Grassau, Dirigent
- 1923, 7. Oktober, Hans Hörmann, † 26. Dezember 2015, Radrennfahrer
- 1923, 4. November, Harry Valérien, † 12. Oktober 2012 auf dem Weg nach Berg am Starnberger See, Sportjournalist und Autor
- 1924, 10. Januar, Max Pauer, † 4. Juni 1999, Bibliothekar
- 1924, 10. Februar, Egon Maximilian Hirschberger, † 5. Mai 1975, Bibliothekar
- 1924, 12. April, Werner Kurz, Kameramann
- 1924, 27. Juli, Edeltraud Braun von Stransky, †  6. Dezember 2023, Malerin, Mosaikkünstlerin und Kunstpädagogin
- 1924, 17. August, Peter Garden, † 7. Januar 2015 in München, Schauspieler, Sänger und Showmaster
- 1924, 28. September, Edgar Feuchtwanger, deutsch-britischer Historiker
- 1924, 17. Oktober, Walther Lamprecht, Ordinarius für Klinische Biochemie und Physiologische Chemie
- 1924, 9. November, Otto Schweizer, † 27. Februar 2022, Fußballspieler
- 1924, 18. November, Elfie Pertramer, † 16. November 2011 in München, Schauspielerin
- 1925, 12. Januar, Hans Gierster, † 20. September 1995 in Straubing, Dirigent
- 1925, 19. Januar, Erica Beer, † 27. Dezember 2013 in Vaterstetten, Bühnen-, Film- und Fernsehschauspielerin
- 1925, 2. Februar, Erwin Hausladen, † 6. Juni 2015 in München, Geistlicher
- 1925, 14. Februar, Karl Decker, † 3. April 2024, Biochemiker
- 1925, 21. April, Willi Fruth, † 9. September 2014, Jazzmusiker, Musikproduzent und -verleger
- 1925, 27. Mai, Burkart Lutz, † 17. Mai 2013 in Halle (Saale), Soziologe
- 1925, 25. Juni, Peter C. von Seidlein, † 30. September 2014 in München, Architekt und Hochschullehrer
- 1925, 18. Juli, Friedrich Zimmermann, † 16. September 2012 in Filzmoos, Politiker (CSU), Bundesverkehrsminister
- 1925, 25. Juli, Hans Oberndorfer, † 10. März 2006 in München, Astronom, Autor und Sternwarteleiter
- 1925, 15. September, Tycho Mrsich, † 22. August 2022 in München, Rechtshistoriker
- 1925, 12. Oktober, Helmuth Reichel, † 21. Juni 2021 in Bern, schweizerischer Organist, Dirigent und Komponist
- 1926, 6. Januar, Walter Sedlmayr, † 14. Juli 1990 in München (ermordet), Film- und Theaterschauspieler
- 1926, 16. Januar, Luise Hercus, † 15. April 2018 in Australien forschende Linguistin
- 1926, 22. Januar, Otto Paul Hornstein, † 19. März 2018 in Uttenreuth, Mediziner, Dermatologe und Hochschullehrer
- 1926, 10. Februar, Arthur Bader, † 24. November 2010 in München, Journalist
- 1926, 12. März, Friedrich Hiller, † 27. August 2019, Klassischer Archäologe
- 1926, 22. März, Bernhard Banaschewski, † 1. November 2022, deutsch-kanadischer Mathematiker
- 1926, 2. April, Max Greger, † 15. August 2015 in München, Orchesterleiter, Komponist, Saxophonist
- 1926, 16. April, Ponkie, † 30. Dezember 2021, freie Journalistin und Filmkritikerin
- 1926, 26. April, Klaus Netzle, † 16. April 2019 in München, Komponist, Musiker und bildender Künstler
- 1926, 10. Mai, Delle Haensch, † 1. März 2016 in München, Saxophonist, Komponist, Bandleader
- 1926, 15. Juni, Walter Joelsen, † 22. Mai 2023 in München, Zeitzeuge des Holocaust
- 1926, 12. Juli, Brigitte Weyl, † 4. April 2022 in Berg TG, deutsche Verlegerin und Zeitungsherausgeberin
- 1926, 7. September, Bettina Falckenberg, † 20. Juni 2020 in Essen, Schauspielerin, Pantomimin und Autorin
- 1926, 15. November, Helmut Fischer, † 14. Juni 1997 in Riedering (Chiemgau), Schauspieler
- 1926, 20. Dezember, Richard Schaeffler, † 24. Februar 2019, Philosoph und katholischer Theologe
- 1927, 12. Januar, Leopold Ahlsen, † 10. Januar 2018 in München, Schriftsteller und Theaterregisseur
- 1927, 27. Januar, Lothar Müller, † 2. Februar 2003, Ökonom, Präsident der Landeszentralbank Bayern
- 1927, 30. Januar, Fritz März, † 13. Februar 2003 in München, Jurist, Bergsteiger und Sportfunktionär
- 1927, 21. Februar, Fritz Rauh, † 18. April 1998, römisch-katholischer Priester, Theologe und Hochschullehrer
- 1927, 12. März, Georg Hörtnagel, † 1. Mai 2020, Kontrabassist und Konzertagent
- 1927, 26. März, Herbert Kupfer, † 30. Dezember 2013, Bauingenieur und Hochschullehrer
- 1927, 1. April, Thomas Holtzmann, † 4. Januar 2013 in München, Theater- und Filmschauspieler
- 1927, 2. April, Gottfried Schäffer, † 12. August 1984 in Fahlburg/Südtirol, Apotheker, Stadtrat und Stadtheimatpfleger in Passau
- 1927, 19. April, Ernst Lange, † 3. Juli 1974 in Windhaag/Oberösterreich, protestantischer Theologe, Oberkirchenrat und Hochschullehrer
- 1927, 8. Mai, Otto Meitinger, † 9. September 2017, Architekt und Denkmalpfleger
- 1927, 31. Mai, Herbert Schambeck, † 21. August 2013, Bauingenieur
- 1927, 5. Juni, Herbert Spitzenberger, † 5. Oktober 2019 in Starnberg, Pianist und Hochschullehrer
- 1927, 11. Juni, Josef Anton Riedl, † 25. März 2016 in Murnau am Staffelsee, Komponist Neuer Musik
- 1927, 10. Juli, Paul Wühr, † 12. Juli 2016 in Cortona/Italien, Schriftsteller
- 1927, 28. Juli, Hans Bauer, † 31. Oktober 1997 in München, Fußballspieler
- 1927, 21. August, Wilhelm Killmayer, † 20. August 2017 in München, Komponist
- 1927, 6. September, Peter Steiner, † 22. Dezember 2008 in München, Schauspieler, Sänger, Moderator (Heimat-Melodie)
- 1927, 25. September, Henry G. Brandt, geb. als Heinz Georg Brandt; gest. am 7. Februar 2022 in Zürich, Rabbiner
- 1927, 5. Oktober, Hermann Eggerer, † 25. März 2006, Biochemiker
- 1927, 13. November, Ruth Kappelsberger, † 5. September 2014 in Berg am Starnberger See, Fernsehansagerin und Schauspielerin
- 1927, Walter Wachte Sonntag, Radrennfahrer
- 1928, 6. Januar, Richard Meier, † 19. Juni 2015 in Kaufbeuren, Jurist und Präsident des Bundesamts für Verfassungsschutz
- 1928, 31. Januar, Erik Theodor Lässig, † 1. September 2015 in München, Illustrator
- 1928, 18. Februar, Fini Busch, † 2. November 2001 in München, Komponistin, Texterin (Gründerin der Schauspielschule Bayerische Theaterakademie)
- 1928, 26. Februar, Wilhelm Volkert, † 1. August 2020, Historiker und Archivar
- 1928, 12. März, Reinhard Schlagintweit, † 13. Oktober 2018, deutscher Diplomat
- 1928, 16. März, Rudolf Sigl, † 8. Januar 1998 in München, Geodät
- 1928, 21. März, Wilhelmine M. Sayler, † 9. November 2021, Pädagogin und Hochschullehrerin
- 1928, 27. März, Lorenz Dittmann, † 11. März 2018 in Saarbrücken, Kunsthistoriker
- 1928, 27. März, Gottfried Wolff, † 21. Oktober 2013 in Ebenhausen/Zell, Tierarzt und Politiker (CDU), Mitglied des Schleswig-Holsteinischen Landtags
- 1928, 23. April, Hasso Damm, † 15. Juni 2020 in Ober-Mörlen, Autor von Kinder- und Jugendliteratur
- 1928, 6. Mai, Günter Erlewein, Gewerkschafter, Politiker (SPD) und Multifunktionär
- 1928, 30. Mai, Christa Spangenberg, † 18. September 2003 in München, Verlegerin
- 1928, 27. Juni, Leodegar Mayr, † 4. Mai 2013 in Bayerisch Gmain, Geigenbauer
- 1928, 6. Juli, Rudi Prexler, Schriftsteller
- 1928, 9. Juli, Josef Eisenmann, † 29. Januar 2015, Bauingenieur
- 1928, 12. August, Herbert Kremp, † 21. März 2020 in Kleve-Schenkenschanz, Journalist und Publizist
- 1928, 28. August, Ludwig Schmidt, † 5. November 2011 in Baldham, Jurist, Richter am Bundesfinanzhof und Fachautor
- 1928, 28. September, Helmut Meyer, † 25. August 2012 in München, Verwaltungsbeamter und Politiker (SPD), Abgeordneter des Bayerischen Landtags
- 1928, 8. Oktober, Elisabeth Biebl, † 1. November 2019, Politikerin (CSU)
- 1928, 31. Oktober, August Everding, † 26. Januar 1999 in München, Regisseur, Intendant (Gründer der Bayerischen Theaterakademie im Münchner Prinzregententheater)
- 1928, 29. November, Otto Bredl, † Juli 1985 in Köln, Jazz- und Unterhaltungsmusiker
- 1928, 29. Dezember, Ludwig Huber, † 14. Juni 2003 in München, Politiker (CSU), Fraktionsvorsitzender, Landesminister
- 1929, 1. Januar, Cordelia Edvardson, † 29. Oktober 2012 in Stockholm, Journalistin und Schriftstellerin
- 1929, 3. Januar, Gertrud Kückelmann, † 17. Januar 1979 in München, Bühnen- und Filmschauspielerin, Synchronsprecherin
- 1929, 31. Januar, Rudolf Mößbauer, † 14. September 2011 in Grünwald (Landkreis München), Physiker und Entdecker des Mößbauer-Effekts, Physik-Nobelpreis 1961
- 1929, 4. Februar, Eduard Zimmermann, † 19. September 2009 in München, Journalist und Fernsehmoderator
- 1929, 13. Februar, Rolf Zehetbauer, † 23. Januar 2022, Filmarchitekt
- 1929, 20. Februar, Erich Hallhuber senior, † 28. November 2015 in München, Opernsänger (Bassbariton) und Schauspieler
- 1929, 27. Februar, Philip Arp, † 17. Februar 1987 in München, Schauspieler und Kabarettist
- 1929, 27. April, Heinrich Beck, † 19. April 2024 in Bamberg, Philosoph
- 1929, 28. April, Gottfried Märkl, † 21. Juli 2014 in Würzburg, Chemiker und Hochschullehrer
- 1929, 13. Mai, Ernst Strom, † 19. Juni 2019 in Vaterstetten, Grafiker und Maler
- 1929, 22. Mai, Walter Selb, † 2. Juni 1994 in Wien, Jurist, Rechtshistoriker und Hochschullehrer
- 1929, 28. Mai, Werner Achmann, † 25. Dezember 2001 in Vaterstetten, Szenenbildner und Filmausstatter
- 1929, 30. Mai, Margit Saad, † 7. August 2023 in München, Schauspielerin und Regisseurin
- 1929, 4. Juli, Wolfgang Hundhammer, Szenenbildner und Filmarchitekt
- 1929, 9. Juli, Ludwig Scharl, † 2011 in Amerang, Maler
- 1929, 10. August, Christoph Rüchardt, † 22. Februar 2018, Chemiker und Universitätsprofessor
- 1929, 3. September, Wolfgang Rehm, † 6. April 2017, Musikwissenschaftler
- 1929, 19. Oktober, Ernst von Büller, † 22. Oktober 1910 in München, bayerischer Generalmajor
- 1929, 9. November, Alfons Biber, † 2001, Schauspieler
- 1929, 4. Dezember, Otto Weiß, Jazz- und Unterhaltungsmusiker
- 1929, Fritz Betzwieser, † 19. Juli 1993 in München, Pfarrer von Herz Jesu in München-Neuhausen
- 1929, Claus Koch, † 3. November 2010 in Berlin, Schriftsteller und Journalist
- 1929, Claus Winkler, Architekt
- 1930, 29. Januar, Hermann Huber, † 4. Mai 2018 in Grafing, Jurist und Diplomat, deutscher Botschafter in Prag und Madrid
- 1930, 2. Februar, Josef Tietz, eigentlich Joseph Brandstätter, † 27. August 1906 in Leipzig, Theaterschauspieler
- 1930, 5. Februar, Peter Wetter, † 24. Mai 2020 in Stuttgart, Jurist und Politiker (CDU)
- 1930, 12. Februar, Eddy Saller, † 15. Mai 2003 in Wien, Filmregisseur und Drehbuchautor
- 1930, 23. Februar, Erwin Tochtermann, † 9. September 2023, Journalist und Publizist
- 1930, 2. März, Peter Wirth, Byzantinist
- 1930, 11. März, August von Finck junior, † 28. November 2021 in London, Bankier und Unternehmer
- 1930, 25. März, Toni Netzle, † 27. Oktober 2021 in München, bayerische Volksschauspielerin und Gastronomin
- 1930, 30. März, Laetitia Boehm, † 23. Oktober 2018 in München, Historikerin
- 1930, 8. April, Hans Jörg Stetter, Mathematiker
- 1930, 11. Mai, Konrad Kruis, † 26. Dezember 2022 in München, Jurist und Richter des Bundesverfassungsgerichts
- 1930, 24. Mai, Herbert Huber, † 8. November 1997 in Hebertshausen, Jurist und Politiker
- 1930, 6. Juni, Artur Troppmann, † 3. November 1997 in München, Schriftsteller und Redakteur
- 1930, 26. Juni, Peter Feuchtwanger, † 18. Juni 2016 in London, Pianist, Komponist und Klavierpädagoge
- 1930, 30. Juni, Willi O. Hoffmann, † 9. August 2022 in München, Fußballfunktionär
- 1930, 16. Juli, Fritz Harrer, † 16. April 2019 in Burghausen, Politiker (CSU), Abgeordneter des Bayerischen Landtags und Bürgermeister von Burghausen
- 1930, 20. September, Hermann Huber, † 14. Dezember 2022, Bergsportler und Unternehmer
- 1930, 6. Oktober, Tasso Springer, † 3. März 2017 in München, Physiker und Hochschullehrer
- 1930, 11. Oktober, Dagobert Lindlau, † 30. November 2018 in Vaterstetten, Journalist, Schriftsteller, Moderator
- 1930, 10. November, Heinz Pichlmaier, † 28. April 2019, Chirurg und Hochschullehrer
- 1930, 24. November, Peter Hollfelder, † 6. Dezember 2005 in Würzburg, Pianist[1] und Hochschullehrer
- 1930, 11. Dezember, Marcus Lutter, † 22. Juni 2021 in Palermo, Jurist und Hochschullehrer
- 1930, 28. Dezember im Ortsteil Obersendling, Franzl Lang, † 6. Dezember 2015 in München, Sänger, Jodler (Das Kufsteinlied; Mei Vata is a Appenzeller)

#### 1931 bis 1940
- 1931, 23. Januar, Mathilde Berghofer-Weichner, † 29. Mai 2008 in München, Politikerin (CSU)
- 1931, 20. Februar, Dieter Nörr, † 3. Oktober 2017 in München, Rechtswissenschaftler
- 1931, 29. März, Sepp Werkmeister, † 11. November 2021, deutscher Fotograf
- 1931, 5. April, Philipp Müller, † 11. Mai 1952 in Essen, Arbeiter und Kommunist
- 1931, 11. April, Pesach Schindler, † 2. August 2017 in Jerusalem, israelischer Rabbiner
- 1931, 14. Juni, Werner Schilling, † 26. Juli 2019 in Jülich, Physiker und Hochschullehrer
- 1931, 29. Juni, Erich Wilhelm Schmid, † 25. Juli 2024 in Tübingen, Physiker und Hochschullehrer
- 1931, 5. Juli, Reimar Lenz, † 26. August 2014 in Berlin, Publizist und Schriftsteller
- 1931, 22. Juli, Hedwig Westphal, † 16. März 2019, Politikerin (SPD) und Abgeordnete im Bayerischen Landtag
- 1931, 17. August, Karl Schön, † 22. Juni 1989 in München, Politiker (CSU) und Abgeordneter im Bayerischen Landtag
- 1931, 19. August, Marianne Koch, Filmschauspielerin, Ärztin
- 1931, 20. September, Irmgard Bezzel, † 8. Mai 2001 in Bad Reichenhall, Historikerin und Bibliothekarin
- 1931, 28. September, Günter D. Roth, † 1. September 2016, Kaufmann, Amateurastronom und Autor
- 1931, 11. Dezember, Otto Seidl, † 10. Dezember 2022, bis 1998 Vizepräsident des Bundesverfassungsgerichts
- 1931, 15. Dezember, Peter Schmidhuber, † 26. Dezember 2020, Politiker (CSU) und Mitglied der Europäischen Kommission von 1987 bis 1995
- 1931, 18. Dezember, Helmut Steinberger, † 6. Juli 2014, Rechtswissenschaftler und Bundesrichter
- 1931, 25. Dezember, Konrad Löw, Jurist und Politologe, Hochschullehrer
- 1932, 19. Januar, Anton Konrad, Volkswirtschaftler und Hochschullehrer
- 1932, 2. März, Carlamaria Heim, † 9. April 1984 in München, Schauspielerin und Schriftstellerin
- 1932, 30. März, Friedrich Schreiber, † 10. September 2024 in Gräfelfing, Journalist
- 1932, 9. April, Hans Dieter Beck, † 3. Januar 2025 in München, Verleger
- 1932, 17. April, Sonja Seibold, Holzbildhauerin und Medailleurin
- 1932, 3. Juni, Hermann Kühn, † 16. März 2019 in München, Physikochemiker und Kunsthistoriker
- 1932, 20. Juli, Freddy Kottulinsky, † 4. Mai 2010 in Karlstad (Schweden), deutsch-schwedischer Motorsportler
- 1932, 23. August, Max Breitenhuber, † 31. Mai 2014, Architekt
- 1932, 4. September, Joe Viera, † 7. April 2024, Jazzsaxophonist und -pädagoge
- 1932, 8. September, Erwin Franz Müller, Unternehmer, Gründer der Drogeriekette Müller
- 1932, 19. Oktober, Gerd Käfer, † 23. Mai 2015 in München, Gastronom, Unternehmer Feinkost Käfer
- 1932, 29. Oktober, Charlotte Knobloch, Präsidentin der Israelitischen Kultusgemeinde München und Oberbayern
- 1933, 2. Januar, Ruth Hofmann, † 11. Dezember 2016, Rechtswissenschaftlerin und Finanzjuristin, Richterin am Bundesfinanzhof
- 1933, 3. Januar, Rolf Steiner, Fremdenlegionär und Autor
- 1933, 8. März, Alfred Bayer, Ministerialbeamter und Manager
- 1933, 12. April, Michael Petzet, † 29. Mai 2019, Kunsthistoriker und Denkmalpfleger
- 1933, 29. April, Horst Schmid, deutsch-kanadischer Politiker, Minister der Provinz Alberta, Geschäftsmann und Aufsichtsratsvorsitzender
- 1933, 12. Mai, Ursula Pausch-Gruber, † 22. August 1996 in München, Politikerin
- 1933, 30. Mai, Winfried Zehetmeier, † 26. Juni 2019, Kommunalpolitiker (CSU), Pädagoge und Autor
- 1933, 27. Juni, Gerda Steiner-Paltzer, † 30. November 2020, Volksschauspielerin
- 1933, 9. Juli, Arnfrid Astel, † 12. März 2018 in Trier, Lyriker und Journalist, Leiter der Literaturabteilung des Saarländischen Rundfunks
- 1933, 19 Juli, Gerhard Sterr, † 28. Oktober 2011 in München, Musiker der Band Hot Dogs und surrealistischer Maler
- 1933, 26. August, Rainer Erler, † 8. November 2023 in Perth (Australien), Schriftsteller, Regisseur und Filmproduzent
- 1933, 3. September, Barbara Schroth, Schauspielerin
- 1933, 18. September, Ludwig Dinkel, † 4. August 2004, Landwirt, Verbandsfunktionär und Politiker (CSU)
- 1933, 25. September, Maxl Graf, † 18. März 1996 in München, Schauspieler, Sänger und Moderator
- 1933, 2. Oktober, Walter Schmitt Glaeser, † 11. Juni 2024, Jurist und Hochschullehrer
- 1933, 13. Oktober, Lore Anderlik, † 8. November 2022 in Puchheim, Erzieherin und Montessori-Therapeutin
- 1933, 10. November, Mark Mender, † 6. August 2024 in Oberhaching, Modefotograf und Werbefilmer
- 1933, 29. Dezember, Zenta Kopp, Leichtathletin
- 1933, Hannsjoachim W. Koch, † unbekannt, deutsch-britischer Historiker und Hochschullehrer
- 1934, 18. Januar, Konrad Seitz, † 11. August 2023 in Wachtberg-Pech, Diplomat und Autor
- 1934, 23. Februar, Adolf Birkhofer, † 9. November 2019 in München, Physiker
- 1934, 1. März, Karlheinz Summerer, † 25. Februar 2013 in München, Pfarrer
- 1934, 26. März Heinz Schellerer; † 2. Februar 2000 in München, Jazzmusiker
- 1934, 21. März, Sepp Eibl, † 10. August 2023 in Kreuth, Volksmusiker, Komponist, Musikverleger und Filmemacher
- 1934, 20. April, Wolfdietrich Ziesel, † 22. Dezember 2015, österreichischer Bauingenieur
- 1934, 13. Juni, Elisabeth Endres, † 22. Januar 2000 in München, Germanistin, Historikerin, Literaturkritikerin und Journalistin
- 1934, 13. August, Walter Koch, Schauspieler
- 1934, 16. September, Hans A. Engelhard, † 11. März 2008 in München, Politiker (FDP Bayern), MdB, Bundesjustizminister (1982–1991)
- 1934, 22. Oktober, Hermann Vogel, Apotheker und Ehrenpräsident der Bayerischen Apothekerkammer
- 1934, 26. November, Rudolf Seitz, † 26. April 2001 in München, Kunstpädagoge und Hochschullehrer
- 1934, 28. Dezember, Albert Scharf, † 25. September 2021, Medienmanager, Intendant des Bayerischen Rundfunks, Vorsitzender der ARD und Präsident der Europäischen Rundfunkunion
- 1934, Conrad Roland, † 25. September 2020 in Holualoa auf Hawaii (USA), Architekt, Konstrukteur von Raumnetzen und Autor
- 1935, 15. Januar, Knut Wolfgang Nörr, † 15. Januar 2018 in Tübingen, Rechtswissenschaftler
- 1935, 22. Februar, Quirin Amper Jr., † 23. Dezember 1998 in München, Komponist
- 1935, 28. Februar, Walter Haupt, † 17. Mai 2023 in München, Komponist, Dirigent, Regisseur
- 1935, 17. März, Dieter Soltmann, † 26. Juli 2022 in München, Manager
- 1935, 21. März, Georg Schwenk, Komponist, Arrangeur, Akkordeonspieler
- 1935, 24. April, Hans Dietmar Zinsmeister, Botaniker und Vizepräsident der Universität des Saarlandes
- 1935, 6. Mai, Rupert Hacker, † 23. Juli 2016 in München, Bibliothekar und Autor
- 1935, 13. Mai, Anton Berger, Metallbildhauer
- 1935, 13. Mai, Walter Tafelmaier, Maler und Grafiker
- 1935, 30. Mai, Gerhard Selmayr, Jurist und Ministerialbeamter
- 1935, 31. Mai, Hugbert Ibel, Brigadegeneral der Luftwaffe der Bundeswehr
- 1935, 1. Juni, Percy Adlon, † 10. März 2024 in Los Angeles, Film- und Fernsehregisseur, Autor und Produzent
- 1935, 29. Juni, Rudolf Schöfberger, † 13. November 2019 in München, Jurist und Politiker (SPD), MdB
- 1935, 5. Juli, Wolfgang Schedl, österreichischer Entomologe und Hochschullehrer
- 1935, 27. Juli, Karl Gerhard Schmidt, Bankier und Kunstmäzen
- 1935, 21. August, Ali Mitgutsch, † 10. Januar 2022 in München, Bilderbuchautor, Illustrator, Grafiker und Maler
- 1935, 24. September, Max Vogt, Jurist, Richter am Bundesgerichtshof von 1977 bis 2000
- 1935, 25. September, August Kühn, eigentlich Helmut Münch, † 9. Februar 1996 in Hinterwössen, Schriftsteller
- 1935, 6. Oktober, Helmuth Coqui, † 29. Juni 2019, Politiker (SPD) und Abgeordneter des Bayerischen Landtags
- 1935, 25. Oktober, Dieter Adam, Mediziner und Hochschullehrer
- 1935, 2. Dezember, Wolfgang Weber, † 28. Juni 2010, österreichischer Regisseur
- 1936, 29. Januar, Heinz Angstwurm, Neurologe und Hochschullehrer
- 1936, 1. Februar, Manfred Schott, † 7. April 1982 in München, Schauspieler und Synchronsprecher
- 1936, 22. März, Hans Memminger, † 5. August 2009, Autor, Filmemacher und Expeditionskanute
- 1936, 3. April, Hubert Miller, Geologe
- 1936, 22. April, Dieter Kronzucker, Journalist, Autor
- 1936, 24. April, Nana von Hugo, † 30. April 2001 in Berlin, Designerin und Architektin
- 1936, 12. Mai, Philipp Mendler, † 28. April 1995 in Fulda, Bildhauer
- 1936, 23. Mai, Ingeborg Hallstein, Opernsängerin
- 1936, 27. Mai, Sibylle Wirsing, Journalistin und Theaterkritikerin
- 1936, 3. Juni, Heinrich Hugendubel, † 7. April 2005 in München, Buchhändler und Unternehmer
- 1936, 10. Juni, Thomas Höpker, † 10. Juli 2024 in Santiago de Chile, Fotograf und Dokumentarfilmregisseur
- 1936, 10. Juli, Adolf Dietz, Rechtswissenschaftler und Hochschullehrer
- 1936, 13. August, Sabina Sesselmann, † 1. März 1998 in Tutzing, Schauspielerin
- 1936, 28. August, Wolfgang von Hippel, Historiker
- 1936, 5. September, Edmund Gruber, † 8. November 1996 in München, Journalist, Intendant des Deutschlandfunks (1988–91)
- 1936, 25. September, August Kühn, eigentlich Helmut Münch, † 9. Februar 1996 in Hinterwössen, Schriftsteller
- 1936, 26. Oktober, Christiane Herzog, geb. Krauß, † 19. Juni 2000 in München, Journalistin und Gattin des von 1994 bis 1999 amtierenden Bundespräsidenten Roman Herzog
- 1936, 29. November, Paul Fuchs, Bildhauer und Klangkünstler
- 1936, 15. Dezember, Manfred Ludwig, Spieleautor
- 1936, Adolf Heinzlmeier, Journalist, Filmkritiker und Autor
- 1936, Rudolf Huber-Wilkoff, Künstler, Grafikdesigner, Kurator und Verleger
- 1936, Jochen Neuhaus, † 1995 in Frankfurt am Main, Schauspieler, Regisseur und Übersetzer
- 1937, 21. Januar, Max Emanuel Herzog in Bayern, Unternehmer und Familienmitglied des Hauses Wittelsbach
- 1937, 2. Februar, Toni Auer, † 15. Juli 2023 in Nürnberg, Radrennfahrer
- 1937, 15. Februar, Gretel Eisch, geborene Stadler, † 10. Juni 2022, Künstlerin
- 1937, 20. Februar, Robert Huber, Chemiker und Nobelpreis-Träger
- 1937, 27. Februar, Peter Hamm, † 22. Juli 2019 in Tutzing, Lyriker, Schriftsteller und Autor von Dokumentarfilmen
- 1937, 22. März, Reinhold Georg Müller, † 13. August 2000 in Avila (Spanien), Bildhauer
- 1937, 22. März, Peter Vogel, † 21. September 1978 in Wien, Bühnen-, Film- und Fernsehschauspieler sowie Bühnenregisseur
- 1937, 24. März, Otto Krätz, † 24. Februar 2023, Chemiker und Chemiehistoriker
- 1937, 26. März, Ernst Burger, Pianist und Autor
- 1937, 28. März, Otto Altweck, † August 2025, Radrennfahrer und Radsporttrainer
- 1937, 7. April, Rudolf Steiner, † 3. Dezember 2015 in Passau, Fußballspieler
- 1937, 14. Mai, Norbert Miller, Literatur- und Kulturwissenschaftler
- 1937, 24, Mai, Willy Reichert, Maler
- 1937, 27. Mai, Erich Hahn, † 30. April 2007 in München, Fußballspieler
- 1937, 29. Mai, Engelbert Siebler, † 11. Oktober 2018 in München, Weihbischof in München und Freising
- 1937, 29. Mai, Paul-Gerhard Völker, † 12. Mai 2011 in München, Germanist und politischer Aktivist
- 1937, 1. August, Markwart Müller-Elmau, Schauspieler und Regisseur
- 1937, 7. August, Ursula Sieg, Schauspielerin, Synchron- und Hörspielsprecherin
- 1937, 5. September, Sepp Reif, † 2. März 2023 in Pulheim, Eishockeyspieler
- 1937, 13. September, Bertold Sommer, Jurist, Richter des Bundesverfassungsgerichts
- 1937, 28. Oktober, Michael Endres, Jurist und Bankmanager
- 1937, 2. November, Erwin Beck, Botaniker
- 1937, 28. November, Heribert Späth, Unternehmer und Verbandsfunktionär
- 1937, 30. November, Gerhard Ohneis, † 30. Januar 2023, Rechtsanwalt und Manager
- 1937, 25. Dezember, Bolko Hoffmann, † 20. August 2007 in Düsseldorf, Politiker und Herausgeber
- 1937, Wolfgang Binding, Bildhauer und Grafiker
- 1938, 12. Januar, Heinz Braun, † 21. Januar 1986 in München, Maler und Schauspieler
- 1938, 18 April, Robert Kennedy, † 12. April 2012 in Caledon, Kanada, Verleger
- 1938, 20. Mai, Isa Günther, Schauspielerin, Kinderdarstellerin
- 1938, 20. Mai, Jutta Günther, Schauspielerin, Kinderdarstellerin
- 1938, 8. Juni, Florian Lechner, Künstler und Designer
- 1938, 9. Juli, Christoph Brudi, † 19. Februar 2019, Maler und Grafiker
- 1938, 16. Juli, Ursula Höckmann, Archäologin
- 1938, 5. August, Erika Strößenreuther, † 10. September 2021 in München, Speerwerferin
- 1938, 18. August, Klaus Grubmüller, germanistischer Mediävist
- 1938, 1. September, Ivo Schneider, Mathematik- und Wissenschaftshistoriker, Hochschullehrer
- 1938, 27. August, Willi Wolf, † 9. Juni 2018 bei Rouen/F, Verwaltungsbeamter, Mitglied des Bayerischen Senats
- 1938, 28. September, Peter Grosser, † 2. März 2021 in München, Fußballspieler und -trainer
- 1938, 5. Oktober, Horst Heinrich, † 26. Dezember 2002 in Langerringen, Politiker und Mitglied des Bayerischen Landtags
- 1938, 12. Oktober, Andreas Wittenberg, † 14. August 2024 in Bamberg, Brigadegeneral der Bundeswehr
- 1938, 13. Oktober, Christel Bodenstein, † 5. Dezember 2024 in Berlin, Schauspielerin
- 1938, 22. Oktober, Claus Hipp, Unternehmer
- 1938, 23. Oktober, Karl Gertis, † 24. Januar 2025, Bauphysiker und Komponist
- 1938, 15. November, Michael Friederichsen, Bildhauer
- 1938, 23. November, Herbert Achternbusch, † 10. Januar 2022 in München, Schriftsteller, Regisseur und Schauspieler
- 1938, 29. Dezember, Richard Johann Dietrich, † November 2019, Architekt und Bauingenieur
- 1938, Patrick Deby, Architekt
- 1939, 24. Februar, Wolfgang Huber, Germanist
- 1939, 4. März, Gottfried Bähr, † 20. März 2007, Diplom-Kaufmann und Politikwissenschaftler
- 1939, 18. März, Peter Kraus, österreichischer Sänger und Rock ’n’ Roller (Mit 17; Sugar Baby), Schauspieler
- 1939, 18. März, Manfred Mayerle, Künstler
- 1939, 28. April, Herta-Elisabeth Renk, Germanistin
- 1939, 5. Mai, Karl-Heinz Wildmoser, † 28. Juli 2010 in München, Großgastronom und Sportfunktionär
- 1939, 7. Mai, Hermann Memmel, † 12. April 2019, Politiker (SPD), Mitglied des Bayerischen Landtags und Münchener Stadtrat
- 1939, 11. Mai, Heinz Wenger, † 5. Juni 2018 in München, Diplom-Physiker, Politiker (CSU), Ministerialrat
- 1939, 12. Mai, Uta Hallant, † 31. Dezember 2022 in Berlin, Schauspielerin und Synchronsprecherin
- 1939, 25. Mai, Klaus Naumann, Generalinspekteur der Bundeswehr (1991–1996)
- 1939, 21. Juni, Helmut Maximilian Gruber-Ballehr, † 19. August 2023 in Schwäbisch Gmünd, Maler, Grafiker und Kunsthistoriker
- 1939, 21. Juni, Alfons Metzger, Verwaltungsjurist, Regierungspräsident der Oberpfalz, Präsident des Bayerischen Obersten Rechnungshofs
- 1939, 2. Juli, Rex Gildo, eigentlich Ludwig Franz Hirtreiter, † 26. Oktober 1999 in München, Schlagersänger (Fiesta Mexicana), Schauspieler
- 1939, 13. August, Erika Berger, † 15. Mai 2016 in Köln, Fernsehmoderatorin und Sexberaterin
- 1939, 14. August, Jürgen Glaesemer, † 5. Mai 1988 in Bern, Kunsthistoriker und Kurator
- 1939, 14. August, Fred Stillkrauth, † 7. August 2020 in München, Theater- und Volksschauspieler
- 1939, 24. Oktober, Walter Neupert, † 22. Juni 2019 in München, Biochemiker und Zellbiologe
- 1939, 21. November, Walter R. Heinz, Sozialwissenschaftler, Hochschullehrer für Soziologie und Psychologie
- 1939, 12. Dezember, Judith Macheiner, Autorin, Professorin für Übersetzungswissenschaft
- 1939, 29. Dezember, Josef Riederer, † 3. Juni 2017 in Oberammergau, Archäometer
- 1939, Ricarda Dietz, Künstlerin
- 1939, Roland Götz, Organist und Cembalist
- 1939, Günter Küppers, Physiker, Sozialwissenschaftler und Philosoph
- 1940, 20. Januar, Alfred Dreier, † 16. Februar 2011 in Erding, Jurist und Politiker (CSU)
- 1940, 25. Januar, Peter Segl, Historiker und Hochschullehrer
- 1940, 7. Februar, Herbert Haller, † 31. Juli 2021 in St. Georgen am Längsee, österreichischer Jurist, Mitglied des österreichischen Verfassungsgerichtshofs
- 1940, 8. Februar, Karl Eduard Linsenmair, Biologe und Hochschullehrer
- 1940, 23. Februar, Peter Kleinschmidt, † 17. März 2020, Regisseur und Dramaturg
- 1940, 10. März, Ingo Koller, Rechtswissenschaftler und Hochschullehrer
- 1940, 27. März, Dieter Ziessow, † 2024, deutscher Chemiker
- 1940, 28. März, Peter Claus Hartmann, Historiker und Hochschullehrer
- 1940, 18. April, Friedrich Günther Barth, Zoologe, Neurobiologe und Hochschullehrer
- 1940, 4. Mai, Peter Schreiner, Byzantinist, Hochschullehrer und Herausgeber
- 1940, 20. Mai, Ulrich L. Rohde, Hochfrequenztechniker
- 1940, 10. Juni, Helga Neuner, Schauspielerin
- 1940, 7. August, Martin Heisenberg, Neurobiologe und Genetiker
- 1940, 13. September, Kurt Faltlhauser, Politiker (CSU), MdB, MdL, bayerischer Finanzminister
- 1940, 27. September, Rudolph Moshammer, † 14. Januar 2005 in München (ermordet), Modemacher
- 1940, 4. Oktober, Barbara Henneberger, † 12. April 1964 bei St. Moritz (Schweiz), Skirennläuferin und olympische Bronzemedaillen-Gewinnerin im Slalom 1960
- 1940, 13. Oktober, Adolf Kleinschroth, † 21. Oktober 2000 in den Bayerischen Alpen, Wasserbauingenieur
- 1940, 29. Oktober, Friedhelm Klein, Offizier und Militärhistoriker
- 1940, 2. November, Carolin Reiber, Moderatorin
- 1940, 10. November, Dieter Oesterhelt, † 28. November 2022, Biochemiker
- 1940, 12. November, Reinhard Vetter, Jurist, Landesdatenschutz-Beauftragter in Bayern
- 1940, 30. November, Rainer Conrad, † 28. Februar 2013 in München, Jurist, Vizepräsident des Bayerischen Obersten Rechnungshofs
- 1940, 5. Dezember, Alfred Heiß, Fußballspieler
- 1940, Andrea van Dülmen, Schriftstellerin
- 1940, Gert Raeithel, Amerikanist und Literaturwissenschaftler
- 1940, Gabriele Winkler, Philologin, Liturgiewissenschaftlerin, Hochschullehrerin

#### 1941 bis 1950
- 1941, 30. Januar, Lanz-Leo (Leonhard Speer), † 28. März 2016, Traktoren- und Landwirtschaftsmaschinensammler, Landmaschinentechniker und Museumsbetreiber
- 1941, 6. Februar, Klaus Buchner, Physiker und Politiker (ÖDP)
- 1941, 9. Februar, Klaus Eberlein, † 6. Juni 2023 in München, Graphiker, Illustrator und Keramik-Plastiker
- 1941, 11. Februar, Rudolf Brunnenmeier, † 20. April 2003 in München, Fußballspieler
- 1941, 18. Februar, Helmut Lebert, Ruderer, Europameisterschafts-Bronzemedaillengewinner
- 1941, 23. März, Peter Neuner, römisch-katholischer Priester und Professor für Fundamentaltheologie und Dogmatik
- 1941, 29. April, Hanne Darboven, † 9. März 2009 in Hamburg, Künstlerin
- 1941, 4. Mai, Valentin Doering, römisch-katholischer Geistlicher, † 15. Februar 2023
- 1941, 6. Mai, Reinhold Wolff, † 10. November 2006 in Bissendorf, Literaturwissenschaftler, Hochschullehrer
- 1941, 15. Mai, Wolfgang Schmidbauer, Psychoanalytiker und Sachbuchautor
- 1941, 7. Juni, Gerd Wehner, † 28. Januar 2018 in Bamberg, Historiker
- 1941, 16. Juli, Karl Stetter, Mikrobiologe
- 1941, 13. August, Peter Amann, † 13. Dezember 2019 in Alsbach-Hähnlein, Bauingenieur
- 1941, 17. August, Fritz Wepper, † 25. März 2024 in München, Schauspieler und Synchronsprecher
- 1941, 5. September, Manfred Popp, Physiker
- 1941, 13. Oktober, Karin Reich, Mathematikhistorikerin
- 1941, 22. Oktober, Helmut Hergesell, Fußballspieler und promovierter Sportlehrer
- 1941, 5. November, Evelyne Kolnberger, Schriftstellerin und Übersetzerin
- 1941, 26. Dezember, Siegwart Lindenberg, deutsch-niederländischer Sozialwissenschaftler und Hochschullehrer
- 1941, Limpe Fuchs, Komponistin, Performance- und Klangkünstlerin
- 1941, Hans Günther Pflaum, † 19. Dezember 2018, Filmkritiker und Autor, Regisseur und Fernsehmoderator
- 1941, Christa Scheuer-Weyl, † 28. April 2006 in Wien, deutsch-österreichische Publizistin, Journalistin und Übersetzerin
- 1942, 4. Januar, Peter Janich, † 4. September 2016 in Rauschenberg, Philosoph und Hochschullehrer
- 1942, 13. Januar, Rolf Kessler, Jurist, Rektor der Fachhochschule Frankfurt am Main
- 1942, 23. Januar, Willy Bogner junior, Unternehmer, Filmregisseur und Produzent
- 1942, 25. Januar, Rolf Kloepfer, † 12. Mai 2023, Romanist und Filmwissenschaftler
- 1942, 30. Januar, Heidi Brühl, † 8. Juni 1991 in Starnberg, Schlagersängerin und Schauspielerin
- 1942, 11. Februar, Richard von Schirach, † 11. Juli 2023 in Kochel am See, Autor und Sinologe
- 1942, 16. Februar, Roland Koller, † 31. Januar 2025, Jurist und Politiker, Staatssekretär in Niedersachsen
- 1942, 26. Februar, Peter B. Steiner, Kunsthistoriker und Museumsleiter
- 1942, 20. März, Franz Eder, Karikaturist, Illustrator und Schnellzeichner
- 1942, 23. März, Michael Haneke, österreichischer Regisseur und Drehbuchautor
- 1942, 2. April, Ursula Isbel, Schriftstellerin und Übersetzerin
- 1942, 8. April, Wilfried Menghin, † 19. Juni 2013 in Berlin, Archäologe
- 1942, 10. April, Winold Vogt, † 2. Februar 2017 in Eching, Jurist und Bibliothekar
- 1942, 7. Mai, Gerhard Polt, Schauspieler
- 1942, 13. Mai, Eckart Hien, Jurist, Präsident des Bundesverwaltungsgerichts von 2002 bis 2007
- 1942, 15. Mai, Michael Gaenssler, Architekt
- 1942, 19. Mai, Michael Schneider, † 29. August 1997 in den französischen Alpen, Mathematiker und Hochschullehrer
- 1942, 11. Juni, Reinhard Riegel, † 4. Januar 2000 in Bonn, Rechtswissenschaftler, Ministerialrat im Bundesministerium des Innern
- 1942, 10. Juli, Hans Reich, Fußballspieler
- 1942, 10. Juli, Klaus von Welser, † 1. Oktober 2014 in München, Germanist und Aphoristiker
- 1942, 3. August, Reinhard Rudolf Heinisch, deutsch-österreichischer Historiker und Hochschullehrer
- 1942, 21. August, Tommy Kent, Rock-’n’-Roll- und Schlagersänger, Schauspieler, Maler sowie Architekt
- 1942, 24. August, Mechthild Fürst-Diery, Politikerin (CDU), Erste Bürgermeisterin in Mannheim
- 1942, 23. September, Gerhard Zimmermann, Eisschnellläufer
- 1942, 5. September, Werner Herzog, Regisseur
- 1942, 4. Oktober, Irm Hermann, † 26. Mai 2020 in Berlin, Film-, Fernseh- und Theaterschauspielerin
- 1942, 9. Oktober, Anita Albus, † 6. Oktober 2024 in München, Schriftstellerin und Illustratorin
- 1942, 27. Oktober, Hermann Breuer, † 25. Januar 2023 in München, Jazzmusiker
- 1942, 11. November, Monika Berg, österreichische Schauspielerin
- 1942, 20. November, Regine Felden, † 27. April 1980 in Wien, Schauspielerin
- 1942, 23. November, Thomas Robert Weihrauch, † 17. Oktober 2022 in Köln, Internist
- 1942, 22. Dezember, Gerhard Lutz, Künstler, Keramiker und Fotograf
- 1943, 8. Januar, Quirin Roth, † 21. Juli 2020 in Dürnbach (Gmund am Tegernsee), Bildhauer
- 1943, 26. Januar, Hans Rebele, † 4. Januar 2023 in München, Fußballspieler
- 1943, 9. März, Wolf Singer, Mediziner, Neurophysiologe und Hirnforscher, Hochschullehrer
- 1943, 2. Mai, Manfred Schnelldorfer, Eisschnellläufer, Sänger (Wenn du mal allein bist)
- 1943, 6. Mai, Andreas Baader, † 18. Oktober 1977 in Stuttgart, Terrorist der „Rote Armee Fraktion“ (RAF)
- 1943, 9. Mai, Heinrich Traublinger, Kommunal- und Landespolitiker (CSU)
- 1943, 24. Mai, Inga Hosp, Publizistin
- 1943, 6. Juni, Wolfgang J. Ruf, Publizist, Festivalleiter und Redakteur
- 1943, 27. Juni, Rolf Zeitler, † 21. Januar 2023, Kommunalpolitiker, Bürgermeister von Unterschleißheim
- 1943, 6. Juli, Martin Schäfer, † 11. April 1988 in Wangen im Allgäu, Kameramann
- 1943, 7. Juli, Peter Schießl, † 3. Juli 2017 in Lærdal, Bauingenieur
- 1943, 1. August, Monica von Rosen Nestler, schwedisch-schweizerische Künstlerin, Fotografin und Autorin
- 1943, 3. August, Heinz Haberkorn, † 10. Juni 2011 in Wolfratshausen, Maler und Grafiker
- 1943, 21. August, Peter Bernhard Weiß, Althistoriker, Epigraphiker und Hochschullehrer
- 1943, 26. September, Brigitte Schlieben-Lange, † 14. September 2000 in Frankfurt am Main, Romanistin, Linguistin, Hochschullehrerin
- 1943, 30. September, Wilhelm Blum, † 12. Dezember 2023 in München, Altphilologe
- 1943, 1. November, Ugo Dossi, bildender Künstler
- 1943, 12. Dezember, Rüdiger Steinlein, † 11. Oktober 2015 in Berlin, Literaturwissenschaftler
- 1943, Antje Hain, Fotografin
- 1943, Michaela Klarwein, Schauspielerin und Opernsängerin
- 1944, 18. Januar, Paul Ströbele, Jurist, Richter am Bundespatentgericht
- 1944, 2. Februar, Horst Pohl, Fußballspieler und -trainer
- 1944, 13. März, Chris Roberts, † 2. Juli 2017 in Berlin, Schlagersänger und Schauspieler
- 1944, 9. April, Peter Steiner, Radrennfahrer
- 1944, 18. Mai, Manfred Maier, † 29. Dezember 2021, Volksschauspieler
- 1944, 17. Juli, Wolfgang Roggendorf, † 31. Juli 2012, Pathologe und Universitätsprofessor
- 1944, 16. November, Manfred Berger, Erziehungswissenschaftler und Historiker
- 1945, Januar, Herbert Reichl, Ingenieurwissenschaftler und Hochschullehrer
- 1945, 11. Mai, John Thompson, eigentlich Raymond Louis Bacharach, Produzent, Regisseur und Komponist
- 1945, 5. September, Franziska Fuchs, Malerin und Grafikerin
- 1945, 11. September, Franz Beckenbauer, † 7. Januar 2024 in Salzburg, Fußballspieler, Kapitän der Weltmeister-Mannschaft 1974, Teamchef der deutschen Nationalmannschaft 1984–90, Weltmeister 1990
- 1945, 15. September, Theodor Seidl, † 1. März 2025 in Scheyern, Alttestamentler
- 1945, 20. September, Paul Barth, Judoka, Bronzemedaillen-Gewinner bei Olympia
- 1945, 30. September, Ralph Siegel, Komponist, Produzent (Ein bißchen Frieden; Dschinghis Khan; Theater)
- 1945, 3. Oktober, Dieter G. Weiss, Physiologe, Hochschullehrer
- 1945, 9. Oktober, Barbara Hammann, † 20. Juli 1945, Kunsthistorikerin, Hochschullehrerin und Videokünstlerin
- 1945, 23. Oktober, Rodja Weigand, Autor und Herausgeber
- 1945, 1. November, Reinhard Wittmann, Redakteur, Buchhandels- und Verlagshistoriker
- 1945, 13. Dezember, Peter Eduard Mayer, Bauingenieur und Hochschullehrer
- 1945, Johann N. Schmidt, Anglist und Hochschullehrer
- 1946, 25. Februar, Franz Xaver Kroetz, Schriftsteller und Schauspieler
- 1946, 24. März, Günther Nickel, Leichtathlet
- 1946, 24. April, Monika Schwarz, Schauspielerin
- 1946, 26. April, † 3. Dezember 2011 Vera Birkenbihl,  Managementtrainerin und Sachbuchautorin.
- 1946, 20. Mai, Dan Diner, Historiker und politischer Schriftsteller
- 1946, 22. Mai, Wolfgang Lauter, Grafikdesigner, Fotograf, Künstler und Musiker
- 1946, 26. Juni, Maria von Welser, Fernsehjournalistin
- 1946, 30. Juli, Ferdinand Keller, † 11. Dezember 2023 in Schlagenhofen, Fußballspieler
- 1946, 12. August, Gerd Anthoff, Theater- und Fernsehschauspieler
- 1946, 23. August, Alexander Prechtel, ehem. Generalstaatsanwalt von Mecklenburg-Vorpommern
- 1946, September, Harald Bodenschatz, Sozialwissenschaftler und Stadtplaner
- 1946, 15. September, Gerd Uecker, † 17. Januar 2024, Musikpädagoge, Musik- und Operndirektor, Intendant der Semperoper in Dresden
- 1946, 24. September, Uschi Obermaier, Model, Mitglied der Berliner Kommune I und Freundin von Rainer Langhans
- 1946, 10. Oktober, Alfred Kohlhäufl, Fußballspieler und -trainer
- 1946, 15. Oktober, Bernhard Rössner, Mitglied der terroristischen Vereinigung Rote Armee Fraktion (RAF)
- 1946, 23. November, Ludwig Bründl, Fußballspieler
- 1946, 25. November, Wolfgang Sachs, Kultur- und Sozialwissenschaftler, Hochschullehrer und Publizist
- 1946, 29. November, Thomas Michael Mayer, † 17. Juni 2010 in Marburg, Germanist und Georg Büchner-Forscher
- 1946, 14. Dezember, Julia Edenhofer, † 29. Dezember 2018 in München, Buchautorin und Hörfunkmoderatorin
- 1946, 25. Dezember, Reinhold Reitberger, Comic-Zeichner und Autor
- 1946, Peter Kupfer, Sinologe und Hochschullehrer
- 1946, Luis Lamprecht, Schauspieler
- 1946, Brigitte Moser-Weithmann, Orientalistin und Beraterin
- 1946, Renate Stegmüller, Dokumentarfilmerin
- 1947, 3. Januar, Thomas Raff, † 30. Oktober 2022 in Riederau, Kunsthistoriker
- 1947, 20. Januar, Norbert Westenrieder, † 14. November 2013, Dokumentarfilmer und Sachbuchautor
- 1947, 12. Februar, Marion Mallmann-Biehler, Bibliothekarin
- 1947, 16. Februar, Horst Thomé, † 3. März 2012, Germanist
- 1947, 26. März, Michael König, Schauspieler und Hörspielsprecher
- 1947, 27. März, Ernö Weil, Musikwissenschaftler, Intendant und Regisseur
- 1947, 14. Mai, Jürgen Partenheimer, Künstler
- 1947, 15. Mai, Hans Rigotti, Fußballspieler
- 1947, 1. Juni, Georg Elwert, Ethnologe und Soziologe
- 1947, 1. Juni, Konstantin Wecker, Liedermacher und Sänger
- 1947, 4. Juni, Götz Burger, Schauspieler, Regisseur
- 1947, 16. Juni, Günther Kaufmann, † 10. Mai 2012 in Berlin, Schauspieler
- 1947, 17. Juni, Wolfgang Freundorfer, † 15. Januar 2020, Schauspieler
- 1947, 10. Juli, Bruni Mayer, Politikerin (UWG), Landrätin des Landkreises Rottal-Inn
- 1947, 15. Juli, Peter Michael Hamel, Komponist
- 1947, 16. August, Ralph Alt, Jurist, Staatsanwalt, Richter und Schachfunktionär
- 1947, 12. September, Klaus Walleitner, † 1. September 2014 in Augsburg, Fußballspieler
- 1947, 15. Oktober, Jan Niklas, bürgerlich: Jan Niklas Kupferroth, Schauspieler
- 1947, 26. Oktober, Christian Ude, Politiker (SPD), Münchner Oberbürgermeister von 1993 bis 2014
- 1947, 29. Oktober, Wolfgang Krieger, Historiker
- 1947, 31. Oktober, Frank Shorter, US-amerikanischer Langstreckenläufer und Olympiasieger in München 1972
- 1947, 4. November, Claus Priesner, Wissenschaftshistoriker
- 1947, Eberhard Fuchs, Neurobiologe, Hochschullehrer
- 1947, Heinz Gebhardt, Fotograf
- 1947, Theresia Hainthaler, römisch-katholische Theologin
- 1947, Renate Hirsch-Giacomuzzi, † 9./10. Mai 2013 in Bozen, Society-Lady und Stil-Ikone
- 1948, 13. Februar, Hansjörg Schellenberger, Oboist und Dirigent
- 1948, 14. Februar, Bernd Pischetsrieder, von 1993 bis 1999 Vorstand BMW, 2002 bis 2006 Vorstandsvorsitzender der Volkswagen AG
- 1948, 15. Februar, Marian Offman, Unternehmer und Kommunalpolitiker
- 1948, 16. Februar, Ilse Lenz, Soziologin und Hochschullehrerin
- 1948, 24. Februar, Christoph Krämer, † 14. Februar 2010 in Hamburg, Künstler und Typograph
- 1948, 27. Februar, Helmut Nerlinger, Fußballspieler
- 1948, 28. Februar, Josef Hawle, Künstler, Maler und Grafiker
- 1948, 15. März, Gerhard Seyfried, Schriftsteller und Karikaturist
- 1948, 29. März, Johann Karl Anton Haller, Sprachwissenschaftler und Hochschullehrer
- 1948, 3. April, Hans Georg Schwarzenbeck, Fußballspieler
- 1948, 3. April, Oliver Grimm, † 10. Oktober 2017 in Passau, Schauspieler (Kinderstar)
- 1948, 2. Juni, August Markl, Arzt, Dozent und Verbandsfunktionär
- 1948, 2. Juni, Thomas Neumaier, Konzeptkünstler
- 1948, 8. Juni, Horst Schmidt, † 5. Juli 1990, Fußballspieler
- 1948, 12. Juli, Günter Freiherr von Gravenreuth, † 22. Februar 2010 in München, Rechtsanwalt und Verleger
- 1948, 5. August, Christian-Peter Friese, † 25. Dezember 1970 in Berlin, Todesopfer an der Berliner Mauer
- 1948, 14. August, Hans Krostina, † 4. Februar 2019 in Rosenheim, Fußballspieler und -trainer
- 1948, 27. August, Ilona Kickbusch, Politologin und Public-Health-Forscherin
- 1948, 4. September, Franz Greno, Buchgestalter und Verleger
- 1948, 25. September, Carmen König-Rothemund, Politikerin, Mitglied des Bayerischen Landtags, Richterin am Bayerischen Verfassungsgerichtshof
- 1948, 4. Oktober, Günter Gruber, Diplomat
- 1948, 9. Oktober, Heinz Kuhn-Weiss, Autorennfahrer
- 1948, 17. November, Horst Höfler, † 23. Januar 2012, Alpin-Journalist und Bergbuch-Autor
- 1948, 24. November, Thomas Emmerig, † 31. Januar 2021 in Kareth, Musikforscher, Komponist, Autor und Lyriker
- 1948, 29. November, Rudolf Waldemar Brem, † 17. März 2016 in München, Schauspieler
- 1948, 5. Dezember, Brigitte Horn, Schauspielerin
- 1948, 20. Dezember, Beatrice Richter, Schauspielerin, Kabarettistin, Entertainerin und Jazzmusikerin
- 1948, Hans Ruland, † 4. März 2006 in München, Jazz-Journalist, Veranstalter und Rundfunk-Moderator
- 1948, Georg Seeßlen, Autor, Feuilletonist und Filmkritiker
- 1949, 16. Januar, Michael Ehbauer, † 17. Juli 2011, Arzt und Mundartschriftsteller
- 1949, 29. Januar, Stefan Diestelmann, † 27. März 2007 in Tutzing, Bluesmusiker, Komponist, Textautor und Filmproduzent
- 1949, 22. Februar, Hans-Günther Kroth, Fußballspieler
- 1949, 3. April, Ulrich König, Drehbuchautor und Regisseur
- 1949, 11. April, Wedeli Köhler, † 16. August 2011, Jazzmusiker
- 1949, 14. April, Hanns Christian Müller, Regisseur, Drehbuchautor und Filmkomponist
- 1949, 8. Mai, Alfred Kaiser, Grafiker und Maler
- 1949, 3. Juni, Wolf Schmidt-Arget, Rundfunkredakteur, Autor und Musiker
- 1949, 4. Juni, Gwendolyn von Ambesser, Schauspielerin, Regisseurin, Buchautorin
- 1949, 9. Juni, Helmut Schmidt, Fußballspieler
- 1949, 22. Juni, Peter Gauweiler, Politiker (CSU)
- 1949, 1. Juli, Denis Johnson, † 24. Mai 2017 in Sea Ranch, Kalifornien, amerikanischer Schriftsteller
- 1949, 5. Juli, Sepp Schauer, Schauspieler
- 1949, 3. August, Fritz Egner, Hörfunk- und Fernsehmoderator
- 1949, 9. August, Michael Frese, Psychologe und Hochschullehrer
- 1949, 4. Oktober, Klaus Werner Pusch, Jazzmusiker
- 1949, 5. Oktober, Michael Brennicke, † 25. März 2019 in München, Schauspieler, Synchronregisseur, Drehbuchautor und Off-Sprecher
- 1949, 28. November, Michael Steiner, Jurist, Diplomat, Botschafter der Bundesrepublik Deutschland
- 1949, 13. Dezember, Daniela alias Danica Danijela Milatović, Sängerin (Im Jahre 2002)
- 1949, 14. Dezember, Detlev Michael Albrecht, Mediziner
- 1949, Ernst Horn, Musiker, Mitgründer der Bands Deine Lakaien, Qntal und Helium Vola
- 1949, Daniela Philippi, Journalistin, Sprecherin der Bayerischen Staatsregierung
- 1949, Franziska Sperr, Journalistin und Schriftstellerin
- 1950, 6. Januar, Constanze Engelbrecht, † 20. Juli 2000 in München, Schauspielerin
- 1950, 20. Januar, Michael Schreiner, † 8. September 2019, Schauspieler
- 1950, 5. Februar, Martin Fink, Landwirt und Politiker (CSU), Abgeordneter des Bayerischen Landtags
- 1950, 24. Februar, Thomas Meyerhöfer, † 1. September 2020 in München, Hörfunkjournalist und Chefmoderator beim Bayerischen Rundfunk
- 1950, 6. März, Werner Winkler, Autor, Regisseur, Schauspieler und Theaterbetreiber
- 1950, 29. März, Stefan Born, † 15. Januar 2018 in München, Schauspieler
- 1950, 29. März, Norbert Tefelski, Autor, Verleger, Theaterschauspieler, Regisseur und Journalist
- 1950, 25. April, Josef Wittmann, Lyriker, Schriftsteller und Buchillustrator
- 1950, 2. Mai, Gerd Holzheimer, Schriftsteller
- 1950, 26. Mai, Irmgard Scheitler, Germanistin, Hochschullehrerin
- 1950, 30. Mai, Günther Michl, Fußballspieler
- 1950, 23. Juni, Kurt Kreiler, Autor und Dramaturg
- 1950, 4. Juli, Heinz Wilhelm, Diplomat
- 1950, 9. Juli, Willy Michl, Liedermacher, Bluesmusiker, Autor und Schauspieler
- 1950, 5. August Rosi Mittermaier, † 4. Januar 2023 in Garmisch-Partenkirchen, Skirennläuferin
- 1950, 6. August, Günter Hopfinger, Geldfälscher
- 1950, 11. August, Ernst Freiberger, Unternehmer und Investor
- 1950, 18. August, Franz Müller-Spahn, † 4. August 2009 in Basel, Psychiater und Hochschullehrer
- 1950, 7. September, Johann Friedrich Hohenberger, † 27. Juli 1991 in Sale, Bauunternehmer, Sicherheitsingenieur und Hochstapler
- 1950, 29. September, Tom Deininger, † 22. Juli 2022, Schauspieler, Radiomoderator und Synchronsprecher
- 1950, 1. Oktober, Uschi Bauer, Sängerin (I bin a Wetterfrosch; Hand aufs Herz)
- 1950, 22. Oktober, Franz Hiller, Fußballspieler
- 1950, 13. November, Verena Eberle, Schwimmerin
- 1950, Michael Friedrichs-Friedlaender, Metallplastiker und Bildhauer
- 1950, Wolfgang Heitmeier, Oberbürgermeister von Bad Reichenhall

#### 1951 bis 1960
- 1951, 3. April, Peter Hausmann, Chef des Presse- und Informationsamtes der Bundesregierung sowie Regierungssprecher (1995–1998)
- 1951, 4. April, Hans Schnell, † 7. Mai 2019, Maler und Zeichner
- 1951, 9. Mai, Monika Baumgartner, Volksschauspielerin und Theaterregisseurin
- 1951, 29. Juni, Thomas Will, Architekt und Denkmalpfleger
- 1951, 9. Juli, Johannes Hager, Rechtswissenschaftler
- 1951, 12. Juli, Sylvia Krauss-Meyl, Historikerin, Archivdirektorin und Autorin
- 1951, 14. Juli, Erich Hallhuber, † 17. September 2003 in München, Schauspieler und Synchronsprecher
- 1951, 19. Juli, Stephan Steingräber, Etruskologe und Klassischer Archäologe
- 1951, 17. August, Vérénice Rudolph, Schauspielerin und Regisseurin
- 1951, 3. Oktober, Udo Scheer, Schriftsteller
- 1951, 10. Oktober, Max Greger junior, Pianist, Keyboarder, Komponist und Arrangeur
- 1951, 15. November, Martin Wildgruber, Fußballspieler
- 1951, 17. November, Isabelle von Neumann-Cosel, Journalistin, Fachbuchautorin, Reitlehrerin und Turnierrichterin
- 1951, 20. November, Bernd Knobloch, Manager und Rechtsanwalt
- 1951, Peter Fasold, Archäologe
- 1951, Peter Robert, Übersetzer, Schriftsteller und Dokumentarfilmer
- 1951, Eberhard Wimmer, Architekt
- 1952, 29. Januar, Mercedes Riederer, Journalistin, Chefredakteurin Hörfunk beim BR
- 1952, 23. Februar, Stefan Winghart, Archäologe und Denkmalpfleger
- 1952, 25. Februar, Irmgard Braun, Kletterin und Autorin
- 1952, 18. März, Michaela May, eigentlich Gertraud-Michaela Mittermayr, Schauspielerin
- 1952, 26. März, Cornelia Kemp, Kunsthistorikerin
- 1952, 28. April, Leni Stern, Jazz-Gitarristin, -Sängerin und -Pianistin
- 1952, 7. Juni, Philipp A. E. Mayring, Psychologe, Soziologe, Pädagoge und Hochschullehrer
- 1952, 19, Juni, Michaela Huber, Psychologische Psychotherapeutin und Supervisorin
- 1952, 18. Juli, Guido Pollak, Erziehungswissenschaftler und Hochschullehrer
- 1952, 27. Juli, Wolfgang Maier, Autogrammsammler und Komparse
- 1952, 6. September, Dominik Graf, Film- und Fernsehregisseur
- 1952, 7. September, Peter Gruber, Fußballspieler
- 1952, 18. September, Hans-Dieter Seelmann, Fußballspieler
- 1952, 5. Oktober, Harold Faltermeyer, Komponist, Produzent (Axel F.)
- 1952, 19. Oktober, Alexander Leibkind, † 18. Mai 2006 in New York City, Sportler, Sportmanager und Geschäftsführer
- 1952, 15. November, Dieter R. Fuchs, Wissenschaftler und Schriftsteller
- 1952, Albert Meier, Literaturwissenschaftler und Hochschullehrer
- 1952, Peter Ohlendorf, Film- und Fernsehregisseur, Drehbuchautor und Filmproduzent
- 1952, Richard Rötzer, Schriftsteller
- 1952, Manfred Schmid, Jurist, Richter am Bundesfinanzhof
- 1952, Mathias Schwarz, Jurist und Hochschullehrer
- 1953, 3. Januar, Hans A. Kretzschmar, † 12. Januar 2014, Mediziner und Prionenforscher
- 1953, 21. Januar, Wilhelm Bierofka, Fußballspieler und -trainer
- 1953, 1. Februar, Christian Geistdörfer, Motorsportler
- 1953, 7. Februar, Thomas Merk, Schriftsteller und literarischer Übersetzer
- 1953, 21. Februar, Hansjörg Haber, Diplomat, Botschafter der Bundesrepublik Deutschland
- 1953, 1. März, Kai Budde, Kunsthistoriker, Technikhistoriker und Kurator
- 1953, 27. März, Gerda Steiner, Tochter von Peter Steiner, Leiterin des Theaterstadls
- 1953, 19. Mai, Ulrich Blum, Ökonom und Hochschullehrer
- 1953, 25. Mai, Frederic Meisner, Fernsehmoderator, Schauspieler und Model
- 1953, 4. Juli, Rainer Schönhammer, Psychologe
- 1953, 22. Juli, Gabriele Oettingen, eigentlich Gabriele Prinzessin zu Oettingen-Oettingen und Oettingen-Spielberg, Psychologin, Hochschullehrerin
- 1953, 30. September, Brigitte Riebe, Schriftstellerin
- 1953, 4. November, Anselm Bilgri, früherer Prior im Kloster Andechs, jetzt Unternehmensberater
- 1953, 17. November, Hans Dieter Huber, Kunstwissenschaftler, Künstler, Hochschullehrer und Autor
- 1953, 21. Dezember, Hans-Jürgen von Bose, Komponist (Oper Die Leiden des jungen Werther)
- 1953, 26. Dezember, Sepp Dürr, † 26. Januar 2023, Biobauer, Politiker und MdL
- 1953, Bernhard Scheuble, Physiker und Manager
- 1954, 17. Januar, Josef Maximilian Schmidt, Mediziner, Medizinhistoriker, Philosoph
- 1954, 10. Februar, Peter Ramsauer, Politiker (CSU), seit 1990 Mitglied des Deutschen Bundestages, von 2009 bis 2013 Bundesverkehrsminister
- 1954, 1. März, Monika Pflug, Eisschnellläuferin und Olympiasiegerin
- 1954, 15. März, Gottfried Langenstein, Rundfunkmanager, Direktor Europäische Satellitenprogramme des ZDF
- 1954, 20. März, Ali Khan, Musiker und Talkmaster
- 1954, 26. März, Jutta Speidel, Film- und Fernsehschauspielerin
- 1954, 24. Mai, Rainald Maria Goetz, Schriftsteller
- 1954, 11. Juli, Robert Giggenbach, Theaterregisseur, Theater-, Film- und Fernsehschauspieler
- 1954, 30. Juli, Michael Wolf, † 24. April 2019 in Hongkong, deutsch-amerikanischer Fotograf und Fotoreporter
- 1954, 8. August, Ottmar Holdenrieder, Forstwissenschaftler, Mykologe und Ökologe
- 1954, 22. September, Eva Leitzke-Ungerer, Romanistin
- 1954, 11. Oktober, Sascha Hehn, Schauspieler
- 1954, 16. Oktober, Rudolf Gröger, Manager und Hochschulpräsident
- 1954, 20. Oktober, Günter Müller, Improvisationsmusiker
- 1954, 27. Oktober, Wookie Mayer, geboren als Dagmar Mayer, Diplom-Psychologin und Schauspielerin
- 1954, 1. November, Klaus Ernst, Politiker, (BSW, zuvor Die Linke, WASG) seit 2005 Mitglied des Deutschen Bundestags
- 1954, 13. November, Anne Franke, Politikerin (Bündnis 90/Die Grünen), von 2010 bis 2013 und von 2018 bis 2023 Mitglied des Bayerischen Landtags
- 1954, 28. November, Julian Nida-Rümelin, Philosoph, Kulturreferent der Stadt München und Staatssekretär a. D.
- 1954, 3. Dezember, Johanna Stachel, Kern- und Teilchenphysikerin
- 1954, Joachim Fuchs-Charrier, Schlagzeuger
- 1954, Albrecht von Müller, Philosoph und Unternehmer
- 1954, Axel Oestreich, Architekt und Hochschullehrer
- 1954, Christiane Schlötzer, Journalistin und Autor
- 1955, 6. Januar, Karin Kusterer, Ethnologin und Schriftstellerin
- 1955, 4. Februar, Michael Müller-Karpe, Vorderasiatischer Archäologe
- 1955, 15. Januar, Helmut Horn, Motorjournalist und Fachautor
- 1955, 3. März, Andreas Schulz, Rallyebeifahrer
- 1955, 11. März, Werner Wolf, Anglist und Hochschullehrer
- 1955, 22. April, Hannelore Fischer, Journalistin und Fernsehmoderatorin
- 1955, 9. Juni, Ingrid Santer, Kunstturnerin
- 1955, 13. Juli, Christian Tramitz, Schauspieler, Komiker, Synchronsprecher und Autor
- 1955, 26. Juli, Stefan Sixt, Kulturmanager und Publizist
- 1955, 31. Juli, Eberhard Winkler, Finnougrist und Hochschullehrer
- 1955, 2. August, Thomas Becker, † 31. August 2014 in Rethymno/Kreta, Germanist und Hochschullehrer
- 1955, 8. September, Jörg Widmoser, Musiker (Jazzvioline)
- 1955, 7. Oktober, Andreas Lebert, Journalist, Autor und Dozent
- 1955, 3. November, Eisi Gulp, eigentlich Werner Eisenrieder, Schauspieler, Kabarettist, Fernsehmoderator
- 1955, 2. Dezember, Angelika Koller, Journalistin
- 1955, 13. Dezember, Klaus Remkes, Politiker (BIW)
- 1955, 31. Dezember, Gerhard Acktun, Schauspieler und Synchronsprecher
- 1955, Sunk Pöschl, Jazz- und Improvisationsmusiker
- 1956, 11. Januar, Karsten Schneider, Konteradmiral der Deutschen Marine und Präsident des Deutschen Maritimen Instituts
- 1956, 20. Januar, Inez Günther, Schauspielerin und Synchronsprecherin
- 1956, 23. Februar, Willi Ernst Seitz, Objektkünstler
- 1956, 11. März, Ulrich Hohoff, Germanist und Bibliothekar
- 1956, 16. März, Martin Umbach, Schauspieler, Synchronsprecher und Autor
- 1956, 3. April, Alexander Muthmann, Politiker (FDP), von 2008 bis 2023 Mitglied des Bayerischen Landtages
- 1956, 19. April, Daniel Krochmalnik, Professor für Jüdische Religion und Philosophie
- 1956, 21. April, Jürgen Blum, Vielseitigkeitsreiter
- 1956, 28. April, Martin Zeil, Politiker (FDP), von 2008 bis 2013 Bayerischer Staatsminister für Wirtschaft, Infrastruktur, Verkehr und Technologie und Mitglied des Bayerischen Landtages
- 1956, 29. April, Albert Hien, Künstler und Hochschulprofessor
- 1956, 20. Mai, Renate Langer, Schauspielerin und Fotomodell
- 1956, 5. Juli, Peter Oberndorfer, Autorennfahrer
- 1956, 26. Juli, Johanna Haberer, geborene Rückert, evangelische Theologin und Journalistin, Hochschullehrerin
- 1956, 30. Juli, Bernd Regenauer, Kabarettist und Autor
- 1956, 24. August, Nina Ruge, Fernsehmoderatorin, Buchautorin und Journalistin
- 1956, 12. September, Peter König, Rechtswissenschaftler und Richter am Bundesgerichtshof
- 1956, 21. September, Joachim Herrmann, Politiker (CSU), MdL, Fraktionsvorsitzender
- 1956, 28. September, Peter Caninenberg, Hockeyspieler
- 1956, 20. Oktober, Jacques Breuer, † 5. September 2024 in München, österreichischer Filmschauspieler, Synchronsprecher und Filmregisseur
- 1956, 19. November, Claus-Michael Ort, Literaturwissenschaftler
- 1956, 25. November, Walter Johannes Lindner, Jurist, Musiker und Diplomat, Botschafter der Bundesrepublik Deutschland
- 1956, 3. Dezember, Charles M. Huber, Schauspieler, Autor und Politiker
- 1956, 5. Dezember, Bettina Gaus, † 27. Oktober 2021 in Berlin, Journalistin und politische Korrespondentin der taz
- 1956, 27. Dezember, Rabe Perplexum, † 15. Juli 1996 in München, Malerin und Multimedia-Performance-Künstlerin
- 1956, Jo Angerer, Fernsehjournalist und Korrespondent
- 1956, Angela Böhm, Journalistin
- 1956, Susanne Doll, Organistin
- 1956, Hubert Dorn, Lehrer und Politiker, Vorsitzender der Bayernpartei (BP)
- 1956, Lukas Duwenhögger, Maler
- 1956, Maria Graf, Harfenistin
- 1956, Martin Hofmann, Filmproduzent
- 1956 Ulrich Hohoff, Germanist und Bibliothekar
- 1956, Werner Maier, Maler und Grafiker
- 1956, Christian Tobin, bildender Künstler, Erfinder der kinetischen Steinskulptur
- 1957, 6. Januar, Richard Chaim Schneider, Journalist, Autor und Dokumentarfilmer, Leiter der ARD-Studios in Tel Aviv und in Rom
- 1957, 6. Februar, Gerhard Kruip, römisch-katholischer Theologe und Hochschullehrer
- 1957, 8. März, Wolfgang Zwickel, evangelischer Theologe und Hochschullehrer
- 1957, 2. April, Michael Stolberg, Medizinhistoriker
- 1957, 7. April, Andrea L’Arronge, Schauspielerin
- 1957, 13. April, Joachim Unterländer, Politiker (CSU), von 1994 bis 2018 Mitglied des Bayerischen Landtags
- 1957, 17. April, Christoph Deumling, Journalist, Radio- und Fernsehmoderator
- 1957, 19. April, Barbara von Ow-Freytag, Journalistin und Politologin
- 1957, 20. April, Alfred Ziffer, † 19. Oktober 2017 in München, Kunsthistoriker, Kurator
- 1957, 7. Mai, Ramona Leiß, Moderatorin
- 1957, 8. Mai, Hans Christian Meiser, Journalist, Moderator, Übersetzer und Publizist
- 1957, 16. Mai, Alfred Hübler, † 27. Januar 2018 in Urbana (Illinois), Physiker
- 1957, 18. Mai, Sascha Zeus, Radiomoderator und Comedian
- 1957, 25. Mai, Olivia Pascal, eigentlich Olivia Gerlitzki, Film- und Fernsehschauspielerin
- 1957, 14. Juni, Heike Schaefer, Bildhauerin
- 1957, 1. August, Eva Moser, Historikerin und Archivleiterin
- 1957, 5. August, Thomas Fuchsberger, † 14. Oktober 2010 in Kulmbach, Schlagersänger, Komponist, Regisseur, Fotograf und Autor
- 1957, 26. September, Albrecht Berger, Byzantinist und Hochschullehrer
- 1957, 26. September, Beatrix Philipp, Kugelstoßerin und Fünfkämpferin
- 1957, 11. Oktober, Martin Wimmer, Motorradrennfahrer
- 1957, 19. Oktober, Thomas Buchheim, Philosoph
- 1957, 4. November, Andreas Müller-Karpe, Prähistoriker, Archäologe und Hochschullehrer
- 1957, 12. November, Winfried Denk, Physiker und Leibniz-Preisträger
- 1957, 30. November, Alexander Held, Schauspieler
- 1957, 16. Dezember, Felix Heidinger, † 15. April 2019 in München, Biologe, Tierfilmer und Fernsehmoderator
- 1957, 31. Dezember, Heinz-Josef Braun, Schauspieler, Kabarettist, Musiker (ehemaliger Bassist von „Haindling“)
- 1957, Susanna Kraus, Schauspielerin und Künstlerin
- 1957, Martine Nida-Rümelin, Philosophin
- 1957, Manfred Schneider, Plastiker und Maler
- 1957, Juliane Wetzel, Historikerin
- 1958, 10. Januar, Georg Brun, Jurist und Schriftsteller
- 1958, 30. Januar, Karl-Friedrich Lenz, Jurist, Hochschullehrer und Fachautor
- 1958, 2. Februar, Michael Käfer, Gastronom, Unternehmer Feinkost Käfer
- 1958, 1. März, Katerina Jacob, Schauspielerin
- 1958, 2. März, Michael Hirsch, † 6. Februar 2017 in Berlin, Komponist und Schauspieler
- 1958, 10. März, Hubert Emmerig, Numismatiker
- 1958, 20. März, Klaus Josef Lutz, Unternehmer, Vorstandsvorsitzender der BayWa AG
- 1958, 28. März, Manfred Heinrich, Rechtswissenschaftler und Hochschullehrer
- 1958, 23. April, Gerhard Vilsmeier, Journalist und Kommunikationswissenschaftler
- 1958, 14. Mai, Valerie Springer, österreichische Schriftstellerin
- 1958, 17. Mai, Thomas Vogl, Radiologe und Hochschullehrer
- 1958, 4. Juni, Andreas Giebel, Kabarettist und Schauspieler
- 1958, 9. Juli, Robert Lang, Künstler
- 1958, 9. September, Beate Kittsteiner, Jazzmusikerin
- 1958, 29. September, Thomas Fuchs, Psychiater, Hochschullehrer und Philosoph
- 1958, 8. Oktober, Ute Willing, Schauspielerin
- 1958, 19. Oktober, Alexander Held, Schauspieler
- 1958, 21. Oktober, Udo Wachtveitl, Schauspieler
- 1958, 13. November, Michael Fitz, Schauspieler
- 1958, 28. November, Stefan Blum, Müller, Bäcker und Jurist, Betreiber der Hofbräuhaus-Kunstmühle
- 1958, 21. Dezember, Christian Wolf, Rechtswissenschaftler, Hochschullehrer
- 1958, Werner Aldinger, Musiker und Musikproduzent
- 1958, Martin Schreiner, Religionspädagoge
- 1958, Florian Wenz, Künstler, Installationen und Webprojekte
- 1959, 1. Januar, Monika Bernett, Althistorikerin
- 1959, 21. Januar, Peter Michael Huber, Jurist, Richter des Bundesverfassungsgerichtes, Politiker, Innenminister des Freistaates Thüringen
- 1959, 11. Februar, Jun Märkl, Dirigent, Generalmusikdirektor
- 1959, 27. Februar, Wolfgang Lanzenberger, deutscher Regisseur, Kameramann und Autor
- 1959, 9. März, Ulli Kaden, Amateurboxer im Superschwergewicht
- 1959, 15. März, Monika Fröschl, † 8. März 2018, Medizinerin und Hochschullehrerin
- 1959, 8. April, Michael Sendtner, Neuro- und Zellbiologe
- 1959, 20. April, Hermann Reichenspurner, Mediziner, Herzchirurgie und Klinikdirektor
- 1959, 2. Mai, Stefan König, Autor
- 1959, 24. Mai, Max Strauß, Jurist
- 1959, 5. Juli, Stefan Langer, Jurist, Richter am Bundesverwaltungsgericht
- 1959, 7. Juli, Ulrich Meier-Tesch, Diplomat, Botschafter in Guinea
- 1959, 3. August, Stefan Oberndorfer, Unternehmer und Autorennfahrer
- 1959, 30. August, Stephan Braun, Politiker (SPD), von 1996 bis 2011 Abgeordneter im Landtag von Baden-Württemberg
- 1959, 30. September, Gabriele Müller, Kommunalpolitikerin (SPD), von 2014 bis 2020 Bürgermeisterin der Gemeinde Haar im Landkreis München
- 1959, 9. Oktober, Rudolf Voderholzer, Bischof von Regensburg
- 1959, 23. Oktober, Karin Haslinger, Malerin
- 1959, 18. November, Ulrich Noethen, Schauspieler
- 1959, 26. November, Andy Lutter, Musiker und Komponist
- 1959, 30. November, Sylvia Hanika, Tennisspielerin
- 1959, 10. Dezember, Andreas Meck, † 20. August 2019, Architekt und Hochschullehrer
- 1959, 19. Dezember, Thomas Schmid, Kirchenmusiker und Komponist
- 1959, Alexander Dill, Soziologe und Autor
- 1959, Michael Eberth, Cembalist und Musikpädagoge
- 1959, Alfred Hackensberger, Journalist und Autor
- 1959, Bernhard Hofmann, Musikwissenschaftler und Hochschullehrer
- 1959, Tillmann Kaltwasser, † Juni 1998 in München, Architekt
- 1959, Otto Neudeck, Germanist
- 1959, Abi von Reininghaus, Gitarrist und Publizist
- 1959, Werner Wirth, Kommunikationswissenschaftler und Hochschullehrer
- 1960, 5. Februar, Heiner Link, † 30. Mai 2002 in München, Schriftsteller
- 1960, 10. Februar, Peter Dürr, Skirennläufer
- 1960, 18. Februar, Christof von Haniel, Mitglied der Schürzenjäger und Studiomusiker
- 1960, 5. März, Florian Gebhard, Orthopäde, Unfallchirurg, Hochschullehrer und Präsident der Deutschen Gesellschaft für Unfallchirurgie
- 1960, 16. März, Christiane Leuchtmann, Schauspielerin
- 1960, 23. März, Andreas Ammer, Schriftsteller, Fernsehproduzent und Hörspielmacher
- 1960, 20. April, Andreas Prittwitz, klassischer und Fusionmusiker
- 1960, 29. April, Bernhard Setzwein, Schriftsteller
- 1960, 16. Mai, Christian Barth, Jurist, Amtschef eines Bayerischen Staatsministeriums
- 1960, 5. Juni, Peter Steiner junior, Schauspieler
- 1960, 7. Juni, Steffen Seibert, Journalist, ehem. Regierungssprecher der Bundesregierung und Diplomat
- 1960, 7. Juli, Bernhard Schwab, Ministerialbeamter, Amtschef im Bayerischen Staatsministerium für Wirtschaft, Energie und Technologie
- 1960, 22. September, Peter L. Münch-Heubner, Politikwissenschaftler und Publizist
- 1960, 27. September, Patrick Lindner, Sänger (Sag hast du heute schon gelebt; Die kloane Tür zum Paradies)
- 1960, 27. September Monika Mai, Politikerin (SPD), von 2005 bis 2010 Mitglied Landtags von Nordrhein-Westfalen
- 1960, 27. September, Manfred Nerlinger, Gewichtheber, heute Trainer und Unternehmer
- 1960, 7. Oktober, Rainer Maria Schießler, römisch-katholischer Pfarrer
- 1960, 13. Oktober, Thomas Käfer, Juwelier und Pfandleiher
- 1960, 5. November, Christof Lang, Fernsehjournalist und Moderator
- 1960, 11. November, Manuela Better, Bankmanagerin, Vorstandsvorsitzende der Hypo Real Estate Holding
- 1960, 20. November, Bettina Kreuzer, Klassische Archäologin
- 1960, 26. November, Petra Born, Eistänzerin
- 1960, 7. Dezember, Robert Amper, Schauspieler, Regisseur, Autor und Synchronsprecher
- 1960, 7. Dezember, Holger Christian Gotha, Schauspieler, Regisseur und Drehbuchautor
- 1960, 13. Dezember, Patrick Cox, Sänger und Schlagzeuger
- 1960, 18. Dezember, Christian Heyne, Filmkomponist
- 1960, 23. Dezember, Susanne Riermeier, Skilangläuferin und Laufsportlerin
- 1960, Reinhard Falter, Historiker und Naturphilosoph
- 1960, Robert Fischer, Schriftsteller
- 1960, Thomas Müller-Gronbach, Mathematiker

#### 1961 bis 1970
- 1961, 1. Januar, Albin Killat, Wasserspringer
- 1961, 24. Januar, Christa Kinshofer, Skirennläuferin
- 1961, 26. Januar, Julia Kent, Schauspielerin
- 1961, 27. Januar, Gerry Hungbauer, Schauspieler
- 1961, 31. Januar, Sabine Sonnentag, Psychologin und Hochschullehrerin
- 1961, 1. Februar, Stephan Lebert, Journalist und Autor
- 1961, 12. Februar, Matthias Jena, † 29. Juni 2021 in München, Gewerkschaftsfunktionär
- 1961, 2. März, Christine Strobl, Politikerin, Bürgermeisterin in München
- 1961, 24. März, Jörg Schneider, Filmregisseur und Kameramann
- 1961, 3. April, Bastienne Schmidt, Fotografin
- 1961, 9. April, Rupert Gebhard, Archäologe und Hochschullehrer
- 1961, 29. April, Michael Roll, Schauspieler
- 1961, 5. Mai, Franz Georg Strauß, Medienunternehmer
- 1961, 5. Mai, Andreas Wittmann, Oboist
- 1961, 17. Mai, Ulrich Voderholzer, Psychiater und Buchautor
- 1961, 25. Mai, Andrea Eisenhut, Sportkletterin und Sportwissenschaftlerin
- 1961, 16. Juni, Anton G. Leitner, Schriftsteller und Verleger
- 1961, 16. Juni, Ludwig Spaenle, Politiker (CSU), von 1994 bis 2018 und von 2020 bis 2023 Mitglied des Bayerischen Landtags, von 2008 bis 2018 Bayerischer Staatsminister für Unterricht und Kultus
- 1961, 21. Juni, Simone Brahmann, Schauspielerin und Synchronsprecherin
- 1961, 26. Juni, Peter von Haller, Kameramann
- 1961, 9. Juli, Martin Halm, Schauspieler und Synchronsprecher
- 1961, 21. Juli, Walter Metzner, Physiker
- 1961, 29. August, Philipp Moog, Schauspieler
- 1961, 6. September, Willy Astor, Sänger, Kabarettist, Komponist, Texter, Gitarrist, Autor
- 1961, 8. September, Andreas Feldtkeller, Theologe
- 1961, 14. September, Martina Gedeck, Schauspielerin
- 1961, 15. September, Rainer Czichon, vorderasiatischer Archäologe
- 1961, 2. Oktober, Clemens Brocker, Künstler
- 1961, 9. November, Sandra Kreisler, Schauspielerin, Chansonnette, Autorin
- 1961, 20. Dezember, Manfred Heim, römisch-katholischer Theologe, Kirchenhistoriker und Hochschullehrer
- 1961, Andrea Böhm, Journalistin
- 1962, 22. Januar, Christian Willisohn, Blues-Pianist und Sänger
- 1962, 26. März, Uwe Blab, NBA-Basketballprofi
- 1962, 7. April, Stefan Schneider, Radiomoderator und Stadionsprecher
- 1962, 8. Mai, Florian Ritter, Politiker, von 2003 bis 2023 Mitglied des Bayerischen Landtags
- 1962, 12. Mai, Christoph Lill, Orthopäde und Hochschullehrer
- 1962, 2. Juni, Joseph Hannesschläger, † 20. Januar 2020 in München, Kabarettist und Schauspieler
- 1962, 10. Juni, Thomas Amper, Komponist, Musikarrangeur, -produzent, Sänger, Synchronsprecher und Unternehmer
- 1962, 18. Juni, Jan Schmidt-Garre, Regisseur und Produzent
- 1962, 22. Juni, Gerald Hillringhaus, Fußballtorwart
- 1962, 24. Juni, Christine Neubauer, Film- und Fernsehschauspielerin
- 1962, 19. Juli, Christian Alexander Koch, Schauspieler
- 1962, 20. Juli, Bettina Kudla, Politikerin (CDU), von 2009 bis 2017 Mitglied des Deutschen Bundestages
- 1962, 2. August, Walter Schuster, Schauspieler
- 1962, 9. August, Rainer Beeck, Fußballfunktionär
- 1962, 15. August, Marie Luise von Halem, Politikerin (Bündnis 90/Die Grünen), MdL Brandenburg
- 1962, 8. September, Barbara Wolf, Diplomatin
- 1962, 10. September, Judith Milberg, Kunsthistorikerin und Fernsehmoderatorin
- 1962, 9. Oktober, Helmut Hilz, Bibliothekar
- 1962, 14. Oktober, Michael Althen, † 12. Mai 2011 in Berlin, Filmkritiker
- 1962, 23. Oktober, Ralf Sartori, Autor, Herausgeber, Photograph, Tangolehrer und -choreograph
- 1962, 27. November, Peter Weiß, Schauspieler, Sprecher und Sprecherzieher
- 1962, 5. Dezember, Marion Kracht, Schauspielerin
- 1962, 6. November, Georg Uecker, Schauspieler und Autor
- 1962, 30. November, Oliver Lentz, Schauspieler, Aufnahme-, Produktions- und Herstellungsleiter
- 1962, 15. Dezember, Wolfgang Waldmüller, Landtagsabgeordneter von Mecklenburg-Vorpommern (CDU)
- 1962, Christian Ammer, Forstwissenschaftler und Hochschullehrer
- 1962, Sebastian Bernsdorff, Journalist, Sportkommentator
- 1962, Stefan Brodbeck, Designer
- 1962, Franziska Dunkel, Historikerin
- 1962, Stefan Grasse, Konzertgitarrist, Komponist und Musikproduzent
- 1962, Helmut Kuhn, Journalist und Autor
- 1962, Gerald Linti, Chemiker und Hochschullehrer
- 1962, Christoph Metzger, Musik- und Kunstwissenschaftler, Hochschullehrer
- 1962, Franziska Meyer Price, Film- und Fernsehregisseurin
- 1962, Regina Möller, Künstlerin, Herausgeberin Zeitschrift regina, Gründerin Kunstlabel embodiment
- 1962, Lisa Niederreiter, Kunsttherapeutin, Künstlerin und Hochschullehrerin
- 1962, Nana Petzet, Konzeptkünstlerin
- 1962, Susanne Schüssler, Verlegerin
- 1962, Katrin Stoll, Kunsthändlerin und -auktionatorin
- 1962, Christiane Zimmermann, evangelische Theologin
- 1963, 8. Januar, Ernst Ströer, Musiker, Arrangeur, Komponist, Musikproduzent und Projektentwickler
- 1963, 11. Januar, Gabi Altweck, Radrennfahrerin
- 1963, 14. Januar, Christofer von Beau, Schauspieler
- 1963, 17. Januar, Jürgen Schmidhuber, Informatiker
- 1963, 13. Februar, Iris Knobloch, deutsche Managerin und Präsidentin des Filmfestivals von Cannes
- 1963, 18. Februar, Angelika Niebler, Politikerin (CSU)
- 1963, 3. März, Isabel Nasrin Abedi, Kinderbuchautorin
- 1963, 4. März, Michael Stal, Informatiker
- 1963, 28. März, Cornelia Scheel, Autorin
- 1963, 5. April, Matthias Baumann, Vielseitigkeitsreiter
- 1963, 7. April, Otto Thomas Steiner, Fernsehproduzent und Sportfunktionär
- 1963, 14. April, Wolfgang Kellner, Fußballtorwart und -trainer
- 1963, 5. Mai, Claus Reichstaller, Trompeter, Fachbereichsleiter Jazz am Richard-Strauss-Konservatorium
- 1963, 19. Mai, Günter Ziegler, Mathematiker und Wissenschaftsmanager
- 1963, 9. Juni, Wolfgang Maria Bauer, Schauspieler, Autor und Regisseur
- 1963, 19. Juni, Thomas Lang-von Wins, † 3. September 2012, Psychologe und Hochschullehrer
- 1963, 2. Juli, Christoph Bachmann, Historiker und Archivar
- 1963, 7. Juli, Michael Sailer, Autor und Musiker
- 1963, 11. Juli, Thomas Huber, Schauspieler und Übersetzer
- 1963, 19. Juli, Ernst Weidenbusch, Politiker (CSU), MdL
- 1963, 5. August Georg M. Oswald, Schriftsteller
- 1963, 6. August, Sylvia Stolz, ehemalige Rechtsanwältin und Holocaustleugnerin
- 1963, 17. August, Christian Ehler, Manager und Politiker (CDU), Abgeordneter im Europäischen Parlament
- 1963, 17. August, Michael Korb, Fußballspieler
- 1963, 6. September, Michael Hofstetter, Dirigent
- 1963, 19. September, Johannes Hano, Journalist und Korrespondent
- 1963, 30. September, Andrea Marlen Esser, Philosophin und Hochschullehrerin
- 1963, 3. Oktober, Anselm Weber, Theater-, Opernregisseur und Intendant
- 1963, 7. Oktober, Wolfgang Marzin, Manager
- 1963, 26. November, Karim El-Gawhary, Leiter des Nahostbüros des ORF in Kairo
- 1963, 4. Dezember, Matthias Hermann, Balletttänzer, Fotograf und Hochschullehrer
- 1963, 24. Dezember, Christina Fuchs, Jazzmusikerin, Komponistin und Bandleaderin
- 1963, 25. Dezember, Michael Süß, Industriemanager
- 1963, Andy Hope 1930, bürgerlich Andreas Hofer, Maler, Bildhauer, Installationskünstler
- 1963, Jan Birck, Illustrator, Trickfilmkünstler und Cartoonist
- 1963, Wolfgang Brune, Architekt
- 1963, Stefan Kagl, Kirchenmusiker, Konzertorganist
- 1963, Philipp Lachenmann, Konzeptkünstler und Kunsthistoriker
- 1963, Nadine Petersen, Autorin
- 1963, Martin Schmidt, Bildhauer und Objektkünstler
- 1963, Johanna Varner, Musikerin und Musikverlegerin
- 1963, Thomas Wittmann, Schauspieler und Sprecher
- 1964, 3. Januar, Florian Halm, Schauspieler und Synchronsprecher
- 1964, 3. Februar, Nadine Wittig, Kostümbildnerin
- 1964, 26. April, Heinz Wolf, Journalist und Fernsehmoderator
- 1964, 28. April, Reinhard Nowak, österreichischer Kabarettist
- 1964, 11. Mai, Veronika Rampold, Medizinerin, Sachbuchautorin und Publizistin
- 1964, 12. Mai, Ferdinand von Schirach, Strafverteidiger und Schriftsteller
- 1964, 20. Mai, Benno Reinhard, Jazzmusiker
- 1964, 22. Mai, Britta Bayer, Schauspielerin
- 1964, 7. Juni, Alex Dorow, Nachrichtenmoderator und Politiker (CSU)
- 1964, 8. Juni, Rob Pilatus, † 3. April 1998 in Friedrichsdorf, Tänzer und Sänger (Mitglied von Milli Vanilli)
- 1964, 26. Juni, Christopher Roth, Filmregisseur, Künstler und Fernsehproduzent
- 1964, 1. Juli, Ludwig Seuss, Pianist, Organist und Akkordeonist
- 1964, 21. Juli, Werner Güra, Opernsänger
- 1964, 23. Juli, Nick Menza, † 21. Mai 2016 in Los Angeles, Schlagzeuger (ehemals bei Megadeth)
- 1964, 27. Juli, Yvonne Seifert, Freestyle-Skierin
- 1964, 8. September, Elena Alvarez Lutz, Filmregisseurin, Drehbuchautorin, Moderatorin und Synchronsprecherin
- 1964, 14. September, Stefan Kirschner, Wissenschaftshistoriker und Hochschullehrer
- 1964, 20. Oktober, Wolfgang Wiehle, Informatiker und Politiker (AfD)
- 1964, 14. November, Joachim von Puttkamer, Historiker
- 1964, 17. November, Elmar Tannert, Schriftsteller
- 1964, 28. November: Barbara Fruth, Ökologin und Evolutionsanthropologin
- 1964, 6. Dezember, Burkhard Körner, Jurist, Präsident des Bayerischen Landesamtes für Verfassungsschutz
- 1964, 25. Dezember, Tanja Scheer, Althistorikerin, Hochschullehrerin
- 1964, 31. Dezember, Christian Springer, Kabarettist und Autor
- 1964, Johannes Kiefer, Regisseur und Drehbuchautor
- 1964, Stefan Meining, Historiker, Autor, Journalist und Fernsehredakteur
- 1964, Michael Seyfried, Schauspieler und Drehbuchautor
- 1965, 12. Januar, Marina Kiehl, Skirennläuferin
- 1965, 15. Januar, Andrea Wolf, † 23. Oktober 1998 bei Çatak, linksradikale Aktivistin
- 1965, 15. Februar, Hannes Stein, deutsch-US-amerikanischer Journalist, Blogger und Autor
- 1965, 8. März, Scarlet Cavadenti, Schauspielerin und Synchronsprecherin
- 1965, 15. März, Philipp Zitzlsperger, Kunsthistoriker
- 1965, 22. März, Norbert Kron, Schriftsteller, Journalist und Filmemacher
- 1965, 26. März, Sven Lager, † 19. April 2021 in Berlin, Autor
- 1965, 29. März, Lara Wendel, Schauspielerin, Fotomodell
- 1965, 10. April, Thomas Grosser, † 12. Februar 2008 in Unterhaching, Fußballspieler
- 1965, 11. April, Wolfgang Kahl, Rechtswissenschaftler und Hochschullehrer
- 1965, 27. April, Michael Hecht, Fußballspieler
- 1965, 3. Juni, Thomas Ohrner, Schauspieler, Moderator
- 1965, 20. Juni, Mathias Engl, Jazzmusiker und Physiker
- 1965, 16. Juli, Marco Sonnleitner, Pädagoge und Schriftsteller
- 1965, 31. Juli, Helmut Grubmüller, Biophysiker
- 1965, 9. August, Bernhard Ullrich, Jazz- und Unterhaltungsmusiker
- 1965, 17. August, Felix Weber, auch bekannt als Schlockmaster, Comiczeichner, Maler und Musiker
- 1965, 21. August, Rainer Berg, Fußballtorwart und -trainer
- 1965, 30. September, Christoph Staude, Komponist
- 1965, 5. Oktober, Stefan Klein, Physiker, Wissenschaftsjournalist und Sachbuchautor
- 1965, 18. Dezember, Andreas Otto Weber, Historiker
- 1965, 23. Dezember, Rupert Voß, Sozialunternehmer
- 1965, 27. Dezember, Valerie Weber, Rundfunkjournalistin und -managerin, Hörfunkdirektorin des WDR
- 1965, 29. Dezember, Christian Senkel, evangelischer Theologe
- 1965, 30. Dezember, Tima die Göttliche, Schauspieler, Sänger, Allroundkünstler, Tunte
- 1965, Mauretta Heinzelmann, Musikerin und Journalistin
- 1965, Natascha Nüssler, Wissenschaftlerin und Viszeralchirurgin
- 1965, Edith Raim, † 1. Juli 2025 in Landsberg am Lech, Historikerin
- 1965, Julian Rosefeldt, Filmkünstler
- 1965, Ulrike Schäfer, Schriftstellerin
- 1965, Markus Schmitt, Komponist und Hochschullehrer
- 1965, Andreas Strobl, Kunsthistoriker und Fachautor
- 1965, Arwed Vogel, Schriftsteller, Dozent und Kulturfunktionär
- 1965, Angie Westhoff, Kinder- und Jugendbuchautorin
- 1966, 6. Januar, Christian K. Schaeffer, Schauspieler
- 1966, 15. Januar, Annette Neuffer, Jazzmusikerin
- 1966, 22. Januar, Christine Stichler, Synchronsprecherin und Schauspielerin
- 1966, 25. Februar, Josef Johannes Schmid, Historiker, Hochschullehrer
- 1966, 9. März, Cordula Kropp, Soziologin und Hochschullehrerin
- 1966, 9. März, Wilhelm Wolf, Richter
- 1966, 2. April, Andreas Erich Müller, Byzantinist und Hochschullehrer
- 1966, 16. Mai, Robinson Reichel, Schauspieler und Synchronsprecher
- 1966, 19. Mai, Felix Otto, Mathematiker
- 1966, 24. Mai, Manfred Bender, Fußballspieler
- 1966, 27. Mai, Carol Campbell, deutsch-US-amerikanische Schauspielerin und Moderatorin
- 1966, 31. Mai, Thomas Kastenmaier, Fußballspieler
- 1966, 10. Juni, Sybille Steinbacher, Historikerin und Hochschullehrerin
- 1966, 30. Juni, Marie-Theres Relin, Schauspielerin
- 1966, 18. Juli, Christian Moser, † 13. August 2013 in München, Autor, Illustrator und Comiczeichner
- 1966, 26. Juli, Pascal Breuer, Schauspieler, Synchron- und Hörbuchsprecher
- 1966, 7. August, Corbinian Böhm, Bildhauer
- 1966. 10. August, Oliver Schündler, Film- und Fernsehproduzent
- 1966, 12. August, Stefan Fassbinder, Oberbürgermeister der Hansestadt Greifswald
- 1966, 21. August, Maximilian Krückl, † 22. Juni 2019, Schauspieler, Drehbuchautor und Kabarettist
- 1966, 11. September, Andreas Zimmermann, Schauspieler
- 1966, 13. September, Maria Furtwängler, Schauspielerin und Ärztin
- 1966, 14. September, Christian Wolff, Medieninformatiker
- 1966, 29. September, Christine Wunnicke, Schriftstellerin und Übersetzerin
- 1966, 10. Oktober, Peter Jerry Appelt, Lichtdesigner für Events, TV-Shows und Konzertveranstaltungen
- 1966, 14. Dezember, Susanne Rohrer, Hörfunkmoderatorin
- 1966, Alice Agneskirchner, Drehbuchautorin und Regisseurin
- 1966, Bernhard Banas, Biochemiker, Internist und Nephrologe
- 1966, Alexander Berner, Filmeditor
- 1966, Anna von Griesheim, Modedesignerin
- 1966, Michael Heinrich, Designer, Bühnen- und Kostümbildner sowie Hochschullehrer
- 1966, Marion Niederländer, Schauspielerin
- 1966, Nina Ort, Germanistin
- 1966, Sabine Rinberger, Historikerin, Direktorin des Valentin-Karlstadt-Musäums
- 1966, Frank Strobel, Dirigent
- 1967, 17. Januar, Corinna Binzer, Schauspielerin
- 1967, 18. Januar, Michel Guillaume, Schauspieler und Regisseur
- 1967, 16. Februar, Florian Nagler, Architekt
- 1967, 22. Februar, Herwig Gössl, Erzbischof von Bamberg
- 1967, 3. März, Uli Bayerschmidt, Fußballspieler
- 1967, 3. März, Michael Waltenberger, germanistischer Mediävist
- 1967, 10. März, Ruth Müller, Politikerin (SPD), Mitglied des Bayerischen Landtags
- 1967, 16. März, Angela Wiedl, Sängerin
- 1967, 2. April, Felix van der Steen, niederländischer Fußballspieler
- 1967, 6. April, David Regehr, Maler, Bühnenbildner und Gastronom
- 1967, 14. April, Marcus Hutter, Informatiker
- 1967, 20. Mai, Thomas C. Zinke, Schauspieler
- 1967, 10. Juni, Anouschka Horn, Fernsehmoderatorin und Journalistin
- 1967, 2. August, Julian Weber, Manager, Wissenschaftler, Dozent, Fachautor
- 1967, 16. August, Hanno Bachmann, Politiker (AfD), Mitglied des Abgeordnetenhauses Berlin
- 1967, 26. August, Mischa Hofmann, Filmproduzent
- 1967, 29. August, Antonia Haacke, Synchronsprecherin und Unternehmerin
- 1967, 21. September, Mulo Francel, Musiker
- 1967, 24. September, Max Uthoff, Kabarettist
- 1967, 30. September, Niki Nowotny, Hörspielsprecher
- 1967, 13. Oktober, Bruno Kramm, Musiker, Musikproduzent und Politiker
- 1967, 15. Oktober, Christian Weber, Mediziner und Hochschullehrer
- 1967, 18. Oktober, Marc Ritter, Autor und Internetmanager
- 1967, 27. Oktober, Natascha Kohnen, Politikerin (SPD)
- 1967, 7. November, Thomas Pohl, † im Januar 2023 in Linz, Schauspieler und Theaterregisseur
- 1967, 24. November, Jumbo Schreiner, Moderator
- 1967, 30. November, Albert Ostermaier, Schriftsteller
- 1967, 12. Dezember, Mechthilde Wittmann, Juristin und Politikerin (CSU), Mitglied des Deutschen Bundestages
- 1967, 17. Dezember, Christoph Süß, Kabarettist und Fernsehmoderator
- 1967, 23. Dezember, Christoph Ohler, Rechtswissenschaftler und Hochschullehrer
- 1967, 25. Dezember, Nataly Bleuel, Journalistin und Autorin
- 1967, Michael Borchard, Journalist und Politikwissenschaftler
- 1967, Stefanie Gerhold, Übersetzerin
- 1967, Michael Günther, Mathematiker und Hochschullehrer
- 1967, Anja Pohl, Filmeditorin
- 1967, Ursula Roth, evangelische Theologin, Hochschullehrerin
- 1967, Michael Saur, Schriftsteller
- 1967, Friederike Spiecker, Volkswirtin und Autorin
- 1967, Wolfgang Ullrich, Kunsthistoriker und Kulturwissenschaftler
- 1967, Christian Wittmann, Regisseur, Autor und Schauspieler
- 1968, 1. Januar, Alexander van Dülmen, Filmproduzent
- 1968, 11. Januar, Thomas Kaspar, Journalist, Chefredakteur der Frankfurter Rundschau
- 1968, 15. Januar, Martin Schmitt, Pianist, Sänger, Entertainer, Komponist und Texter
- 1968, 23. Januar, Monika Ehling-Schulz, Mikrobiologin, Agrarwissenschaftlerin, Philosophin und Hochschullehrerin
- 1968, 30. Januar, Oliver Reich, Urologe und Hochschullehrer
- 1968, 8. Februar, Georg Fahrenschon, Politiker (CSU)
- 1968, 22. Februar, Jeri Ryan, eigentlich Jeri Lynn Zimmerman, US-amerikanische Schauspielerin (Star Trek: Raumschiff Voyager)
- 1968, 16. März, Johann Schirmbrand, Karambolagespieler und Dreiband-Weltmeister
- 1968, 16. April, Sandra Maahn, Nachrichtensprecherin und Fernsehmoderatorin in Hamburg
- 1968, 17. April, Marc Wagner, Moderator und TV-Produzent
- 1968, 21. April, Andreas Wagner, Oberbürgermeister der Stadt Wilhelmshaven (CDU)
- 1968, 29. April, Michael Herbig, besser bekannt als Bully Herbig, Komiker, Schauspieler, Autor, Regisseur und Filmproduzent
- 1968, 16. Mai, Michael Koch, Informatiker und Hochschullehrer
- 1968, 17. Mai, Edith Steyer, Jazzmusikerin, Saxophonistin
- 1968, 6. Juni, Melanie Bong, Jazzsängerin
- 1968, 1. Juli, Sascha Gross, Bühnen- und Kostümbildner
- 1968, 20. Juli, Rocco Clein, bürgerlich Stefan Bickerich, † 1. Februar 2004 in Köln, Musikjournalist und Musiker
- 1968, 20. Juli, Markus Huber, Dirigent
- 1968, 19. August, Philipp Schlosser, Schachgroßmeister
- 1968, 2. September, Ulrike Müller, Richterin am Bundesgerichtshof und am Bayerischen Verfassungsgerichtshof
- 1968, 17. September, Harry Blank, Schauspieler
- 1968, 14. Oktober, Max Schmidt, Fernsehmoderator und Schauspieler
- 1968, 15. Oktober, Axel Gering, Archäologe
- 1968, 20. Oktober, Barbara Karuth-Zelle, Managerin, Vorstandsmitglied der Allianz SE
- 1968, 27. November, Veronika Neugebauer, † 11. Oktober 2009 in München, Hörspiel- und Synchronsprecherin und Schauspielerin
- 1968, 1. Dezember, Stephan Beckenbauer, † 31. Juli 2015 in München, Fußballspieler und -trainer
- 1968, 9. Dezember, David von Mayenburg, Rechtswissenschaftler und Hochschullehrer
- 1968, Catharina Fleckenstein, Schauspielerin und Theaterregisseurin
- 1968, Tassilo Forchheimer, Journalist
- 1968, Carl-Philipp Heisenberg, Entwicklungsbiologe
- 1968, Christine Klein, Schauspielerin
- 1968, Patricia Küll, TV-Moderatorin, Redakteurin und Autorin
- 1968, Till Martin, Jazzmusiker
- 1968, Ludwig Ruckdeschel, Organist
- 1968, Lara Juliette Sanders, Drehbuchautorin, Regisseurin und Produzentin
- 1968, Fritz Scheuermann, Schauspieler und Kabarettist
- 1968, Johannes Volkmann, Künstler
- 1968, Ambros Waibel, Schriftsteller
- 1968, Tobias Weger, Historiker und Übersetzer
- 1969,  23. Januar, Florian von Brunn, Politiker (SPD), Abgeordneter im Bayerischen Landtag
- 1969, 28. Januar, Gerrit Grassl, Schauspieler
- 1969, 7. Februar, Michael Kostner, Fußballspieler
- 1969, 7. Februar, Richard Trautmann, Judoka und Olympiamedaillist
- 1969, 11. Februar, Clemens Wergin, Journalist
- 1969, 18. Februar, Jeanette Hain, Schauspielerin
- 1969, 5. März, Sabine Bohlmann, Filmschauspielerin und Synchronsprecherin
- 1969, 11. März, Karsten Stahl, Maschinenbauingenieur und Hochschullehrer
- 1969, 24. März, Elke Hartmann, † 21. Juli 2021, Althistorikerin und Hochschullehrerin
- 1969, 16. April, Bernd Montag, Basketballspieler, Physiker und Manager
- 1969, 30. April, Hubert Haupt, Unternehmer und Automobilrennfahrer
- 1969, 7. Juni, Moses Wolff, Schauspieler, Kabarettist und Musiker
- 1969, 10. Juli, Jonas Kaufmann, Opernsänger
- 1969, 17. Juli, Steffen Görig, Unternehmer und Autorennfahrer
- 1969, 6. August, Georg Diez, Publizist, Journalist, Kolumnist und Autor
- 1969, 27. August, Silke Heise, Schauspielerin
- 1969, 28. August, Philipp Brammer, † 28. Juli 2014 bei Ramsau, Schauspieler und Synchronsprecher
- 1969, 3. September, Domenico Sbordone, Fußballspieler
- 1969, 23. September, Silvia Seidel, † 31. Juli 2012 in München, Schauspielerin
- 1969, 27. September, Josef Schmid, Jurist und Politiker (CSU), zweiter Bürgermeister Münchens, Mitglied des Bayerischen Landtages
- 1969, 6. Oktober, Christian Tröger, Schwimmer
- 1969, 14. Oktober, Martin Spanring, Fußballspieler
- 1969, 16. Oktober, Reinhold Daschner, Fußballspieler
- 1969, 6. November, Manou Lubowski, Schauspieler
- 1969, Ina Biber, Grafikdesignerin und Buchillustratorin
- 1969, Martin Emmer, Hochschullehrer für Publizistik und Kommunikationswissenschaften
- 1969 oder 1970, Jörg Flechtner, Unternehmer und Sportfunktionär
- 1969, Heide Solveig Göttner, Schriftstellerin
- 1969, Martin Hirsch, Kunsthistoriker und Numismatiker
- 1969, Carola von Kessel, Journalistin und Kinderbuchautorin
- 1969, Martin Müller, Schauspieler
- 1970, 7. Januar, Stefan Moll, bürgerlich Maurice Lasarte, Schlagersänger, Komponist und Musikproduzent
- 1970, 2. Februar, Anton Hofreiter, Politiker (Bündnis 90/Die Grünen) und Biologe
- 1970, 13. März, Martin Baudrexel, Koch
- 1970, 6. April, Till Kössler, Erziehungswissenschaftler und Historiker
- 1970, 9. April, Wolfgang Lischke, Dirigent
- 1970, 15. April, Frizz Lauterbach, Musikjournalist und Autor
- 1970, 19. April, Ingrid Bergner, Juristin, Richterin am Bundessozialgericht
- 1970, 20. April, Markus Elsner, Dirigent, Kammermusiker und Musikmanager
- 1970, 22. April, Martin Sailer, Politiker (CSU), Landrat, Bezirkstagspräsident des Bezirks Schwaben
- 1970, 26. April, Thomas Jakob Renner, Schauspieler, Unternehmer und Manager
- 1970, 3. Mai, Benjamin Moser, Pianist
- 1970, 16. Mai, Martin Gruber, Schauspieler
- 1970, 4. Juli, Sandra Steffl, Schauspielerin, Sängerin, Tänzerin und Moderatorin
- 1970, 5. Juli, Jürgen Odszuck, Kommunalpolitiker (CDU)
- 1970, 31. Juli, Nicole Rotter, HNO-Ärztin und Hochschullehrerin
- 1970, 4. September, Henrike Hahn, Politikwissenschaftlerin und Politikerin (Bündnis 90/Die Grünen)
- 1970, 7. September, Oliver Weber, Fotograf
- 1970, 12. November, Valerie Haller, Fernseh-Moderatorin und Börsenreporterin
- 1970, 6. Dezember, Georg Eisenreich, Politiker (CSU)
- 1970, 11. Dezember, Oliver Sachs, Geologe und Heimatforscher
- 1970, 20. Dezember, Moritz van Dülmen, Kulturmanager
- 1970, Andrea Bör, promovierte Ingenieurin und Kanzlerin der FU Berlin
- 1970, Stephanie Brehme, Schauspielerin
- 1970, Antonia Fenn, Filmeditorin
- 1970, Tobias Hoffmann, Kunsthistoriker, Kurator und Museumsdirektor
- 1970, Christian Krischkowsky, Jazzmusiker
- 1970, Johannes Lang, Historiker und Archivar
- 1970, Christian Rein, Kameramann
- 1970, Karsten Scheuren, Dokumentarfilmer
- 1970, Daniel von Wachter, Religionsphilosoph

#### 1971 bis 1980
- 1971, 2. Januar, Jörn Kabisch, Journalist und Autor
- 1971, 10. Januar, Nikolai Vogel, Schriftsteller
- 1971, 26. Januar, Rick Kavanian, Komödiant
- 1971, 25. März, Jochen Seibert, Künstlername Noel Pix, Rock- und House-Musiker
- 1971, 5. Mai, Sebastian Hess, Cellist und Komponist
- 1971, 12. Juni, Mira Gittner, Schauspielerin, Filmeditorin, -produzentin und -regisseurin
- 1971, 29. Juni, Kerstin Schreyer, Politikerin (CSU)
- 1971, 7. Juli, Katja Dofel, † 3. August 2023 in Frankfurt am Main, Journalistin und Fernseh-Moderatorin
- 1971, 19. Juli, Andreas Rötzer, Verleger
- 1971, 13. August, Moritz Bleibtreu, Schauspieler
- 1971, 29. August, Oliver Berben, Filmproduzent und Filmregisseur
- 1971, 2. September, Julia Haacke, Schauspielerin und Synchronsprecherin
- 1971, 5. Dezember, Karl-Theodor zu Guttenberg, Politiker (CSU)
- 1971, 22. Dezember, Alexander Strauch, Komponist
- 1971, Stefan Diefenbach-Trommer, Politik- und Menschenrechts-Aktivist und Journalist
- 1971, Stefan Essl, Filmeditor
- 1971, Jonas Greulich, Comiczeichner, Herausgeber und Filmemacher
- 1971, Klaus Hornberger, Physiker und Hochschullehrer
- 1971, Edith Konrath, Schauspielerin
- 1971, Eva-Christina Kraus, Kunsthistorikerin und Museumsleiterin
- 1971, Tomas Kuhn, Rechtswissenschaftler und Hochschullehrer
- 1971, Golo Maurer, Kunsthistoriker
- 1971, Stephanie Rosenthal, Kunsthistorikerin und Ausstellungskuratorin
- 1971, Gunna Schmidt, Künstlerin, Malerin
- 1971, Barbara Schmidt-Gaden, Opern- und Konzertsängerin
- 1971, Nikolaus Summerer, Kameramann
- 1971, Sabine Vogel, Jazz- und Improvisationsmusikerin
- 1971, Nikolaus Wachsmann, Historiker
- 1971, Christoph Wanner, Korrespondent, Reporter und Dokumentarfilmer
- 1971, Philipp Weiss, Jazzsänger
- 1972, 19. Februar, Florian Licht, Kameramann
- 1972, 21. Februar, Marius von Mayenburg, Dramatiker, Dramaturg und Theaterregisseur
- 1972, 16. März, Michael Kuffer, Rechtsanwalt und Politiker (CSU), Mitglied des Deutschen Bundestages
- 1972, 28. März, Paula Bleckmann, Pädagogin und Professorin für Medienpädagogik
- 1972, 31. März, Christian Aflenzer, österreichischer Fußballspieler und -trainer
- 1972, 31. März, Markus Haas, Manager
- 1972, 6. April, Ralf Bucher, Fußballspieler
- 1972, 21. April, Daniela Kohl, Grafikerin und Illustratorin
- 1972, 23. April, Katharina Schwarz, Schauspielerin
- 1972, 5. Mai, Matthias Edlinger, Filmregisseur, Künstler und Schriftsteller
- 1972, 9. Mai, Tommy Krappweis, Autor und Regisseur
- 1972, 20. Juni, Simon Verhoeven, Schauspieler, Drehbuchautor und Regisseur
- 1972, 10. Juli, Tobias Unger, Leichtathlet und Olympiateilnehmer
- 1972, 31. Juli, Solveig Duda, Schauspielerin und Synchronsprecherin
- 1972, 11. August, Tanja Frehse, Schauspielerin
- 1972, 9. August, Ingo Seibert, American-Football-Spieler, Bobsportler und Leichtathlet
- 1972, 8. September, Markus Babbel, Fußballspieler und -trainer
- 1972, 26. September, Johann von Bülow, Schauspieler
- 1972, 7. Oktober, Anja Reschke, Journalistin, Publizistin und Moderatorin
- 1972, 29. Oktober, Christian Roos, Zoologe und Primatologe
- 1972, 16. November, Thomas Radlspeck, Fußballspieler
- 1972, 17. November, Andreas Kalbitz, Politiker (AfD)
- 1972, Christian Klein (* 1972), Ökonom
- 1972, Sebastian Sprenger, Komponist und Musiktheoretiker
- 1973, 14. Februar, Robert Alexander Huber, Physiker und Hochschullehrer
- 1973, 26. Februar, Simon Berg, Sänger und Dirigent
- 1973, 27. Februar, Andreas Loewe, anglikanischer Priester, Dompropst in Melbourne und Musikhistoriker
- 1973, 18. März, Emanuel Mayer, Archäologe
- 1973, 18. März, Annika Reich, Schriftstellerin, Essayistin
- 1973, 6. April, Juliane Fürst, deutsch-britische Historikerin, Hochschullehrerin
- 1973, 12. April, Markus Tubbesing, Architekt, Denkmalpfleger, Architekturhistoriker und Hochschullehrer
- 1973, 16. April, Constanze Lindner, Kabarettistin, Schauspielerin, Moderatorin, und Synchronsprecherin
- 1973, 27. Mai, Julia Böhm, Journalistin, Fernsehmoderatorin und Medientrainerin
- 1973, 1. Juni, Caroline Schneider, Tennisspielerin
- 1973, 16. August, Markus Oberleitner, Fußballspieler
- 1973, 21. August, Maximilian Dorner, Autor
- 1973, 30. August, Tobi Hofmann, Jazzmusiker, Schauspieler und Regisseur
- 1973, 31. August, Markus C. Müller, Unternehmer und Wirtschaftsmanager
- 1973, 3. Oktober, Florian G. Mildenberger, Medizinhistoriker
- 1973, 10. Oktober, Georg Weizsäcker, Wirtschaftswissenschaftler und Professor für Volkswirtschaftslehre
- 1973, 21. Oktober, Ulrich Wangenheim, Jazzmusiker
- 1973, 14. November, Burkhard von Freyberg, Hochschullehrer für Hospitality Management, Unternehmer, Aufsichtsrat und Publizist
- 1973, 22. November, Bastian Jütte, Jazzmusiker
- 1973, Heribert Anzinger, Rechtswissenschaftler
- 1973, Tobias Eichner, Diplomat
- 1973, Stefanie Killinger, Juristin, Richterin am Niedersächsischen Staatsgerichtshof
- 1973, Tobias Schulze, Schauspieler und Synchronsprecher
- 1973, Martin Andreas Stadler, Ägyptologe und Hochschullehrer
- 1973, Daniel Winkler, Literatur-, Filmwissenschaftler und Romanist
- 1974, 3. Januar, Michael Krimmer, Journalist, Autor, Dozent und Verlagslektor
- 1974, 18. Januar, Benedikt Weber, Moderator und Synchronsprecher
- 1974, 27. Januar, Sabine Schöne, Squashspielerin
- 1974, 22. Februar, Ella von der Haide, bürgerlich Isabella Haidle, Filmemacherin, Videokünstlerin, Gärtnerin und Stadtplanerin
- 1974, 5. März, Barbara Schöneberger, Fernsehmoderatorin
- 1974, 14. März, Florian Hahn, Politiker (CSU), Mitglied des Deutschen Bundestages, Staatsminister im Auswärtigen Amt
- 1974, 20. März, Sabine Fischmann, Chansonsängerin
- 1974, 22. März, Elisabeth von Koch auf Rohrbach, Schauspielerin und Synchronsprecherin
- 1974, 26. April, Susanne Frömel, Journalistin, Kolumnistin und Fernsehmoderatorin als Paula Lambert
- 1974, 11. Mai, Mireya Kaup, Beachvolleyballspielerin und Diplom-Kauffrau
- 1974, 21. Mai, Julia Thurnau, Schauspielerin
- 1974, 6. Juni, Peter Ketnath, Schauspieler
- 1974, 21. Juni, Andreas Becker, Puppenspieler, Figurenbauer und Regisseur
- 1974, 12. Juli, Alexander Huber, Schauspieler
- 1974, 25. Juli, Patrick Hoffmann, Curler
- 1974, 17. August, Constanze Rossmann, Kommunikationswissenschaftlerin
- 1974, 15. September, Claudia von Brauchitsch, Journalistin
- 1974, 18. September, Michael Rothballer, Mikrobiologe und Schriftsteller
- 1974, 24. September, Georg Holzer, Dramaturg und Übersetzer aus dem Französischen und Italienischen
- 1974, 10. Oktober, Naike Rivelli, Schauspielerin und Model
- 1974, 10. November, Giulia Siegel, Model, Fernsehmoderatorin, Schauspielerin und Unternehmerin
- 1974, 15. November, Isabella Müller-Reinhardt, Fernsehmoderatorin
- 1974, 20. November, Florian David Fitz, Schauspieler
- 1974, 24. November, Bianca Meyer, Langstreckenläuferin
- 1974, 4. Dezember, Daniela Trixl, Künstlerin, Malerin und Zeichnerin
- 1974, 19. Dezember, Christoph Göbel, Rechtsanwalt und Politiker (CSU)
- 1974, Katharina Gaenssler, Künstlerin
- 1974, Christoph Koch, Autor
- 1974, Mirjam Kottmann, Journalistin, Hörfunk- und Fernsehmoderatorin
- 1975, 13. Januar, Daniel Kehlmann, Schriftsteller
- 1975, 19. Januar, Petra Schierl, Altphilologin
- 1975, 14. Februar, Markus Blume, Politiker (CSU), Bayerischer Staatsminister für Wissenschaft und Kunst
- 1975, 22. Februar, Thomas Meggle, Fußballspieler
- 1975, 7. April, Wolfgang Fackler, Politiker (CSU), MdL
- 1975, 13. April, Lou Bega, eigentlich David Lubega, Latin-Popsänger (Mambo No. 5)
- 1975, 7. Mai, Dorritt Selbmann, Richterin am Bundesgerichtshof
- 1975, 17. Juni, Susanne Haase, österreichische Politikerin (SPÖ)
- 1975, 1. Juli, David P., Freestyle-Rapper
- 1975, 7. Juli, Daniela Ludwig, Politikerin (CSU), MdB, Parlamentarische Staatssekretärin
- 1975, 7. Juli, Andre Siems, Journalist, Sportkommentator und Radiomoderator
- 1975, 18. Juli, Bettina Karl, Bundesrichterin
- 1975, 6. August, Ivica Grlić, deutsch-bosnischer Fußballspieler und -funktionär
- 1975, 9. August, Katharina Dalichau, Schauspielerin
- 1975, 26. August, Timur Yanyalı, deutsch-türkischer Fußballspieler
- 1975, 28. August, Florian Huber, Unterwasserarchäologe
- 1975, 2. September Alexandra Schalaudek, Schauspielerin
- 1975, 11. September, Dirk Meyer, Synchronsprecher
- 1975, 11. November, Patrick Wolff, Schauspieler und Filmproduzent
- 1975, Rafael Alcántara, Jazzmusiker
- 1975, Victor Alcántara, Musiker und Komponist
- 1975, Sebastian Hirn, bildender Künstler, Theater- und Opernregisseur, Bühnenbildner
- 1976, 15. Januar, Andreas Klier, Radrennfahrer
- 1976, 26. Januar, Shirin Soraya, Schauspielerin
- 1976, 2. März, Brigitte Hobmeier, Schauspielerin
- 1976, 11. April, Ruth Moschner, Fernsehmoderatorin
- 1976, 1. Mai, Maike Kühl, Kabarettistin und Schauspielerin
- 1976, 20. Mai, Michael Winter, Sportschütze
- 1976, 12. Juli, Michael Goebel, Historiker
- 1976, 14. September, Raptile, deutsch-äthiopischer Rapper
- 1976, 18. September, Dominik Schwager, Automobil-Rennfahrer
- 1976, 20. September, Maximilian Grill, Schauspieler
- 1976, 2. November, Daniel Müller-Schott, Cellist
- 1976, 24. November, Stephanie zu Guttenberg, Präsidentin von Innocence in Danger
- 1976, 24. Dezember, Florian Karlheim, Schauspieler
- 1976, Ernst Bartmann, Kirchenmusiker, Organist und Komponist
- 1976, Matthias Haber, Architekt
- 1976, Sonja Heiss, Filmregisseurin und Autorin
- 1976, Karin Hoisl, Ökonomin
- 1976, Daniel Muck, Schauspieler
- 1976, Michael Seitz, Autor
- 1976, Konstanze Wolf, Schauspielerin
- 1977, 7. Januar, Markus Lehmann-Horn, Komponist in den Bereichen Filmmusik, Jazz und Rock
- 1977, 10. Januar, Tomas Tomic, Fußballtorwart und -trainer
- 1977, 26. Februar, Daniel Sellier, Schauspieler
- 1977, 6. April, Sophia Dreyer, Redakteurin, TV-Moderatorin und Sängerin
- 1977, 5. Mai, Harriet Köhler, Schriftstellerin
- 1977, 3. Juli, Michael Schrodi, Politiker (SPD), MdB, Parlamentarischer Staatssekretär
- 1977, 24. Juli, Marija Maksakowa, russische Opernsängerin und Politikerin
- 1977, 2. August, Florian Stetter, Schauspieler
- 1977, 4. August, Valentin Blomer, Mathematiker
- 1977, 6. August, Marlene Halser, Journalistin
- 1977, 15. August, Benedikt Böhm, Extremskibergsteiger und -skifahrer
- 1977, 19. August, Christian Orth, Altphilologe
- 1977, 29. August, Stefan Leitl, Fußballspieler und -trainer
- 1977, 29. August, Florian Zeller, Eishockeyspieler
- 1977, 19. Oktober, Alexander Klitzpera, Fußballspieler
- 1977, 26. Oktober, Tina Kaiser, Moderatorin und Model
- 1977, 28. November, Filip Albrecht, Textdichter, Musikproduzent und Medienmanager
- 1977, 28. November, Claus von Wagner, Kabarettist
- 1977, 29. November, Johannes Raspe, Schauspieler, Synchron- und Hörbuchsprecher
- 1977, 22. Dezember, Max Wiedemann, Filmproduzent
- 1977, Christian Berger, Kunsthistoriker
- 1977, Karin C. Berger, österreichische Filmproduzentin
- 1977, Christoph Klingan, Generalvikar von München-Freising
- 1977, Christina Landshamer, Opern-, Konzertsängerin
- 1977, Nicola Schmidt, Wissenschaftsjournalistin und Autorin
- 1977, Eva Weber-Guskar, Philosophin und Hochschullehrerin
- 1978, 5. Januar, Markus Pöttinger, ehemaliger Eishockeyspieler, jetzt Mitglied des DEL-Disziplinarausschusses
- 1978, 21. Januar, Faris Al-Sultan, Triathlet, Ironman Hawaii Sieger 2005
- 1978, 16. Februar, Philipp Plein, Modedesigner, Unternehmer
- 1978, 18. Februar, Sebastian Winkler, Schauspieler
- 1978, 1. März, Quirin Berg, Filmproduzent, mit deutschen und österreichischen Filmpreisen ausgezeichnet
- 1978, 10. März, Manuel Flecker, Archäologe
- 1978, 14. März, Matthias Bublath, Jazzmusiker
- 1978, 16. März, Patrick Ghigani, Fußballspieler
- 1978, 21. März, Leopold Hornung, Schauspieler
- 1978, 22. März,  Thomas Birnstiel, Schauspieler
- 1978, 21. Mai, Briana Banks, bürgerlich: Briana Bany, US-amerikanische Pornodarstellerin
- 1978, 11. Juli, Natalie Amiri, deutsch-iranische Journalistin und Fernsehmoderatorin
- 1978, 13. Juli, Nadja Hirsch, Politikerin (FDP), Abgeordnete des Europäischen Parlamentes
- 1978, 12. September, Felix Hellmann, Schauspieler
- 1978, 29. Oktober, Myriam Karsch, Verlegerin
- 1978, 28. Oktober, Michael Held, Basketballspieler
- 1978, 15. November, Judith Richter, Schauspielerin
- 1978, 16. November, Gerhard Tremmel, Fußballtorwart
- 1978, 30. November, Matthias Hattenberger, österreichischer Fußballspieler
- 1978, Thomas Birnstiel, Schauspieler
- 1978, Florian Fisch, Schauspieler
- 1978, Michael von Hassel, Fotograf und Künstler
- 1978, Florian Maier, Stereograph, Gründer von Stereotec
- 1978, Kathrin Pechlof, Harfenistin
- 1978, Niko Schabel, Jazzmusiker und Filmkomponist
- 1979, 9. Januar, Markus Jocher, Eishockeyspieler
- 1979, 10. Januar, Maximilian Brückner, Schauspieler
- 1979, 20. Januar, Christian Holzer, Fußballspieler und -trainer
- 1979, 7. Februar, Daniel Bierofka, Fußballspieler und -trainer
- 1979, 1. März, Stefan Frühbeis, Fußballspieler
- 1979, 7. April, Jana Mandana Lacey-Krone, geborene Pilz, Schweizer Tierlehrerin und Cirkusdirektorin
- 1979, 23. April, Anne Schäfer, Schauspielerin
- 1979, 10. Mai, Miriam Krause, Schauspielerin
- 1979, 10. Mai, Jenny-Marie Muck, Schauspielerin
- 1979, 16. Mai, Angelika Bachmann, Tennisspielerin
- 1979, 14. Juni, Johannes Moser, Cellist
- 1979, 10. Juli, Tobias Unger, Leichtathlet
- 1979, 15. Juli, Ali As, deutsch-pakistanischer Rapper
- 1979, 10. August, Laura Schneider, Schauspielerin, Sängerin und kommerzielle Lebensberaterin
- 1979, 3. September, Katharina Lindner, † 9. Februar 2019 in Schottland, Fußballspielerin
- 1979, 13. September, Lina van de Mars, Fernsehmoderatorin und Schlagzeugerin
- 1979, 13. Oktober, Stefan Günther, Synchronsprecher, Dialogbuchautor und Synchronregisseur
- 1979, 31. Oktober, Lilian Klebow, Schauspielerin
- 1979, 9. November, Nicolas Koeckert, Violinist
- 1979, 14. November, Mavie Hörbiger, Schauspielerin
- 1979, 28. November, Fabian Gerber, Fußballspieler und -trainer
- 1979, 13. Dezember, Senta Dorothea Kirschner, Schauspielerin
- 1979, 17. Dezember, Sebastian Adelhardt, Kirchenmusiker
- 1979, Michael Bernhard, Schauspieler, Autor und Regisseur
- 1979, Florian Brandl, Jazzmusiker
- 1979, Franz von Chossy, Jazzmusiker
- 1979, Jonas Hien, Schauspieler und Theaterregisseur
- 1979, Sonja Maria Kröner, Filmregisseurin
- 1979, David Pichlmaier, Opernsänger
- 1979, Isabell Stern, Schauspielerin
- 1980, 5. Januar, Nikolaus Dietrich, Klassischer Archäologe und Hochschullehrer
- 1980, 23. Februar, Hannah Schweier, Regisseurin und Drehbuchautorin
- 1980, 26. Februar, Necat Aygün, Fußballspieler
- 1980, 29. Februar, Vanessa Jung, Schauspielerin
- 1980, 8. März, Lavinia Wilson, Schauspielerin
- 1980, 9. März, Volker Bruch, Schauspieler
- 1980, 21. April, Sandra Detzer, Politikerin (Bündnis 90/Die Grünen)
- 1980, 25. April, Michaela Henry, Beachvolleyball- und Volleyballspielerin
- 1980, 10. Juni, Nina Linde, Eishockey-Nationalspielerin
- 1980, 11. August, Andy Fetscher, Regisseur, Kameramann und Drehbuchautor
- 1980, 18. August, Oliver Scheffel, Schauspieler und Sprecher
- 1980, 28. August, Johannes Henn, theoretischer Teilchenphysiker und Hochschullehrer
- 1980, 5. September, Sebastian Backer, Fußballspieler
- 1980, 10. September, Manuel Schmitt, Regisseur, Drehbuchautor, Spieleentwickler und Blogger
- 1980, 11. September, Christian Polke, † 25. April 2023 in Göttingen, evangelischer Theologe
- 1980, 4. November Andreas Merz-Raykov, Theaterregisseur
- 1980, 12. Dezember, Berkant Göktan, deutsch-türkischer Fußballspieler
- 1980, 28. Dezember, Patrick Mölzl, Fußballspieler
- 1980, Philipp Hanich, Künstler und Musiker
- 1980, Kilian Kemmer, Manager und Jazzmusiker
- 1980, Ilija Matusko, Schriftsteller
- 1980, Zora Thiessen, Schauspielerin

#### 1981 bis 1990
- 1981, 29. Januar, Thomas Broich, Fußballspieler
- 1981, 4. Februar, Fabian A. Wagner, Architekt
- 1981, 21. Februar, Leyti Seck, Skirennläufer
- 1981, 25. Februar, Lukas Schmid-Wedekind, Opernsänger
- 1981, 16. März, Christian Grasmann, Radrennfahrer
- 1981, 5. April, Lucy Scherer, Musicaldarstellerin
- 1981, 20. April, Alexander Stevens, Rechtsanwalt, Schauspieler und Autor
- 1981, 4. Juni, Farina Jansen, Schauspielerin
- 1981, 14. Juli, Pablo Sprungala, Schauspieler
- 1981, 29. Juli, Leo Fischer, Satiriker
- 1981, 31. Juli, Andrea Hermenau, Jazzmusikerin
- 1981, 5. September, Nina Eichinger, Moderatorin
- 1981, 20. September, Ivica Majstorović, Fußballspieler
- 1981, 18. Oktober, Sophie Wepper, Schauspielerin
- 1981, 14. November, Arabella Steinbacher, Violinistin
- 1981, Michael Raphael Klein, Schauspieler
- 1981, Anna McCarthy, Künstlerin
- 1981, Bettina Mönch, Musicalsängerin
- 1981, Kera Till, Illustratorin
- 1982, 15. Januar, Daniel Jungwirth, Fußballspieler
- 1982, 17. Januar, Alev Lenz, deutsch-türkische Singer/Songwriterin
- 1982, 2. Februar, Sebastian Winkler, Schauspieler
- 1982, 5. Februar, Christoph Schubert, Eishockeyspieler
- 1982, 11. Februar, Anna Teresa Groß, Fernsehmoderatorin
- 1982, 13. Februar, Andrea Kaiser, Fernsehmoderatorin
- 1982, 8. März, Laura Osswald, Schauspielerin
- 1982, 22. März, Genoveva Mayer, Schauspielerin
- 1982, 5. April, Thomas Hitzlsperger, Fußballspieler und -funktionär
- 1982, 30. April, Max Weinhold, Feldhockeytorwart
- 1982, 12. Mai, Sebastian Hoeneß, Fußballspieler und -trainer
- 1982, 29. Mai, Elyas M’Barek, Schauspieler
- 1982, 5. Juni, Zvjezdan Misimović, deutsch-bosnischer Fußballspieler
- 1982, 16. Juni, Verena Issel, norwegische Objekt- und Installationskünstlerin
- 1982, 3. Juli, Christopher Kloeble, Schriftsteller
- 1982, 18. Juli, Natalie Spinell, Schauspielerin
- 1982, 13. August, Gil Ofarim, Sänger und Schauspieler
- 1982, 27. August, Volkan Yaman, deutsch-türkischer Fußballspieler
- 1982, 29. August, Philip Koch, Filmregisseur, Produzent und Drehbuchautor
- 1982, 9. November, Petra Wimbersky, Fußballspielerin
- 1982, 18. November, Gracia Baur, bekannt als ‚Gracia‘, Popsängerin
- 1982, 30. November, Markus Kästle, Hörfunkmoderator
- 1982, 5. Dezember, Eva-Maria Reichert, Schauspielerin und Sprecherin
- 1982, 28. Dezember, Sebastian Winkler, Moderator, Synchronsprecher und Schauspieler
- 1982, Rudi Gaul, Film- und Theaterregisseur, Drehbuchautor und Filmproduzent
- 1982, Joe Berger, österreichischer Kameramann
- 1982, Noemi Schneider, Regisseurin und Autorin
- 1982, Keiyona Constanze Stumpf, Malerin und Bildhauerin
- 1983, 14. Januar, Daniel Menge, Eishockeyspieler
- 1983, 19. Januar, Samia Chancrin, deutsch-französische Schauspielerin und Regisseurin
- 1983, 26. Januar, Barbaros Barut, deutsch-türkischer Fußballspieler
- 1983, 16. Februar, Maren Rainer, Synchronsprecherin
- 1983, 14. März, Alessandra Meyer-Wölden, Model und Moderatorin
- 1983, 23. März, Philipp Zeller, Hockeyspieler, 2006 Weltmeister und 2008 Olympiasieger
- 1983, 26. März, Selçuk Şahin, Fußballspieler
- 1983, 6. Juni, Maximilian Böltl, Politiker
- 1983, 15. Juni, Ines Arabella Lutz, Schauspielerin
- 1983, 4. Juli, Miriam Wimmer, Model und Fernsehmoderatorin
- 1983, 23. Juli, Christian Elsässer, Jazzmusiker und Filmkomponist
- 1983, 26. August, Alex Eder, Kommunalpolitiker, Landrat des Landkreises Unterallgäu
- 1983, 6. September, Franziska Roth, Journalistin
- 1983, 1. Oktober, Laura Himmelreich, Journalistin
- 1983, 7. Oktober, Oliver Grober, Schauspieler
- 1983, 11. November, Philipp Lahm, Fußballspieler
- 1983, 15. November, Julian Matiasovits, Fußballspieler
- 1983, 25. November, Sabrina Schmatz, Comiczeichnerin, Comicautorin, Illustratorin und Mangaka
- 1983, 16. Dezember, Nicky Kantor, Fotograf, Schauspieler
- 1983, Maximilian Benz, Germanist
- 1983, Irja von Bernstorff, geborene Martens, Regisseurin, Autorin und Filmproduzentin
- 1983, Meredith Haaf, Journalistin und Autorin
- 1983, Jan Lachauer, Animator
- 1983, Sebastian Pohl, Kurator und Street-Art-Experte
- 1983, Marie Schmidt, Journalistin
- 1983, Nikolaus Schulz-Dornburg, Drehbuchautor
- 1983, Julia Thaler, Ökonomin, Hochschullehrerin
- 1984, 6. Januar, Tobias Teich, Politiker
- 1984, 15. Januar, Julia Palmer-Stoll, † 9. Juni 2005 in Murnau am Staffelsee, Schauspielerin
- 1984, 29. Februar, Benedict Wells, Schriftsteller
- 1984, 23. April, Thomas Bauer, Shorttrackläufer
- 1984, 8. Mai, Mascha Müller, Schauspielerin und Malerin
- 1984, 11. Mai, Sebastian Dollinger, Beachvolleyballspieler
- 1984, 11. Juni, Clemens Ostermann, Synchronsprecher und Musiker
- 1984, 12. Juni, Benjamin Heinrich, Schauspieler
- 1984, 14. Juni, Christian Köpke, Schachspieler
- 1984, 28. Juli, Angelo Hauk, Fußballspieler
- 1984, 23. August, Erdal Kılıçaslan, Fußballspieler
- 1984, 29. August, Christian Lell, Fußballspieler
- 1984, 7. September, Julia Obermeier, Politikerin (CSU)
- 1984, 14. September, Christopher Zeller, Hockeyspieler, Olympiasieger
- 1984, 2. November, Julia Stegner, Model
- 1984, 26. November, Sophie Berner, Sängerin, Schauspielerin und Musicaldarstellerin
- 1984, 6. Dezember, Martin Smolinski, Speedway-Rennfahrer
- 1984, 8. Dezember, Fatoni, bürgerlich Anton Schneider, Rapper und Schauspieler
- 1984, Fabian Gatermann, Künstler
- 1984, Anna-Katharina Maier, Filmregisseurin
- 1984, Antonia Schreiber, Harfenistin
- 1985, 12. Februar, Julian Adiputra Witt, Drehbuchautor und Regisseur
- 1985, 20. Februar, Pascal Maier, American-Football-Spieler
- 1985, 1. März, Andreas Ottl, Fußballspieler
- 1985, 17. Juni, Jan Mauersberger, Fußballspieler
- 1985, 7. Juli, Patrik Vogl, Eishockeyspieler
- 1985, 14. Juli, Orhan Akkurt, Fußballspieler
- 1986, 26. August, Tatjana Trieb, Schauspielerin
- 1985, 27. August, Maro Engel, Rennfahrer
- 1985, 11. September, Maximilian Moser, Koch, mit Michelin-Stern ausgezeichnet
- 1985, 25. September, Nadine Klein, Fernsehdarstellerin und Reality-TV-Teilnehmerin
- 1985, 29. September, Alper Kayabunar, Fußballspieler und -trainer
- 1985, 17. November, Claudia Lichtenberg, geborene Häusler, Radrennfahrerin
- 1985, 15. Dezember, Aynur Aydın, türkische Popsängerin
- 1985, Sarah Franke, Schauspielerin und Hörspielsprecherin
- 1985, Tobias Roth, Lyriker, Übersetzer und Essayist
- 1986, 26. Februar, Georg Niedermeier, Fußballspieler
- 1986, 15. März, Dominika Langenmayr, Wirtschaftswissenschaftlerin
- 1986, 4. Mai, Sven Koller, Schauspieler
- 1986, 27. Mai, Rocco Stark, Schauspieler und Sänger
- 1986, 1. Juni, Oliver Roth, Badminton-Nationalspieler
- 1986, 6. Juni, Thomas Bachmann, Tänzer, Choreograph und Tanzlehrer
- 1986, 10. Juli, Benjamin Schwarz, Fußballspieler
- 1986, 30. Juli, Daniel Huhn, Eishockeyspieler
- 1986, 6. August, Florian Hörnig, Fußballspieler
- 1986, 14. August, Nicolas Feldhahn, Fußballspieler
- 1986, 9. November, Nico Sauer, Komponist, Performance- und Multimediakünstler
- 1986, 30. November, Benjamin Levent Krause, Schauspieler und Synchronsprecher
- 1986, 9. Dezember, Mia Julia Brückner (Mia Magma), Sängerin und Erotikdarstellerin
- 1986, Hannah Cooke, Künstlerin
- 1986, Theresia Enzensberger, Schriftstellerin und Journalistin
- 1986, Laura Preiss, Schauspielerin und Synchronsprecherin
- 1987, 11. Februar, Christian Hain, Fußballspieler
- 1987, 11. Februar, Göksu Hasancık, Fußballtorwart
- 1987, 12. März, Orkan Balkan, deutsch-türkischer Fußballspieler
- 1987, 2. April, Matthias Bachinger, Tennisspieler
- 1987, 1. Mai, Quirin Löppert, Fußballspieler und -trainer
- 1987, 3. Mai, Alexandra Horn, Schauspielerin, Synchronsprecherin und Musicaldarstellerin
- 1987, 16. Mai, Jana Kilka, Schauspielerin
- 1987, 28. Mai, Lisa Schuster, Eishockeyspielerin
- 1987, 4. Juni, Christiane Stenger, Nachwuchs-Gedächtnissportlerin, Fernsehmoderatorin und Autorin
- 1987, 10. Juni, Jana Krause, Handballspielerin
- 1987, 16. Juni, Isabella Wolf, Schauspielerin
- 1987, 14. August, Rosalie Thomass, Schauspielerin
- 1987, 18. August, Sophia Maier, Journalistin und Fotografin
- 1987, 20. August, Stefan Aigner, Fußballspieler
- 1987, 4. September, Menowin Fröhlich, Sänger und Zweiter der 7. Staffel von Deutschland sucht den Superstar
- 1987, 8. September, Marcel Nguyen, Kunstturner
- 1987, 11. September, Stephan Fürstner, Fußballspieler
- 1987, 14. September, Karl-Heinz Lappe, Fußballspieler
- 1987, 17. Oktober, Amelie Kiefer, Schauspielerin
- 1987, 25. Oktober, Pamela Hathway, Squashspielerin
- 1987, 25. November, Julian Bayer, Schauspieler
- 1987, 29. November, Sandro Wagner, Fußballspieler und -trainer
- 1987, 11. Dezember, Fabian Johnson, deutsch-US-amerikanischer Fußballspieler
- 1987, 25. Dezember, Ceyhun Gülselam, deutsch-türkischer Fußballspieler
- 1987, Matthias Lindermayr, Jazzmusiker
- 1988, 4. Januar, Maximilian Riedmüller, Fußballtorwart
- 1988, 23. Januar, Bartosz Broniszewski, Fußballspieler
- 1988, 5. Februar, Natalie Geisenberger, Rennrodlerin
- 1988, 16. Februar, Korbinian Holzer, Eishockeyspieler
- 1988, 21. Februar, Donté Greene, Basketballspieler
- 1988, 24. Februar, Amanda da Gloria, Schauspielerin
- 1988, 12. Mai, Alexander Buch, Fußballspieler
- 1988, 23. Mai, Michael Unterbuchner, Dartspieler
- 1988, 6. Juni, Philipp Heißner, Politiker (CDU)
- 1988, 6. Juni, Raphael Wolf, Fußballtorwart
- 1988, 26. Juli, Stephan Thee, Fußballspieler
- 1988, 3. August, Shelley FKA DRAM, US-amerikanischer Rapper
- 1988, 9. September, Andreas Fröschl, Pianist, Liedbegleiter und Kabarettist
- 1988, 20. September, Alexander Benede, Fußballspieler
- 1988, 24. September, Filip Krstić, deutsch-serbischer Fußballspieler
- 1988, 8. Oktober, Max Felder, Filmschauspieler und Synchronsprecher
- 1988, 14. November, Mario Daser, Boxer
- 1988, 26. Dezember, Lennart Hasenbeck, Fußballspieler und -trainer
- 1988, Antonia Bill, Schauspielerin und Sängerin
- 1988, Matthias Kick, Schauspieler und Synchronsprecher
- 1989, 19. Februar, Yasin Yılmaz, deutsch-türkischer Fußballspieler
- 1989, 8. März, Stefan Schürf, Fußballspieler
- 1989, 19. April, Kai Johannes Polzhofer, Dirigent und Komponist
- 1989, 6. Juli, Wolfgang Schober, deutsch-österreichischer Fußballtorwart
- 1989, 15. Juli, Peter Gojowczyk, Tennisspieler
- 1989, 17. Juli, Marie Hacke, Schauspielerin
- 1989, 26. Juli, Marco Pasiciel, Fußballspieler
- 1989, 28. Juli, Katharina Dürr, Skirennläuferin
- 1989, 4. August, Jim-Patrick Müller, Fußballspieler
- 1989, 7. August, Daniel Haidinger, deutsch-österreichischer Schauspieler und Musiker
- 1989, 24. August, Laura Sonntag, Schauspielerin
- 1989, 16. September, Barbara Wirth, Skirennläuferin
- 1989, 21. September, Lisa Müller, Dressurreiterin
- 1989, 21. Oktober, Sidonie von Krosigk, Schauspielerin
- 1989, 24. Dezember, Ömer Kanca, deutsch-türkischer Fußballspieler
- 1989, 30. Dezember, Sina Kandra, Squashspielerin
- 1989, Antonia Dering, Jazzmusikerin
- 1989, Philip Frischkorn, Jazzmusiker
- 1989, Ulrike Malotta, Sängerin
- 1989, Sarah Mettenleiter, Musikerin
- 1989, Anna Schöttl, Bühnen- und Kostümbildnerin
- 1990, 10. Januar, Josef Welzmüller, Fußballspieler
- 1990, 10. Januar, Maximilian Welzmüller, Fußballspieler
- 1990, 15. Januar, Florian Schmidt-Sommerfeld, Sportkommentator
- 1990, 18. März, Wilson Gonzalez Ochsenknecht, Schauspieler
- 1990, 25. März, Mehmet Ekici, deutsch-türkischer Fußballspieler
- 1990, 4. April, Lion Sokar, Schauspieler
- 1990, 5. April, Jeremy Jahn, Tennisspieler
- 1990, 29. April, Christopher Schindler, Fußballspieler
- 1990, 1. Mai, Diego Contento, Fußballspieler
- 1990, 5. Mai, Joanna Semmelrogge, Schauspielerin
- 1990, 9. Mai, Sebastian Preuss, Kickboxer und Fernsehdarsteller
- 1990, 12. Mai, Tobias Strobl, Fußballspieler
- 1990, 16. Juni, Mario Erb, Fußballspieler
- 1990, 28. Juli, Albert C. Eibl, Germanist, Verleger und Publizist
- 1990, 13. August, Christina Metallinos Journalistin und Moderatorin
- 1990, 3. September, Furkan Özçal, deutsch-türkischer Fußballspieler
- 1990, 17. November, Sabrina Karnbaum, Volleyball- und Beachvolleyballspielerin
- 1990, 27. Dezember, Nele Sommer, Schauspielerin
- 1990, Livia Gerster, Journalistin und Autorin
- 1990, Ármin Langer, Autor, Publizist und Aktivist
- 1990, Christophe Vetter, deutsch-französischer Schauspieler

#### 1991 bis 2000
- 1991, Alice Lackner, Sängerin
- 1991, 15. Februar, Leonard Stolz, Fußballspieler
- 1991, 24. März, Tarık Çamdal, deutsch-türkischer Fußballspieler
- 1991, 8. April, Florian Bittner, Fußballspieler
- 1991, 23. April, Laura Fürst, Rollstuhlbasketballspielerin, Paralympics-Silbermedaillengewinnerin
- 1991, 23. April, Marlon Wessel, Schauspieler
- 1991, 18. Juli, Florian Bichler, Fußballspieler
- 1991, 25. Juli, Tobias Giehl, Leichtathlet, Hürdenläufer
- 1991, 1. August, Emma Jane, bürgerlich Maja Jötten, Schauspielerin
- 1991, 4. August, Lena Dürr, Skirennläuferin
- 1991, 23. August, Jonas Hain, Komponist, Pianist und Schauspieler
- 1991, 10. September, Nicola Sansone, deutsch-italienischer Fußballspieler
- 1991, 19. September, Maximilian Drum, Fußballspieler
- 1991, 11. Oktober, Koray Altınay, deutsch-türkischer Fußballspieler
- 1991, 20. Oktober, Azur Velagic, deutsch-bosnischer Fußballspieler
- 1991, 5. Dezember, Monika Retschy, Sportkletterin
- 1991, 27. Dezember, Jimi Blue Ochsenknecht, Schauspieler
- 1992, Annahita Esmailzadeh, IT-Managerin und Autorin
- 1992, Nicolas Wolf, Schauspieler
- 1992, 6. Januar, Alina Sokar, Schauspielerin
- 1992, 14. Januar, Fatjon Celani, Fußballspieler
- 1992, 14. Januar, Annika Doppler, Fußballspielerin
- 1992, 26. Januar, Alexander Winkler, Fußballspieler
- 1992, 16. März, Dominik Schulz, Tennisspieler
- 1992, 24. März, Tobias Schilk, Fußballspieler
- 1992, 6. Mai, Manuel Ott, deutsch-philippinischer Fußballspieler
- 1992, 22. Juli, Teresa Klamert, Schauspielerin
- 1992, 20. August, Katerina Dalaka, griechische Leichtathletin
- 1992, 22. September, Benedikt Saller, Fußballspieler
- 1992, 5. Oktober, Ünal Tosun, Fußballspieler
- 1992, 7. Oktober, Philipp Ospelt, liechtensteinischer Fußballspieler
- 1992, 6. November, Linus Straßer, Skirennläufer
- 1992, 8. Dezember, Moritz Leitner, Fußballspieler
- 1992, 21. Dezember, Amar Cekić, Fußballspieler
- 1992, 23. Dezember, Leon Wessel-Masannek, Schauspieler
- 1993, Idunnu Münch, Opern- und Konzertsängerin
- 1993, 2. Januar, Katharina Lang, Rollstuhl-Basketballspielerin
- 1993, 12. Januar, Maximilian Siebald, Fußballspieler
- 1993, 13. Januar, Gregory Borlein, Schauspieler und Maler
- 1993, 20. Februar, Niklas Kreuzer, Fußballspieler
- 1993, 24. Februar, Kasim Rabihic, Fußballspieler
- 1993, 1. März, Sebastian Wolf, Fußballtorwart
- 1993, 26. März, Fatih Kıran, Fußballspieler
- 1993, 20. April, Anna Roller, Filmregisseurin und Drehbuchautorin
- 1993, 26. April, Felix Ruml, Fußballtorwart
- 1993, 30. April, Jamila Schäfer, Politikerin
- 1993, 15. Mai, Svenya Cheyenne, Schauspielerin
- 1993, 22. Mai, Philipp Knochner, Fußballspieler
- 1993, 24. Juni, Johannes Lukas, Biathlontrainer
- 1993, 27. Juni, Vladimir Rankovic, deutsch-serbischer Fußballspieler
- 1993, 28. Juni, Simon Sezemsky, Eishockeyspieler
- 1993, 2. August, Kevin Hingerl, Fußballspieler
- 1993, 4. August, Barbara Elisabeth Bühl, Schauspielerin und Synchronsprecherin
- 1993, 20. August, Carina Diesing, Schauspielerin
- 1993, 15. Oktober, Moritz Schaffner, Radsportler
- 1993, 27. Oktober, Korbinian Vollmann, Fußballspieler
- 1993, 19. November, Nadine Szöllősi-Schatzl, ungarische Handballspielerin
- 1993, 10. Dezember, Alicia von Rittberg, Schauspielerin
- 1994, Simon Chmel, Jazzmusiker
- 1994, Leslie-Vanessa Lill, Schauspielerin und Synchronsprecherin
- 1994, Fabian Rösch, Jazzmusiker
- 1994, 8. Januar, Robert Glatzel, Fußballspieler
- 1994, 29. Januar, Lucas Hufnagel, deutsch-georgischer Fußballspieler
- 1994, 5. Februar, Daniel Wein, Fußballspieler
- 1994, 10. April, Leopold Zingerle, Fußballtorwart
- 1994, 24. Juni, Sandra Ittlinger, Volleyball- und Beachvolleyballspielerin
- 1994, 18. Juli, Deborah Düring, Politikerin, Mitglied des Deutschen Bundestages
- 1994, 9. Oktober, Christina Hering, Leichtathletin
- 1994, 9. Oktober, Philipp Riederle, Moderator, Referent, Podcaster
- 1994, 29. August, Kenny Prince Redondo, Fußballspieler
- 1994, 3. November, Christian Köppel, Fußballspieler
- 1994, 17. November, Benno Schmitz, Fußballspieler
- 1994, 29. Dezember, Nikola Jelisić, Fußballspieler
- 1995, Richard Eibl, Jurist, Unternehmer und Autor
- 1995, Luca Zambito, Jazzmusiker
- 1995, 30. Januar, Giuseppe Leo, Fußballspieler
- 1995, 2. März, Mike Ott, deutsch-philippinischer Fußballspieler
- 1995, 9. Mai, Merveille Biankadi, Fußballspieler
- 1995, 25. Mai, Kingsley Ehizibue, niederländisch-nigerianischer Fußballspieler
- 1995, 25. Mai, Christian Seraphim, Tennisspieler
- 1995, 19. Juni, Lavinia Nowak, Schauspielerin
- 1995, 12. Juli, Michael Zetterer, Fußballtorwart
- 1995, 10. November, Gavin Schilling, Basketball-Nationalspieler
- 1995, 21. November, Theresa Stoll, Judoka
- 1995, 21. Dezember, Severin Sonntag, Schauspieler
- 1996, Nils Kugelmann, Jazzmusiker
- 1996, 18. Januar, Elisabeth Mayr, deutsch-österreichische Fußballspielerin
- 1996, 5. März, Tim Hasbargen, Basketballspieler
- 1996, 3. Mai, Marco Hingerl, Fußballspieler
- 1996, 23. Mai, Elias Kolega, kroatischer Skirennläufer
- 1996, 5. Juli, Lucas Scholl, Fußballspieler
- 1996, 7. Juli, Miloš Pantović, deutsch-serbischer Fußballspieler
- 1996, 10. Oktober, Quirin Stocker, Eishockeyspieler
- 1996, 19. November, Yannik Oettl, Fußballtorwart
- 1997, 5. Januar, Alexander Fuchs, Fußballspieler
- 1997, 14. Januar, Christoph Greger, Fußballspieler
- 1997, 11. Februar, Lisa Vicari, Schauspielerin
- 1997, 18. Februar, Luca Marseiler, Fußballspieler
- 1997, 25. März, Philipp Meyer, Handballspieler
- 1997, 8. April, Jonathan Klinsmann, Fußballtorwart
- 1997, 19. April, Chima Okoroji, Fußballspieler
- 1997, 20. Mai, Yomi Scintu, Fußballspieler
- 1997, 3. Juli, Moritz Heinrich, Fußballspieler
- 1997, 6. Juli, Fadhel Morou, Fußballspieler
- 1997, 16. Juli, Valentin Gerhardus, Jazz- und Improvisationsmusiker
- 1997, 20. September, Frederic Ananou, Fußballspieler
- 1997, 25. Oktober, Mandy Berg, Kickboxerin, Europameisterin
- 1998, Valentin Renner, Jazzmusiker
- 1998, 30. Januar, Paulina Rümmelein, Schauspielerin, Synchron- und Hörspielsprecherin
- 1998, 2. Februar, Maxime Awoudja, Fußballspieler
- 1998, 4. Mai, Isabelle Geiss, Schauspielerin
- 1998, 7. Mai, Orestis Kiomourtzoglou, Fußballspieler
- 1998, 5. Juni, Fabian Benko, Fußballspieler
- 1998, 8. Juni, Christopher Lannert, Fußballspieler
- 1998, 29. Juli, Nico Gorzel, Fußballspieler
- 1998, 15. September, Christoph Philipps, Basketballspieler
- 1998, 3. Oktober, Davor Lovren, kroatischer Fußballspieler
- 1998, 15. Dezember, Lukas Schmidt, Schauspieler
- 1998, 22. Dezember, Semi Belkahia, Fußballspieler
- 1998, 28. Dezember, Mark Zettl, Fußballspieler
- 1999, 19. Januar, Tom Kretzschmar, Fußballtorwart
- 1999, 21. Januar, Kilian Langrieger, Pianist
- 1999, 27. Januar, Eva Brockmann, Weinkönigin
- 1999, 2. Februar, Lino Tempelmann, Fußballspieler
- 1999, 5. März, Maximilian Franzke, Fußballspieler
- 1999, 15. März, Meritan Shabani, Fußballspieler
- 1999, 18. März, Adrian Fein, Fußballspieler
- 1999, 13. Mai, Cottrell Ezekwem, Fußballspieler
- 1999, 6. Juli, Alexander Eckmayr, österreichischer Fußballtorwart
- 1999, 20. Juli, Mark Wallner, Tennisspieler
- 1999, 5. August, Thomas Keller, Fußballspieler
- 1999, 3. September, Henri Koudossou, Fußballspieler
- 1999, 24. Oktober, Alexander Kaltner, Fußballspieler
- 1999, 11. November, Jonathan Meier, Fußballspieler
- 1999, 14. November, Noel Niemann, Fußballspieler
- 1999, 31. Dezember, Marc Richter, Fußballtorwart
- 2000, 14. Januar, Marcel Zylla, Fußballspieler
- 2000, 6. Februar, Nico Mantl, Fußballtorwart
- 2000, 18. Februar, Daniel Jelisic, Fußballspieler
- 2000, 2. April, Josip Stanišić, Fußballspieler
- 2000, 12. Mai, Alina Kornelli, Kitesurferin
- 2000, 13. Juli, Yannik Angenend, Snowboarder
- 2000, 4. August, Alexander Lungwitz, Fußballspieler
- 2000, 9. September, Linus Rosenlöcher, Fußballspieler
- 2000, 1. Dezember, Sophia Flörsch, Automobilrennfahrerin

### 21. Jahrhundert
- 2001, Moritz Renner, Jazzmusiker
- 2001, 9. Januar, Filip Varejcka, Eishockeyspieler
- 2001, 23. Januar, Kevin Ehlers, Fußballspieler
- 2001, 4. April, Angelo Stiller, Fußballspieler
- 2001, 19. Juni, Kimberly Ezekwem, Fußballspieler
- 2001, 23. Juni, Noah Agbaje, Fußballspieler
- 2001, 7. Juli, Ivan Mihaljević, Fußballspieler
- 2001, 22. Juli, Ikenna Ezeala, Fußballspieler
- 2001, 26. Oktober, Lukas Schneller, Fußballtorwart
- 2002, 14. Januar, John-Jason Peterka, Eishockeyspieler
- 2002, 18. Januar, Karim Adeyemi, Fußballspieler
- 2002, 27. Mai, Yannick Oberleitner, Fußballspieler
- 2002, 10. November, Jamie Lawrence, Fußballspieler
- 2003, 20. Januar, Luis-Joe Lührs, Radrennfahrer
- 2003, 25. Januar, Maximilian Homberg, Tennisspieler
- 2003, 19. März, Deniz Haimerl, Fußballspieler
- 2003, 21. März, Lasse Günther, Fußballspieler
- 2003, 22. März, Donald Nduka, Fußballspieler
- 2003, 29. April, Angelo Brückner, Fußballspieler
- 2003, 8. Juni, Dikeni Salifou, Fußballspieler
- 2003, 13. September, Max Hans Rehberg, Tennisspieler
- 2004, Ella Frey, Schauspielerin
- 2004, Jule Hermann, Kinderdarstellerin
- 2004, 10. Januar, Lucas Copado, Fußballspieler
- 2004, 2. Februar, Yusuf Kabadayı, Fußballspieler
- 2004, 3. Mai, Aleksandar Pavlović, Fußballspieler
- 2004, 22. Juli, Nike Seitz, Kinderdarstellerin
- 2004, 29. Juli, Liam Maendl-Lawrance, Dartspieler
- 2005, 15. Februar, Dženan Pejčinović, Fußballspieler
- 2005, 11. August, Maurice Krattenmacher, Fußballspieler
- 2006, 26. Mai, Henri Haupt, Tennisspieler

## Sonstige Persönlichkeiten
Personen, die nicht in München geboren wurden, aber dort gewirkt haben:

### 13. bis 18. Jahrhundert
- Marsilius von Padua (1275–1342), Politiker und Staatstheoretiker, Ratgeber von Ludwig dem Bayern
- Wilhelm von Ockham (1285–1349/50), Franziskaner, Spätscholastiker, fand während seines politischen Kampfes gegen das Papsttum Zuflucht in München bei Ludwig dem Bayern
- Jan Polack (um 1435–1519), Maler
- Hans Seyff (um 1440–nach 1518), Wundarzt und führender Chirurg des Spätmittelalters
- Jörg von Halspach (vor 1441–1488), Architekt der Frauenkirche
- Johann Neuhauser, († 1516) bayerischer Kanzler, Dekan von St. Peter und Propst des Stifts der Frauenkirche
- Erasmus Grasser (um 1450–1518), Bildhauer
- Barthel Beham (um 1502–1540), Maler und Kupferstecher
- Orlando di Lasso (1532–1594), Komponist, ab 1562 Kapellmeister der Hofkapelle
- Peter Candid (um 1548–1628), flämischer Maler und Grafiker
- Hans Krumpper (um 1570–1634), Hofbildhauer, Architekt
- Agostino Barelli (1627–1697), Hofbaumeister in München
- Isaak Bader († 1635), Baumeister und Stuckateur
- Henriette Adelheid von Savoyen (1636–1676), Kurfürstin von Bayern
- Enrico Zuccalli (1642–1724), Hofbaumeister in München
- Michael Wening (1645–1718), Kupferstecher, Historico Topographica Despriptio (Bayer. Landtbeschreibung)
- Franz Joachim Beich (1656–1748), bayerischer Hofmaler
- Giuseppe Volpini (1670–1729), Hofbildhauer in München
- Guillielmus de Grof (1676–1742), Bildhauer in München
- Anton Passauer (um 1678–1749), einer der Anführer des Bayerischen Volksaufstandes 1705
- Joseph Effner (1687–1745), Hofarchitekt in München
- François de Cuvilliés der Ältere (1695–1768), kurfürstlicher Hofbaumeister in München
- George Desmarées, de Marèes (1697–1776), kurfürstl. Hofmaler, Porträtist der Rokokozeit
- Johann Clanze (um 1667–1706), einer der Anführer des Bayerischen Volksaufstandes 1705
- Johann Baptist Straub (1704–1784), Rokokobildhauer in München
- Franz Anton Bustelli (1723–1763), Porzellankünstler in der Porzellanmanufaktur Nymphenburg
- Ignaz Günther (1725–1775), Rokokobildhauer in München
- Johann Kaspar von Lippert (1729–1800), bayerischer Hofbeamter, Richter, Bibliothekar, Archivar in München, Mitgründer der Münchner Zeichenschule
- Roman Anton Boos (1733–1810), Bildhauer
- Dominik Auliczek (1734–1804), Bildhauer und Modellmeister in der Nymphenburger Porzellanmanufaktur
- Gerhoh Steigenberger (1741–1787), Augustinerchorherr, Hofbibliothekar, wirklicher geistlicher Rat und Mitglied der Akademie der Wissenschaften
- Johann Michael Steiner (1746–1808), Rektor der deutschen Stadtschulen und königlicher Schulrat
- Franz Grundmayr (1750–1823), Benefiziat und Zeremoniar bei St. Peter, Schriftsteller
- Friedrich Ludwig Sckell (1750–1823), Gartengestalter und Stadtplaner, schuf u. a. den Schlosspark Nymphenburg
- Benedict Peuger (1755–1832), Pfarrer und Professor am Lyzeum
- Franz Jakob Schwanthaler (1760–1820), Bildhauer, gilt als Hauptmeister der Plastik des Münchner Frühklassizismus
- Christoph David Anton Martini (1761–1815), evangelischer Theologe und Hochschullehrer, Dekan, Kirchenrat und Professor in München
- Andreas Michael Dall’Armi (1765–1842), Kaufmann und Bankier in München, Major der Kavallerie bei der königlich bayrischen Nationalgarde
- Joseph von Thoma (1767–1849), Forstbeamter, übernahm 1817 die Führung der Bayerischen Forstverwaltung
- Philipp Casimir Heintz (1771–1835), Geistlicher und Historiker, Zweiter Stadtpfarrer von München
- Alois Senefelder (1771–1834), Schriftsteller und Schauspieler, Erfinder der Lithographie
- Karl Christian von Mann genannt Tiechler (1773–1837), Vizepräsident des Münchener Oberappellationsgerichts
- Andreas Koch (1775–1846), Mediziner, Direktor des Allgemeinen Krankenhauses in München
- Georg von Stengel (1775–1824), Ministerialbeamter
- Johann Wilhelm Ritter (1776–1810), Naturforscher, Mitglied der Königlich-Bayerischen Akademie der Wissenschaften, Entdecker der UV-Strahlen
- Franz Joseph Häcker (1777–1851), deutscher Jurist und Politiker
- Johann Michael Hauber (1778–1843), Propst an der Theatrinerkirche, Hofkapellmeister und Schriftsteller
- Johann von Gott Fröhlich (1780–1849), klassischer Philologe, Rektor des Wilhelmsgymnasiums und Kreisscholarch
- Leonhard von Holler (1780–1858), Verwaltungsjurist, an den Aushandlungen des Konkordats von 1817 und des Edikts von 1818 beteiligt
- Ignatia Jorth (1780–1845), katholische Ordensgründerin
- Johann Nepomuk Buchinger (1781–1870), Archivrat, Akademiemitglied und Honorarprofessor in München
- Ludwig von Wirschinger (1781–1840), bayerischer Finanzminister
- Karl von Fischer (1782–1820), Architekt, wirkte vorwiegend in München, erbaute u. a. das Nationaltheater und das Prinz-Carl-Palais
- Heinrich von Breslau (1784–1851), Pharmakologe, Leibarzt des bayerischen Königs, Geheimrat und Hochschullehrer an der Universität München
- Leo von Klenze (1784–1864), Hofarchitekt in München
- Johann Mailáth (1786–1855), ungarischer Schriftsteller, lebte in München
- Joseph von Fraunhofer (1787–1826), Optiker, Physiker, lebte ab 1819 bis zu seinem Tod in München
- Friedrich Schamberger (1788–1829), Oberkirchenrat in München
- Georg Simon Ohm (1789–1854), Physiker und Entdecker des Ohm’schen Gesetzes, ab 1849 ordentlicher Professor an der Universität München
- Friedrich von Gärtner (1791–1847), Architekt, schuf u. a. die Ludwigskirche, das Universitätsgebäude der Ludwig-Maximilians-Universität, die Feldherrnhalle und das Siegestor
- Johann Baptist Stiglmaier (1791–1844), Erzgießer, Bildhauer
- Hirsch Aub (1796–1875), Rabbiner der Israelitischen Kultusgemeinde von 1825 bis 1871
- Franz Xaver Schwanthaler (1799–1854), Bildhauer
- Georg Friedrich Ziebland (1800–1873), Architekt, wirkte vorwiegend in München, erbaute u. a. die Abteikirche St. Bonifaz und die Staatliche Antikensammlung

### 19. Jahrhundert
- Carl August von Steinheil (1801–1870), Physiker, Astronom, Optiker und Unternehmer, ab 1825 in München
- Justus von Liebig (1803–1873), Chemiker, lebte ab 1852 bis zu seinem Tode in München
- Josef Anselm Pangkofer (1804–1854), Mundartdichter, lebte in München
- Johann Carl Koch (1806–1900), Maler
- Heinrich Simon Lindemann (1807–1855), Philosoph und Hochschullehrer
- Friedrich Albert von Schultze (1808–1875), Forstbeamter
- Carl Spitzweg (1808–1885), Maler und Zeichner der Spätromantik und des Biedermeiers, schuf u. a. das weltbekannte Gemälde Der arme Poet
- Friedrich Dürck (1809–1884), Porträt- und Genremaler
- Max von Widnmann (1812–1895), Bildhauer
- Georg Friedrich Christian Bürklein (1813–1872), Architekt, schuf u. a. die Maximilianstraße, das Maximilianeum und den Hauptbahnhof in München
- Ferdinand von Miller der Ältere (1813–1887), Bildhauer und Erzgießer, schuf u. a. die Bavaria-Statue in München
- Johann Matthias von Meyer (1814–1882), Vorstand der Diözese, Dekan und Stadtpfarrer sowie Oberkonsistorialpräsident
- Moritz Carrière (1817–1895), Schriftsteller und Philosoph, seit 1853 in München
- Ludwig Merz (1817–1858), Geograph, Optiker und Publizist, war in der Armenpflege und Arbeiterwohlfahrt in München engagiert
- Heinrich Richter (1820–1896), Schauspieler, Theaterregisseur und Hochschullehrer
- Johann Georg Herzog (1822–1909), Organist, Komponist und Hochschullehrer
- Gustav Adolf Kleinfeller (1824–1899), Lehrer und Pädagoge, Kleinfeller unterrichtete an verschiedenen Schulen in München
- Carl Theodor von Piloty (1826–1886), Historienmaler
- Georg von Liebig (1827–1903), Mediziner und Biologe, Sohn von Justus von Liebig, ab 1877 in München
- Joseph Munsch (1832–1896), österreichischer Maler, lebte seit Anfang der 1850er Jahre in München
- Rudolf Epp (1834–1910), Maler des Realismus, Vertreter der Münchner Schule, lebte von 1863 bis 1910 in München
- Franz von Lenbach (1836–1904), Maler der Münchner Schule, baute und bewohnte das Lenbachhaus
- Ernst Mach (1838–1916), Physiker
- Wilhelm Conrad Röntgen (1845–1923), Physiker, ab 1900 bis zu seinem Tode in München
- Joseph Elsner senior (1845–1933), Architekt und Kirchenausstatter sowie Gemeindebevollmächtigter des Münchner Magistrats; lebte seit 1968 in München
- Jakob Heilmann (1846–1927), deutscher Architekt, Projektentwicklung und Bauunternehmer, bedeutende Bauwerke in München sowie Eisenbahnlinien in Bayern
- Rosa Herzfeld-Link (1846–1900), Schauspielerin
- Adolf von Hildebrand (1847–1921), Bildhauer
- Hermann von Tappeiner (1847–1927), Mediziner und Pharmakologe
- Wilhelm von Rümann (1850–1906), Bildhauer
- Friedrich von Thiersch (1852–1921), Architekt, von München aus im ganzen Deutschen Reich tätig
- Carl von Bergen (1853–1933), Maler, studierte und verstarb in München
- Max Bernstein (1854–1925), Kritiker, Schriftsteller, Rechtsanwalt, zentrale Gestalt des literarischen und kulturellen Lebens
- Emma Lutteroth (1854–1894), deutsche Malerin
- Anita Augspurg (1857–1943), Frauenrechtlerin, in München aktiv von 1887 bis zur Vertreibung zu Beginn des Zweiten Weltkriegs
- Emanuel Kirschner (1857–1938), Chasan und Komponist, Kantor der Münchener Hauptsynagoge seit 1881
- Edgar Steiger (1858–1919), Schriftsteller und Journalist, ab 1898 bis zu seinem Tode in München
- Wilhelm Weigand (1862–1949), Dichter und Schriftsteller, lebte ab 1889 bis zu seinem Tod in München
- Franz von Stuck (1863–1928), Maler und Bildhauer
- Lucia von Gelder (1864–1899), deutsche Malerin
- Georg Pezold (1865–1943), Bildhauer
- Heinrich Waderé (1865–1950), Bildhauer
- Charlotte Wilhelmine Niels (1866–1943), Malerin
- Hugo Röhr (1866–1937), Komponist, Hofkapellmeister und Professor an der Musikakademie in München
- Kurt Eisner (1867–1919), Politiker, Journalist, Schriftsteller, Anführer der Novemberrevolution von 1918
- Arnold Sommerfeld (1868–1951), mathematischer Physiker, lehrte 1906 bis 1940 in München
- Georg Heinrich Emmerich (1870–1923), Geheimrat, erster Professor für Lichtbildkunst in Bayern, Gründer 1900 der ersten Hochschule für Fotografie Deutschlands in München
- Richard Schachner (1873–1936), Architekt und städtischer Bauamtmann, vor allem Krankenhausbauten
- Thomas Mann (1875–1955), Schriftsteller, lebte und arbeitete von 1894 bis 1933 in München, erhielt 1929 den Nobelpreis für Literatur[2]
- Berta Kaiser (1875–1962), Malerin, lebte ab 1902 in München und stellte unter anderem im Glaspalast aus
- Wilhelm Nida-Rümelin (1876–1945), Bildhauer
- Ida Beer-Walbrunn (1878–1951), Malerin, lebte und arbeitete in München
- Maria Caspar-Filser (1878–1968), Malerin, lebte und arbeitete in München
- Karl Caspar (1879–1956), Maler, Professor an der Akademie der Bildenden Künste München
- Albert Einstein (1879–1955), theoretischer Physiker und Nobelpreisträger für Physik, wuchs in München auf
- Paul Ernst Klee (1879–1940), Maler und Grafiker, studierte von 1897 bis 1904 und lebte und arbeitete von 1904 bis 1911 in München, bedeutender bildender Künstlern der Klassischen Moderne des 20. Jahrhunderts[3]
- Josef Wittmann (1880–1968), Kirchenmaler
- Bernhard Bleeker (1881–1968), Bildhauer
- Michael Siegel (1882–1979), Rechtsanwalt, der als Jude aus Deutschland vertrieben wurde
- Karl Gatermann der Ältere (1883–1959), Maler, studierte von 1907 bis 1914 an der Akademie der Bildenden Künste München
- Hans Prinzhorn (1886–1933), Psychiater und Kunsthistoriker, studierte und lebte in München
- Werner Paasche (1887–1958), Jurist, Ministerialbeamter und Vizepräsident des Bundesfinanzhofes
- Hans Krailsheimer (1888–1958), Jurist, Schriftsteller und Aphoristiker, lebte und arbeitete in München
- August Weckbecker (1888–1939), Bildhauer, Maler, Glasmaler und Professor
- Adolf Hitler (1889–1945), Politiker österreichischer Herkunft, nationalsozialistischer Diktator Deutschlands 1933–1945; begann in München seine politische Karriere
- Jury Sabaleuski (1889–1957), Publizist belarussischer Abstammung, Politiker und Aktivist
- Kurt Huber (1893–1943), Professor für Musikwissenschaften und Psychologie an der Ludwig-Maximilians-Universität München, Volksliedforscher und Mitglied der Widerstandsgruppe „Weiße Rose“
- Hans Pössenbacher (1895–1979), Schauspieler, verbrachte den größten Teil seines Lebens in München, 1946 bis 1976 an den Münchner Kammerspielen engagiert
- Max Hansen (1897–1961), Film- und Schallplattenstar der Weimarer Republik, wuchs in München auf und hatte seine ersten Auftritte im Alten Simpl
- Wilhelm Emil Messerschmitt (1898–1978), Flugzeugkonstrukteur und Gründer der Messerschmitt AG
- Robert Sauer (1898–1970), Mathematiker, Rektor der Technischen Hochschule München
- Ilse ter Meer (1899–1996), erste deutsche Diplom-Ingenieurin, studierte an der TH München

### 20. Jahrhundert
- Werner Heisenberg (1901–1976), Physiker, 1958–1970 am Max-Planck-Institut in München
- Ludwig Schmidseder (1904–1971), Operettenkomponist (u. a. Frauen im Metropo; Abschiedswalzer), Fernsehkoch beim Bayerischen Rundfunk, verstarb in München
- Edith Schultze-Westrum (1904–1981), Theater- und Filmschauspielerin, lebte von 1923 bis 1981 in München, trat an diversen Münchener Bühnen auf
- Max Colpet (1905–1998), Schriftsteller, Drehbuchautor und Schlagertexter, seit 1958 in München
- Fritz Benscher (1904–1970), Schauspieler, Quizmaster (u. a. Tick-Tack-Quiz), Moderator, Hörspielsprecher und -regisseur, lebte und arbeitete ab Kriegsende bis zu seinem Tode in München
- Josef Marxen (1906–1946), geboren in Worringen, katholischer Missionar in Albanien, Märtyrer, Priesterweihe in München 1936
- Georg Segler (1906–1978), Agrarwissenschaftler, Ingenieur, Autor und Erfinder
- Nadseja Abramawa (1907–1979), Politikerin belarussischer Abstammung, Aktivistin und Publizistin, lebte nach dem Zweiten Weltkrieg in München und verstarb dort
- Heinz-Günter Stamm (1907–1978), Schauspieler, Hörspiel- und Theaterregisseur, lebte und arbeitete ab etwa 1946 in München (Bayerischer Rundfunk und Kleine Komödie)
- Hermann Wenninger (1907–1986), Regisseur, verstarb in München
- Edgar Weil (1908–1941), Dramaturg, wirkte an den Münchner Kammerspielen
- Herbert Hockemeyer (1909–1983), Generaloberstabsarzt der Bundeswehr, verstorben in München
- Georg Brenninger (1909–1988), Bildhauer, Professor an der Technischen Universität München und der Akademie der Bildenden Künste München in München, verstorben in München
- Karl Gatermann der Jüngere (1909–1992), Maler, Grafiker, Bühnenbildner, lebte und arbeitete in München
- Axel von Ambesser (1910–1988), Schauspieler, Regisseur, Bühnen- und Filmautor; lebte und arbeitete 1934 bis 1936 und ab 1945 bis zu seinem Tod in München
- Erich Hoffmann (1910–1967), Bildhauer, arbeitete und verstarb in München
- Barys Kit (1910–2018), Mathematiker belarussischer Abstammung, Physiker, Chemiker und Raketenentwickler, 1945 bis 1948 Mathematiklehrer am Ukrainischen Lyzeum in München, Student an der Ludwig-Maximilians-Universität
- Heinz Maier-Leibnitz (1911–2000), Physiker, 1952 bis 1974 Professor an der Technischen Hochschule München
- Werner Streib (1911–1986), Nachtjägerpilot im Zweiten Weltkrieg und General der Bundeswehr, verstorben in München
- Erika Hanfstaengl (1912–2003), Kunsthistorikerin, leitete 1971/72 kommissarisch das Lenbachhaus
- Rudolf Ortner (1912–1997), Architekt, Maler und Fotograf, verstorben in München
- Maria Luise Thurmair (1912–2005), Schriftstellerin, lebte ab 1941 in München, Liedtexterin im Gotteslob, dem Gesangbuch der katholischen Kirche im deutschsprachigen Raum
- Hermann Lenz (1913–1998), Schriftsteller, lebte zuletzt in München, wo auch die letzten Bände seines Eugen-Rapp-Zyklus spielen
- Friedrich von Stülpnagel (1913–1996), Leichtathlet und Offizier der Bundeswehr
- Leo Bardischewski (1914–1995), Schauspieler, Hörspiel- und Synchronsprecher
- Franz Sales Müller (1914–2021), Seelsorger, Prälat, Vorsitzender des Katholischen Caritasverbandes der Erzdiözese München und Freising
- Walter Ohm (1915–1997), Hörspiel- und Theaterregisseur, lebte und arbeitete ab 1936/37 in München. Er war 34 Jahre beim Bayerischen Rundfunk angestellt
- Werner Vordtriede (1915–1985), Professor an der LMU und Schriftsteller, lebte und wirkte von 1960 bis 1976 in München
- Ernst Maria Lang (1916–2014), Architekt und Karikaturist
- Alexander Schmorell (1917–1943), Mitglied der Widerstandsgruppe „Weiße Rose“
- Helmut Brennicke (1918–2005), Schauspieler, Schauspiellehrer, Regisseur, Hörspielsprecher und Autor, arbeitete ab 1946 in München u. a. beim Bayerischen Rundfunk
- Willi Graf (1918–1943), Mitglied der Widerstandsgruppe „Weiße Rose“
- Marlene Neubauer-Woerner (1918–2010), Bildhauerin
- Hans Scholl (1918–1943), Mitglied der Widerstandsgruppe „Weiße Rose“
- Christoph Probst (1919–1943), Mitglied der Widerstandsgruppe „Weiße Rose“
- Günter Gerhard Lange (1921–2008), in München arbeitender Typograph
- Sophie Scholl (1921–1943), Mitglied der Widerstandsgruppe „Weiße Rose“
- Karl Richard Tschon (1923–1993), Schriftsteller und Hörspielautor, lebte und arbeitete in München
- Rudolf Wachter (1923–2011), Holzbildhauer, lebte in München
- Friedrich L. Bauer (1924–2015), Informatiker, Professor an der Technischen Universität München
- Johannes Holthusen (1924–1985), Slawist, ab 1969 in München
- Walter Purschke (1924–2011), Kunstmaler in München
- Ernst Eichinger (1929–2015), Kunstmaler, Graphiker, lebte 1950 bis 2014 in München; Dozent am Institut für Didaktik der Bildenden Künste der LMU München
- Hans Magnus Enzensberger (1929–2022), Dichter, Schriftsteller, lebte in München
- Margarethe Bence (1930–1992), US-amerikanische Opern- und Konzertsängerin
- Martin Mayer (1931–2022), Bildhauer, lebte ab 1946 in München, Schöpfer zahlreicher in München öffentlich aufgestellte Kunstwerke
- Georg Zundel (1931–2007), Physiker, Unternehmer und friedenspolitisch engagierter Philanthrop
- Marvelli jr. (1932–2008), Zauberkünstler
- Herbert Rosendorfer (1934–2012), Schriftsteller und Richter in München
- Margit Schramm (1935–1996), Kammersängerin („Operettenkönigin“), lebte Anfang der 1980er Jahre München und verstarb dort
- Peter Thom (1935–2005), Schauspieler, lebte von 1971 bis 2005 in München
- Roland Berger (* 1937), deutscher Unternehmer, Unternehmens- und Politikberater, Investor, Stifter und Kunstsammler, Gründer der gleichnamigen Münchener Unternehmensberatung
- Peter M. Bode (1937–2019), Architekturkritiker, Journalist und Autor, lebte und wirkte die meiste Zeit seines Lebens in München
- Thea Bauriedl (1938–2022), Psychologin und Psychoanalytikerin, Dozentin an der LMU
- Carmela Corren (1938–2022), israelische Schlagersängerin und Schauspielerin, lebte mehrere Jahre in München
- Karin Dor (1938–2017), Schauspielerin, lebte und verstarb in München
- Bettina Bougie (* 1939), Schauspielerin, lebt und arbeitet in München
- Nicolaus A. Huber (* 1939), Avantgarde-Komponist, wirkte in München
- Isolde Thümmler (* 1930er Jahre), Schauspielerin, Hörspiel- und Off-Sprecherin, lebt in München
- Giorgio Moroder (* 1940), lebte von 1968 bis 1978 in München, schuf hier in seinen Musicland Studios bedeutende Pionierstücke des Euro Disco und der elektronischen Tanzmusik
- Heinz Birg (* 1941), Architekt und Zeichner
- Michael Vollstedt (1942–2020), Generalmajor der Luftwaffe der Bundeswehr, lebte zuletzt in München, wo er verstarb
- Werner Heise (1944–2013), Mathematiker und Hochschullehrer an der TU München
- Erhard Keller (* 1944), Eisschnellläufer und zweifacher Olympiasieger
- Sepp Maier (* 1944), Fußballtorwart und -trainer
- Antje-Katrin Kühnemann (1945–2025), Ärztin und Fernsehmoderatorin
- Gerd Müller (1945–2021), Fußballspieler und -trainer
- Josef H. Reichholf (* 1945), Zoologe, Evolutionsbiologe und Ökologe
- Ulrike Wax-Wörner (* 1945), Politikerin, Autorin, Germanistin und Studienrätin
- Freddie Mercury (1946–1991), Sänger und Komponist, lebte von 1979 bis 1985 in München, nahm in den Musicland Studios weltbekannte Hits auf, unter anderem mit Queen Another One Bites the Dust
- Joachim Höppner (1946–2006), Schauspieler, Synchronsprecher, Hörbuchsprecher, Off-Sprecher und Rezitator, lebte in München
- Tom Krey (* 1947), Maler, lebte von 1969 bis 1993 in München
- Janusz Rat (* 1947), Zahnarzt, Vorsitzender des Vorstands der Kassenzahnärztlichen Vereinigung Bayerns, lebt seit 1950 in München
- Arnold Schwarzenegger (* 1947), österreichischer Schauspieler, Bodybuilder und Politiker, lebte von 1966 bis 1968 in München
- Uwe Reimer (1948–2004), Autor, studierte und lebte lange in München
- Donna Summer (1948–2012), Sängerin, lebte von 1968 bis 1976 in München, nahm zusammen mit Giorgio Moroder bedeutende Pionierstücke der Disco-Musik auf („Queen of Disco“)
- Paul Breitner (* 1951), Fußballspieler
- Helmut Spanner (* 1951), Autor von Kinder- und Bilderbüchern, lebt in München
- Dieter R. Fuchs (* 1952), Wissenschaftler und Schriftsteller, lebt in München
- Uli Hoeneß (* 1952), Fußballspieler und -funktionär
- Michael Lochner (* 1952), Kantor der St.-Lukas-Kirche, bayerischer Landeskirchenmusikdirektor und Hochschulprofessor
- Heribert Prantl (* 1953), Autor, Journalist und Jurist, lebt in München
- Marietta Meade (* 1956), Schauspielerin, Synchronsprecherin, Übersetzerin und Buchautorin, lebt in München
- Armin Kratzert (* 1957), Schriftsteller und Journalist, lebt in München
- Erhan Önal (1957–2021), Fußballspieler türkischer Abstammung, in München aufgewachsen
- Waldemar Wichlinski (* 1957), Schauspieler und Synchronsprecher, lebt in München
- Friedrich Ani (* 1959), Schriftsteller, Münchner Turmschreiber, Mitglied der Bayerischen Akademie der Schönen Künste, lebt in München
- Sabine Bundschu (* 1959), Schauspielerin, Sängerin und Sprecherin
- Andreas Brehme (1960–2024), Fußballspieler und -trainer, lebte zuletzt und starb in München
- DJ Hell (* 1962), bürgerlich Helmut Josef Geier, Protagonist der Münchner Technoszene und Erfinder des Musikgenres Electroclash
- Uğur Tütüneker (* 1963), Fußballspieler türkischer Abstammung, in München aufgewachsen
- Helena Reich, bürgerlich Nicole Jäger-Koydl (* 1965), Journalistin, Homöopathin, Qigong-Lehrerin und Kriminalautorin, in München aufgewachsen
- Ki-Hyang Lee (* 1967), Übersetzerin und Verlegerin, lebt in München
- Matthias Hamann (* 1968), Fußballspieler und -trainer, in München aufgewachsen
- Bernd Karbacher (* 1968), Tennisspieler, in München geboren
- Johannes Eckert (* 1969), Benediktiner, seit 2003 Abt in St. Bonifaz und im Kloster Andechs
- Martin Welzel (* 1972), Musiker, lebte von 2011 bis 2023 in München; stellvertretender Domorganist am Münchner Dom 2021 bis 2022
- Jacqueline Charlier (* 1973), politische Beamtin, war berufsmäßige Stadträtin in München
- Christian Nerlinger (* 1973), Fußballspieler und -funktionär, in München aufgewachsen
- Dietmar Hamann (* 1973), Fußballspieler und -trainer, in München aufgewachsen
- Max Eberl (* 1973), Fußballspieler und -funktionär, in München aufgewachsen
- Elena Gurevich (* 1976), Pianistin russisch-israelischer Abstammung, lebt in München
- Regina Wallner (* 1978), Moderatorin, Redakteurin und Sprecherin, lebt in München
- Lucy Scherer (* 1981), Musicaldarstellerin, lebt in München
- Annette Dytrt (* 1983), Eiskunstläuferin, lebt in München
- Sarah Prieur (* 1986), Sachbuchautorin, lebt in München
- Mats Hummels (* 1988), Fußballspieler, in München aufgewachsen
- Mislav Radoš (* 1988), Fußballspieler, in München aufgewachsen
- Fabian Hürzeler (* 1993), Fußballspieler und -trainer, in München aufgewachsen
- Albion Vrenezi (* 1993), Fußballspieler, in München aufgewachsen

### 21. Jahrhundert
- Peter Guinari (* 2001), Fußballspieler, in München aufgewachsen
- Mansour Ouro-Tagba (* 2004), Fußballspieler, in München aufgewachsen